# قناة السويس
قناة السويس هي ممر مائي اصطناعي في مصر مزدوج المرور في أغلب أجزاءه. يبلغ طول القناة 193.3 كم وتصل بين البحرين المتوسط والأحمر، وتنقسم طولياً إلى قسمين: شمال وجنوب البحيرات المرّة، وعرضياً إلى ممرين منفصلين في معظم أجزائها لتسمح بعبور السفن في اتجاهين في نفس الوقت بين كل من أوروبا وآسيا، وتعتبر أسرع ممر بحري بين القارتين وتوفر نحو 15 يومًا في المتوسط من وقت الرحلة عبر طريق رأس الرجاء الصالح.
بدأت فكرة إنشاء القناة عام 1798 مع قدوم الحملة الفرنسية على مصر، ففكر نابليون في شق القناة إلا أن تلك الخطوة لم تكلل بالنجاح، وفي عام 1854 استطاع دي لسبس إقناع محمد سعيد باشا بالمشروع وحصل على موافقة الباب العالي، فقام بموجبه بمنح الشركة الفرنسية برئاسة دي لسبس امتياز حفر وتشغيل القناة لمدة 99 عام. استغرق بناء القناة 10 سنوات (1859 - 1869)، وساهم في عملية الحفر ما يقرب من مليون عامل مصري، مات منهم أكثر من 120 ألف عامل أثناء عملية الحفر نتيجة الجوع والعطش والأوبئة والمعاملة السيئة. وتم افتتاح القناة عام 1869 في عهد الخديوي إسماعيل في حفل مهيب وبميزانية ضخمة. وفي عام 1905 حاولت الشركة الفرنسية تمديد حق الامتياز 50 عاماً إضافية إلا أن تلك المحاولة لم تنجح. وفي يوليو عام 1956 قام الرئيس عبد الناصر بتأميم قناة السويس، والذي تسبب في إعلان بريطانيا وفرنسا بمشاركة إسرائيل الحرب على مصر ما عرف بالعدوان الثلاثي والذي انتهى بانسحاب الثلاث دول تحت ضغوط دولية ومقاومة شعبية.
تسببت حرب 1967 في إغلاق قناة السويس لأكثر من 8 سنوات، حتى قام الرئيس السادات بإعادة افتتاحها في يونيو 1975، بعد فض الاشتباك بين مصر وإسرائيل ووقف إطلاق النار عقب أحداث حرب أكتوبر. شهدت القناة بعد ذلك عدة مشاريع لتوسيع مجراها وتقليل وقت عبورها بدأت عام 1980 وكان آخرها في 6 أغسطس 2015 مع افتتاح مشروع قناة السويس الجديدة.
تعد قناة السويس إحدى أهم الممرات البحرية في العالم، نظراً لما توفره من وقت وتكاليف وجهد للاقتصاد العالمي ويظهر ذلك جلياً في مرور ما بين 8% و12% من حجم التجارة العالمية عبر القناة، ووصول أعلى إيراد سنوي لها إلى نحو 9.4 مليار دولار أمريكي في العام المالي (2023/2022).

## تاريخ القناة

### تاريخ القناة القديمة

خريطة توضح مسار قناة سيزوستريس بين نهر النيل والبحر الأحمر.

يعد المصريون القدماء أول من شق قناة لربط البحر المتوسط بالبحر الأحمر عن طريق نهر النيل وكانت قناة سيزوستريس أول قناة شقها سنوسرت الثالث، أحد ملوك الأسرة الثانية عشرة عام 1874 ق.م. ثم أهملت وأعيد افتتاحها عدة مرات تحت عدة أسماء منها: قناة سيتي الأول عام 1310 ق.م. ثم قناة دارا الأول عام 510 ق.م. ثم قناة بطليموس الثاني عام 285 ق.م. وقناة الرومان في عهد الإمبراطور تراجان عام 117، وقناة أمير المؤمنين عام 640، بعد الفتح الإسلامي لمصر على يد عمرو بن العاص، وظلت مفتوحة 150 عاماً إلى أن أمر الخليفة العباسي أبو جعفر المنصور بردم القناة التي كانت تصل بين الفسطاط والسويس، وسدها من ناحية السويس، منعاً لأي إمدادات من مصر إلى أهالي مكة والمدينة الثائرين ضد الحكم العباسي، ثم أعاد هارون الرشيد فتحها لمدة ثم ردمت مرة أخرى ، وأغلق الطريق البحري إلى الهند وبلاد الشرق وأصبحت البضائع تنقل عبر الصحراء بواسطة القوافل، وأغلقت القناة حتى عام 1820، وعندما أكتشف البرتغاليون طريق رأس الرجاء الصالح في بداية القرن السادس عشر الميلادي تغيرت معه حركة التجارة العالمية.

### فكرة حفر القناة

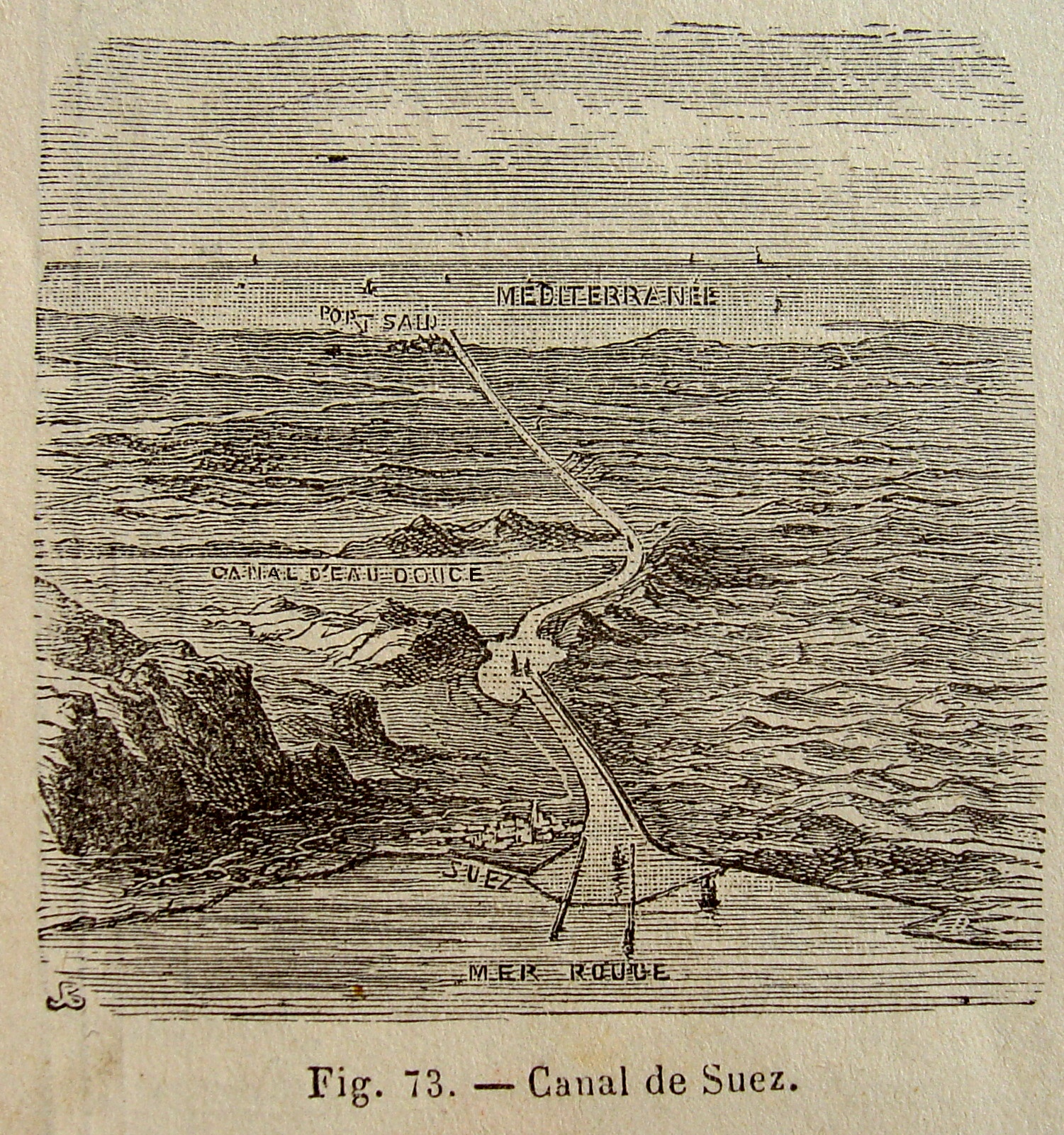
رسم قديم يظهر مسار القناة من جهة السويس.

عقب اكتشاف البرتغالي فاسكو دا غاما لطريق رأس الرجاء الصالح، تضرر اقتصاد وتجارة مصر المملوكية واقتصاد البندقية ونابولي وجنوة بشكل بالغ، فما كان من أمراء البندقية إلا أن وفدوا على مصر عام 1501 ليعرضوا على السلطان الغوري فكرة الاستغناء عن طرق القوافل واستبدالها بالنقل عبر النيل بحفر قناة تصل بين البحرين الأحمر والأبيض، إلا أن ظروف مصر وصراعها مع العثمانيين في ذلك الوقت والذي انتهى باحتلالهم للقاهرة سنة 1517 لم يسمح بإنشاء مشروع بهذا الحجم، ومات المشروع حتى اقترحه الفيلسوف الألماني الشهير لايبيتز على الملك لويس الرابع عشر في إطار مشروع شامل لغزو مصر، ولكن الملك لويس لم يُرِد إغضاب الباب العالي في الأستانة من ناحية، ولأن أحلامه التوسعية كانت في أوروبا.
وعندما قامت الثورة الفرنسية دخلت في صراعات مسلحة دموية مع ممالك أوروبا واستطاعت الانتصار عليها إلا مملكة واحدة وهي انجلترا وأرادت فرنسا قطع طريق المستعمرات البريطانية في الهند باحتلال مصر فقامت الحملة الفرنسية على مصر سنة 1798. أعطت حكومة الديركتوار التي كانت تحكم فرنسا أمراً مباشراً لنابليون بونابرت بالقيام بحملة لحفر قناة تربط بين البحرين ولذا كانت تسمى قناة البحرين. فخرج نابليون من القاهرة ومعه مجموعة من المهندسين يرأسهم مهندس يدعي لوبير لمعاينة الموقع هندسياً عند السويس والبدء في الحفر. إلا أن لوبير أقنع نابليون بالعدول عن المشروع لأنه اكتشف أن مستوى البحر الأحمر أعلى من مستوى البحر الأبيض، مما سيتسبب في غرق مصر كلها،
عاد نابليون إلى القاهرة دون أن يحقق هدفه. وذلك حتى تولى المشروع مجموعة من المهندسين من خريجي مدرسة البوليتكنيك الشهيرة وكانوا مفتونين بعظمة نابليون ويطلق عليهم اسم السان سيمونيين وأتوا إلى مصر في عصر محمد علي عام 1832 وحصلوا على إذن منه بالذهاب إلى الموقع من جديد وتبين لهم أن البحرين مستويان وأن مهندس نابليون أخطأ الحساب والتقدير، إلا أن محمد علي رفض فكرة حفر القناة إلا بشرطين: أولهما أن تضمن القوى العظمى حيادية القناة، وبالتالي استقلال مصر، وثانيهما أن تمول القناة بالكامل من الخزانة المصرية، مما أظهر حنكة وبُعد نظر محمد علي باشا في مسألة القناة، إلا أن الشرطين قوبلا بالرفض.

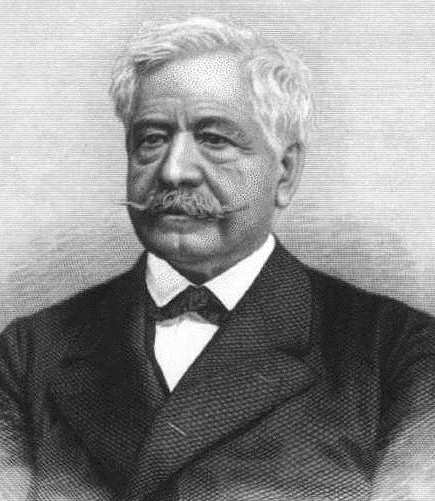
فرديناند دي لسبس.

عقب عودة نابليون إلى فرنسا عام 1801 بعد فشل حملته على مصر التي استمرت 13 شهراً، أرسل دبلوماسياً اسمه ماتيو دي لسبس إلى مصر لاختيار والي لمصر موالي لفرنسا يحكمها بعد أن قام الإنجليز باختيار البرديسي، فوقع اختيار ماتيو دي لسبس على محمد علي الضابط الألباني القريب من شيوخ الأزهر فاصطفاه وقدم له المشورة والمساعدة وهو ما لم ينساه محمد علي، وعندما مات ماتيو دي لسبس جاء ابنه الشاب فرديناند دي لسبس كقنصل مساعد لبلاده فرنسا في الإسكندرية واستقبله محمد علي بحفاوة كبيرة وعرض عليه أن يعمل في القصر مربياً ومعلماً لابنه محمد سعيد باشا وعلى إثر ذلك توطدت عرى الصداقة بين الدبلوماسي الفرنسي والأمير.
وبعد أن جاء سعيد باشا إلى سُدة الحُكم، في وقت كانت أسرة دي لسبس تعاني الفقر والعزلة منذ سقوط إمبراطورية نابليون، فما كان من دي لسبس إلا أن ركب أول سفينة متجهة للإسكندرية ليصلها في 7 نوفمبر 1854 ويلتقي بصديقه الذي أصبح خديوي مصر في 11 نوفمبر، وهناك عرض دي لسبس مشروع حفر القناة على سعيد باشا الذي قبل فوراً ما رفضه والده وكأن سعيداً أراد أن يعبر عن امتنانه لصديقه القديم الذي كان يقدم له الأكل الذي حرمه منه والده داخل القصر.
عهد دي لسبس إلى المهندس الفرنسي فوازان بك بمنصب رئيس مهندسي موقع حفر القناة، والذي كان مسئولاً عن الحياة اليومية في موقع الحفر بكل تفاصيلها، من تقدم عملية الحفر والنفقات والعلاقات بين العمال من مختلف الجنسيات، ومسألة السخرة الواقعة على الفلاحين المصريين بأوامر من دي لسبس باعتباره رئيس شركة قناة السويس البحرية العالمية التي كان قد أسسها لتولى عمليات الحفر في الموقع. وتعرض دي لسبس لضغوط واتهامات من قبل السان سيمونيين بأنه سرق منهم مشروع القناة الذي عرضوه على محمد علي ورفضه.

### تأسيس الشركة العالمية لقناة السويس البحرية
منح والي مصر الخديوي محمد سعيد باشا عام 1856 المهندس الفرنسي فرديناند دي لسبس الامتياز الثاني لحفر قناة السويس ونص الامتياز على منح دي لسبس امتيازاً لحفر وتشغيل قناة بحرية تربط بين البحرين الأحمر والأبيض المتوسط مدته 99 عاماً تبدأ من تاريخ فتح القناة للملاحة البحرية وذلك مقابل أن يكون للحكومة المصرية 15% من أرباح القناة، وسرعان ما أسس فرديناند دي لسبس الشركة العالمية لقناة السويس البحرية برأسمال 200 مليون فرنك فرنسي موزعة على 400 ألف سهم قيمة السهم الواحد 500 فرنك، وطرحت أسهم الشركة في الأسواق الدولية في نوفمبر 1858، واكتتب الفرنسيون بنحو 207,111 سهم ما يعادل نصف الأسهم فيما اكتتب الخديوي بنحو 177,642 سهم وتوزعت باقي الأسهم المكتتبة في الأسواق الدولية 

### حفر القناة

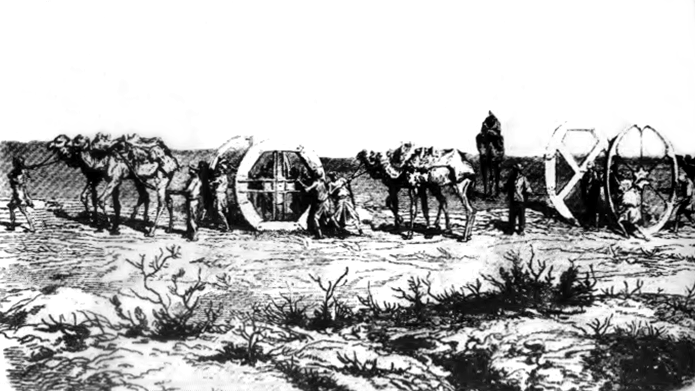
العمال المصريون أثناء حفر القناة بأدوات بدائية.

بدأت الشركة العالمية لقناة السويس البحرية حفر القناة في أبريل 1859 واستمر لمدة 10 سنوات واستخدم في ذلك نحو مئات الألاف من الفلاحين المصريين بنظام السخرة واستمر ذلك النظام حتى عام 1864 تقدر بعض المصادر انه تواجد أكثر من 30 الف عامل في القناة في أي فترة من فترات حفرها وان اجمالي العمال بلغ مليون ونصف فرد من جنسيات متعددة وان الألاف من العمال توفوا نتيجة الكولرا والأوبئة المشابهة الأخرى.
انفرد دي لسبس وحده بوضع لائحة العمال وحاز على توقيع محمد سعيد باشا عليها، والتي ضمنت لشركة قناة السويس البحرية (الفرنسية في ذلك الوقت) الموارد البشرية الهائلة من خلال تعبئة المصريين لحفر القناة، وجاءت المادة الأولى من اللائحة لتنص على أن تقدم الحكومة المصرية العمال للشركة طبقاً للطلبات التي يتقدم بها كبير مهندسي الشركة وطبقاً لاحتياجات العمل، وحددت المادة الثانية أجور العمال التي تراوحت ما بين قرش ونصف القرش وثلاثة قروش في اليوم، وإذا كان العامل دون الثانية عشرة من عمره يتقاضى قرشاً واحداً في اليوم، والتزمت الشركة بتقديم الخبز المقدد إلى كل عامل بصرف النظر عن عمره، ونصت اللائحة على فرض عقوبات على العمال الهاربين من الحفر، فالعامل المهمل يخصم من أجره بما يتناسب مع مقدار إهماله، أما العامل الذي يهرب فيفقد أجر الخمسة عشر يوماً المحفوظة بخزينة الشركة، ونصت اللائحة أيضاً على عمل مستشفى ميداني بمنطقة الحفر ومراكز للإسعاف مزودة بالأدوية.

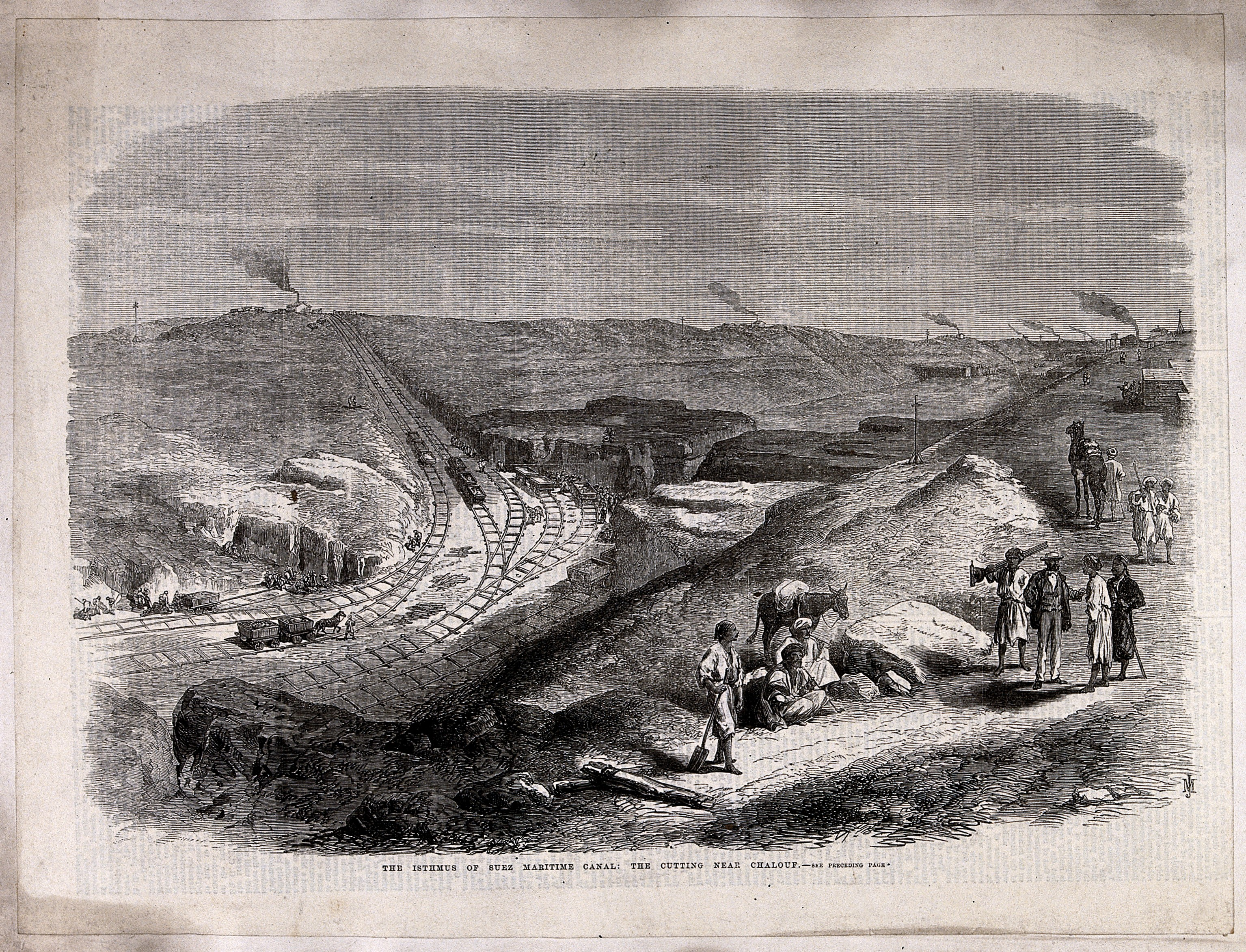
الأعمال الهندسية أثناء حفر القناة.

بدأت فصول معاناة العمال من خلال نقض الشركة لوعدها بحفر قناة ماء عذب لمد العمال بمياه الشرب مما أدى للتضحية بآلاف العمال الذين أنهكتهم شدة العطش والانهيارات الرملية. ثم توالى سقوط الآلاف بسبب انتشار الأوبئة، كما خالفت الشركة وعدها بتوفير وسائل متطورة في الحفر وأكره العمال المصريون على العمل في ظروف قاسية معتمدين فقط على سواعدهم وعلى الفأس والقفة.
في شهر ديسمبر 1861 ذهب سعيد باشا بنفسه إلى منطقة الحفر، وأمر بحشد 20 ألف شاب لزيادة معدلات الحفر، فشهدت بذلك سنوات الحفر الأولى للقناة أكبر عملية حشد للعمال بلغت في عام 1862 ما بين 20 ألف و22 ألف عامل يساقون لساحات الحفر في الشهر الواحد، قادمين من الوجهين القبلي والبحري، وكثر تمرد العمال وهروبهم وأظهر عمال الوجه القبلي تحدياً سافراً للشركة مما اضطر الشركة للاستعانة بالشرطة لإخماد تمرد العمال ومطاردتهم وتعذيبهم.

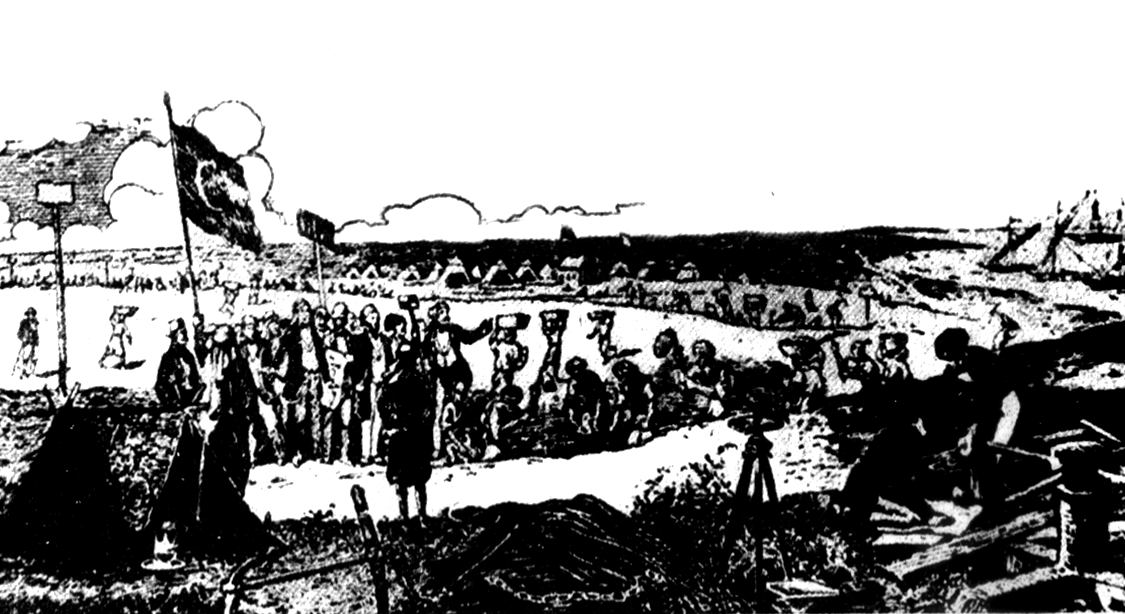
أعمال السخرة في حفر القناة.

كانت مدينة الزقازيق هي منطقة فرز العمال التي كان يستبعد بها أصحاب الأجسام النحيلة ويختار منهم الشبان الأقوياء، الذين يرسلون إلى منطقة القناة سيراً على الأقدام في أربعة أيام وهم مقيدين بالحبال يحمل كل منهم قلة ماء وكيس خبز جاف، فيصلون إلى ساحات الحفر منهكي القوى، فيتبع وصولهم إصدار الأوامر بتسريح العمال القدامى الذين أمضوا شهراً كاملاً وهي المدة المقررة لبقائهم. وكانت عمليات الحفر من المشاهد المثيرة التي يحرص على رؤيتها السائحون الأجانب في هذا العصر. وتمادت الشركة في تعنتها ولم تدفع أجور العمال، واستمر نقص المؤن والملابس والأحذية، كما أنشأت معتقل يُرسل إليه من يسيء السلوك، وأنشأت إدارة طبية ومركزاً لإسعاف المرضى لرعاية العمال، ولكن صدرت الأوامر بأن تركز هذه الإدارة جهودها فقط في رعاية العمال والموظفين الأجانب، ومما عرض العمال بشكل مجحف للموت من شدة فتك الأمراض بهم.
وطبقاً للتقارير الطبية المحفوظة في مكتبة بلدية الإسكندرية كان أكثر الأمراض انتشاراً بين العمال هي النزلات الشعبية والأمراض الصدرية والرمدية وحالات الإسهال الشديد والدوسنتاريا وأمراض الكبد والجدري والسل، ثم جاءت الكوليرا في صيف عام 1865 وعصفت بالعمال لدرجة أن الشركة لم تجد رجالاً يرفعون جثث الموتى الذين كان يتم دفنهم في الصحراء، وتلاها ظهور مأساة تعرض العمال خلال الحفر لمادة طينية سائلة كانت تحتوي على فوسفور حارق مما أدى إلى إصابة الآلاف بالأمراض الغامضة التي أدت إلى وفاتهم على الفور، والغريب أن الحكومة الفرنسية منحت في 19 يناير 1867 وسام الشرف من طبقة فارس للدكتور أوبير روش كبير أطباء الشركة الفرنسية تقديراً لجهوده التي قيل إنه بذلها في حماية العمال المصريين من الموت.

### افتتاح القناة

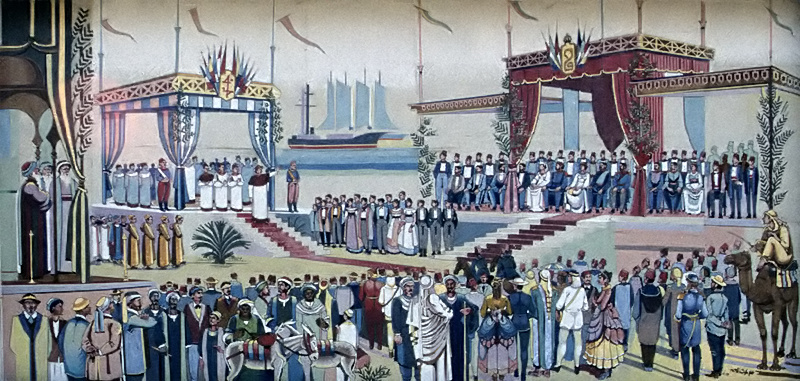
رسم افتتاح القناة الموجود على النصب التذكاري بالإسماعيلية.

في 25 أبريل 1859 دشن دي لسبس حفر القناة في عهد محمد سعيد باشا، وانتهى العمل بها بعد عشر سنوات في عهد الخديوي إسماعيل الذي سافر إلى أوروبا في 17 مايو 1869 لدعوة الملوك والأمراء ورؤساء الحكومات ورجال السياسة والعلم والأدب والفن لحضور حفل افتتاح القناة الذي عزم أن يقيمه في 17 نوفمبر 1869. وبعد أن عاد الخديوي إسماعيل إلى مصر بدأ في الإعداد للحفل الكبير فاستخدم 500 طاه وألف خادم ليكونوا في خدمة الضيوف، وطلب من دي لسبس أن يقوم بالاستعدادات لضيافة ستة آلاف مدعو.
وفي يوم 15 أكتوبر 1869 بدأ المدعون بالقدوم ضيوفاً على مصر في بورسعيد مقر الحفل، والتي ضاقت أرجاؤها بالمصريين القادمين من جميع أنحاء مصر لمشاهدة فعاليات الافتتاح، بإيعاز من الخديوي إسماعيل إلى مديري الأقاليم ليرسل كل منهم جماعة من الأهالي بنسائهم وأطفالهم وأدواتهم البيتية وركوبهم، فانتشروا على طول القناة، أعراب، وسودانيين وفلاحين، وصعايدة تعبيراً عن كافة طوائف الشعب المصري. فيما سافر الخديوي إسماعيل مع حاشيته ووزيريه نوبار باشا وشريف باشا إلى الإسكندرية حيث استقل يخته المحروسة وأبحر إلى بورسعيد، ورأى الخديوي إسماعيل السفن قادمة من جميع أطراف العالم تحمل ضيوفه الحاضرين على نفقته الخاصة، واصطفت أساطيل الدول في مرفأ بورسعيد ومن ضمنها الأسطول المصري وقد انتشرت على ضفاف القناة قوات الجيش المصري للحفاظ على نظام الاحتفال. وانطلقت طلقات المدافع مدوية احتفالا بوصول الضيوف واحدا تلو الآخر.
بدأت الفعاليات بحفلة دينية بعد ظهر يوم 16 نوفمبر 1869، وأقيمت ثلاث منصات خشبية كبيرة على شاطئ البحر مكسوة بالحرير والديباج ومزينة بالأعلام ومفروشة بأثمن السجاجيد ونشرت في أرجائها الرياحين والورود وصفت فيها الكراسي، فخصصت منصة الوسط للضيوف وعلى رأسهم مضيفهم خديوي مصر، وخصصت المنصة اليمنى للعلماء المسلمين في مقدمتهم الشيخ السقا والشيخ العمروسي والشيخ المهدي العباسي مفتي الديار المصرية، فيما خصصت المنصة اليسرى لأحبار الدين المسيحي ورجال الإكليروس وعلى رأسهم المنسيور كورسيا أسقف الإسكندرية والمنسيور باور الرسول البابوي. ونصب على الشاطئ الآسيوي خيالة بورسعيد وعلى الشاطئ الإفريقي المظلات البديعة للجماهير المدعوين. ووقفت السفن بالمرفأ على شكل قوس وكان عددهم يفوق الثمانين بجانب خمسون حربية منها ست مصرية ومثلها فرنسية واثنتا عشرة إنجليزي وسبع نمساوية وخمس ألمانية وواحدة روسية وواحدة دنماركية واثنتان هولنديتان واثنان أسبانيتان.

#### المدعوون

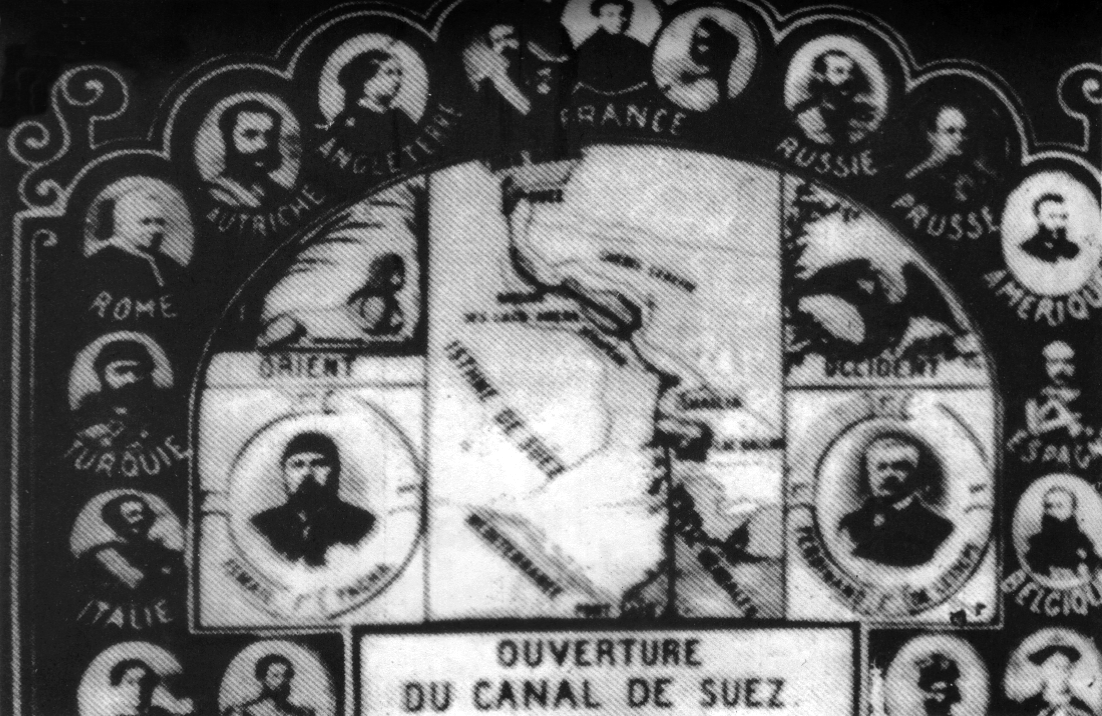
بطاقة الدعوة لحفل الافتتاح.

في الثانية بعد ظهر يوم 16 نوفمبر أخذ المدعوون يتقدمون نحو الإيوان والمظلات حتى جلس كل في مكانه فتوسطت الإمبراطورة أوجيني الصف الأول وإلى يمينها إمبراطور النمسا والخديوي إسماعيل ثم ولي عهد بروسيا فولي عهد هولندا وعقيلته وإلى يساره جلست مدام اليوت عقيلة سفير إنجلترا بتركيا (الذي وكله السلطان بذكر اسمه عند افتتاح القناة) فالسفير إليوت فالأميرة مورا، وعلى اليمين جلس الأمير محمد توفيق باشا ولي عهد مصر فالأمير هوفمان لو فمدام أغنانيف فالجنرال أغنانيف.

#### فقرات الحفل

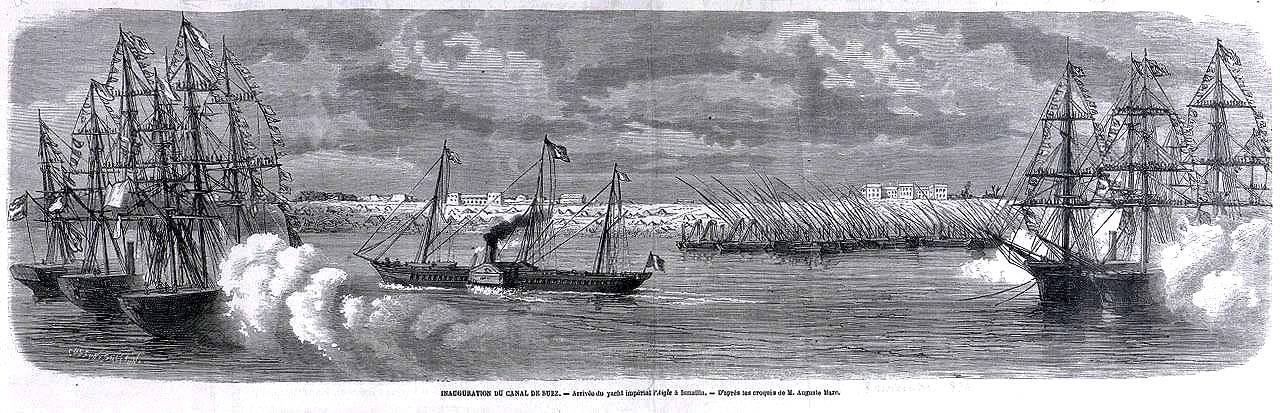
مدافع السفن تدوي احتفالاً بوصول الضيوف.

دوت المدافع متتابعة من كل الجهات إيذاناً ببدء الحفل الديني. ووقف شيخ الإسلام محاطاً بالعلماء وتلا ما تيسر من القرآن الكريم، ثم دعا الله أن يختص هذا العمل العظيم بعنايته ورعايته، وأن يهيئ له النجاح في كل زمان. ثم تقدم المنسيور كورسيا يحوطه رجال الإكليروس وتلا صلاة حارة دعا الله فيها أن يكلأ هذا العمل ويباركه بروح من عنده. ثم تقدم المسيو باور وألقى عبارة بليغة بالفرنسية وجهها إلى الخديوي. وعند المساء مدت الموائد متتابعة لستة آلاف مدعو وبها أشهى الأطعمة والأشربة، حتى إذا حلت الساعة الثانية بدأ ظهور الأنوار والزينات على ضفتي القناة. وظهر يخت الخديوي المحروسة في حلة من الأنوار وأخذ يطلق مدفع بين دقيقة وأخرى، والموسيقى تدوي حتى اختتمت الحفلة بالألعاب النارية. وعند شروق شمس صباح يوم 17 نوفمبر كانت السفن تمر في قناة السويس وقد استعدت للإبحار وتقدمها يخت الإمبراطورة أوجيني.

### بيع حصة مصر في القناة
في عام 1875 مرت مصر بأزمة مالية طاحنة اضطر معها الخديوي إسماعيل إلى بيع حصة مصر من أسهم القناة لبريطانيا بمبلغ 100 مليون فرنك في 25 نوفمبر 1875. وبذلك حلت الحكومة البريطانية محل المصرية في ملكية شركة قناة السويس. ولكن الأزمة المالية لم تنفرج، وأرسلت الدول الدائنة لجنة لفحص الحالة المالية في مصر لتصفية الديون التي تدين بها مصر لدول نادي باريس وكان مؤمن على هذه الديون بأرباح مصر التي تمثل 15% من شركة قناة السويس. فقررت اللجنة بيع حصة مصر من الأرباح نظير مبلغ 22 مليون فرنك. وبذلك خسرت مصر حصتها من أسهم القناة وحصتها في الأرباح في ظرف 6 سنوات من افتتاح القناة.

### محاولة مد امتياز القناة

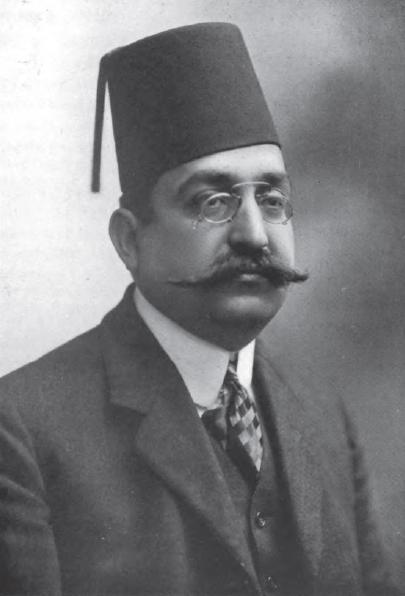
محمد فريد، زعيم الحركة الوطنية المصرية

في عام 1910 تقدمت شركة قناة السويس البحرية بطلب للحكومة المصرية لمد امتياز شركة قناة السويس الذي كان سينتهي في 17 نوفمبر 1968 لمدة 40 سنة أخرى تنتهي عام 2008، وأيدت الحكومة البريطانية الممثلة لسلطة الاحتلال في مصر مد الامتياز خصوصاً وقد بدأت الحركة الملاحية بالقناة تتضاعف حتى بلغت عام 1889 ضعف ما كانت عليه عام 1881 وتضاعفت مرة أخرى عام 1911، وكانت البضائع البريطانية تمثل 78,6% من مجموع البضائع المارة بالقناة.

#### مواد مد الامتياز المقترحة
- مد فترة الامتياز الممنوح لشركة قناة السويس 40 سنة تبدأ من أول يناير 1969 إلى 31 ديسمبر 2008.
- يقسم صافي الأرباح مناصفة بين شركة قناة السويس والحكومة المصرية، وإذا كان صافي الأرباح أقل من 100 مليون فرنك، تحصل شركة قناة السويس على خمسين مليون فرنك ولا تنال الحكومة المصرية إلا ما قد يتبقى. أما إذا كانت أرباح القناة أقل من خمسين مليون فرنك، تحصل الشركة على كامل الأرباح ولا تحصل الحكومة المصرية على أي شيء.
- مقابل مد الالتزام لأربعين سنة تدفع الحكومة المصرية أربعة ملايين جنيه مصري على أربع أفساط حدد مواعيدها.

ولكن الحركة الوطنية المصرية بقيادة محمد فريد قادت هجوماً كاسحاً على طلب المد وقلبت الرأي العام ضده، وقام إبراهيم ناصف الورداني باغتيال رئيس الوزراء بطرس غالي باشا عام 1910 بسبب سعيه نحو مد امتياز القناة، وقام الاقتصادي المصري طلعت حرب بتأليف كتاب عن قناة السويس ليوضح الحقائق للعامة والخاصة عن تاريخ القناة وكيف ضاعت حصص مصر من الأسهم والأرباح وخسائرها حتى 1909، وخلص إلى القول أن الأسهم التي باعتها مصر بـ 560 فرنك للسهم الواحد أصبح سعرها بعد ثلاثين سنة فقط 5010 فرنك فرنسي للسهم، وحصتها من أرباح القناة التي باعتها ب 22 مليون فرنك أصبحت فيمتها 300 مليون فرنك فرنسي.
وإزاء الضغط الشعبي كلفت الجمعية العمومية (مجلس النواب) طلعت حرب باشا وسمير صبري باشا بكتابة تقرير عن الموضوع، وبالفعل قدموا تقريرهم للجمعية ووضحوا فيه خسائر مصر المالية المتوقعة في حالة تمديد الامتياز الحالي بالشروط السالف ذكرها، وبناءً على هذا التقرير رفضت الجمعية العمومية عرض تمديد امتياز شركة قناة السويس وبقي الامتياز قائما بشروطه.:ج4

### تأميم القناة
في 26 يوليو 1956 أعلن الرئيس جمال عبد الناصر من ميدان المنشية بالإسكندرية قرار تأميم شركة قناة السويس، بعد أن سحبت الولايات المتحدة عرض تمويل السد العالي بطريقة مهينة لمصر، ثم تبعتها بريطانيا والبنك الدولي. قدمت بريطانيا على إثر القرار احتجاجاً رفضه جمال عبد الناصر على أساس أن التأميم عمل من أعمال السيادة المصرية. فقامت هيئة المنتفعين بقناة السويس بسحب المرشدين الأجانب بالقناة لإثبات أن مصر غير قادرة على إدارة القناة بمفردها، إلا أن مصر أثبتت عكس ذلك واستطاعت تشغيل القناة بإدارة مصرية كان على رأسها مهندس عملية التأميم محمود يونس بمرافقة زميليه عبد الحميد أبو بكر ومحمد عزت عادل.

#### الرد الاقتصادي
كان أول رد على قرار تأميم شركة قناة السويس، قيام كلاً من فرنسا وإنجلترا بتجميد الأموال المصرية في بلادهما، في وقت كان للحكومة المصرية حساب دائن بإنجلترا من ديون الحرب العالمية الثانية يقدر في تاريخ التأميم بنحو 135 مليون جنيه استرليني، فيما قامت الولايات المتحدة بتجميد أموال شركة القناة لديها، وكذلك تجميد أموال الحكومة المصرية حتى تتضح الأمور فيما يتعلق بمستقبل شركة قناة السويس، وكانت أموال الحكومة المصرية هناك تقدر بنحو 43 مليون دولار، أي ما يعادل نحو 15 مليون جنيه مصري وقت التأميم. وبلغ مجموع الأموال المصرية التي تقرر تجميدها في إنجلترا وفرنسا والولايات المتحدة ما يزيد على القيمة المالية لشركة قناة السويس، كما قررت الولايات المتحدة وقف تقديم أي مساعدة مالية أو فنية لمصر، وضغطت كلاً من من فرنسا وإنجلترا على سويسرا لتتعاون معها عن طريق تجميد الأموال المصرية لديها، ولكنها لم تستجب لذلك. وأذعن مدير شركة قناة السويس إلى جميع اتحادات أصحاب السفن بأن يدفعوا رسوم المرور في القناة إلى شركة قناة السويس وليس إلى الحكومة المصرية، وبلغت نسبة مجموع الرسوم التي دفعت إلى الحكومة المصرية منذ التأميم وحتى إغلاق القناة 35% تقريباً والباقي دفع لشركة قناة السويس، وقدر ذلك بأكثر من خمسة ملايين جنيه مصري، وهو المبلغ الذي تقرر خصمه من مجموع التعويض الذي دفعته الحكومة المصرية للشركة أثناء مفاوضات التعويض.

#### الرد الدبلوماسي

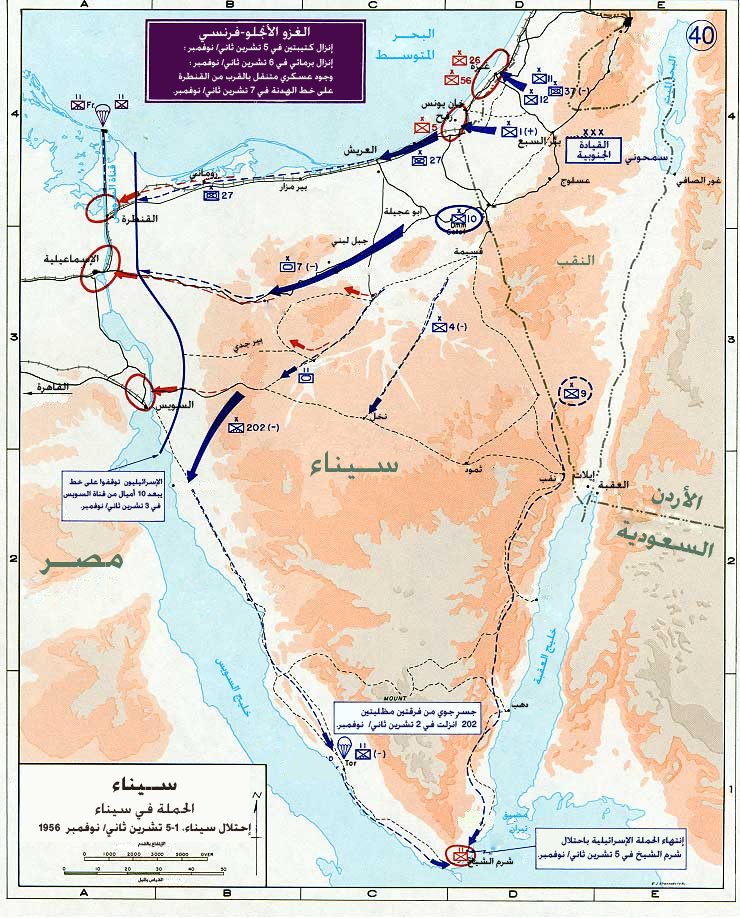
خريطة توضح مسار حرب السويس.

تمثل الرد الدبلوماسي في محاولة تعبئة الرأي العام الدولي ضد مصر، وإقناعه بأن تأميمها لشركة قناة السويس، قد خالف الشريعة الدولية وحطمت مبدأ حرية المرور في القناة، وهددت السلام والأمن في منطقة الشرق الأوسط، ولتلافي كل هذه المخاطر اجتمع كل من وزير خارجية فرنسا وإنجلترا والولايات المتحدة، وأصدروا في 2 أغسطس 1956 بياناً يتضمن أن قرار التأميم الصادر من جانب الحكومة المصرية يهدد حرية الملاحة في القناة، ويهدد الأمن فيها، وفي ذلك مخالفة لأحكام اتفاقية القسطنطينية، لذلك يرون ضرورة إقامة مؤتمر تدعى إليه الدول المنتفعة بالقناة، وهي الدول التي وقعت على معاهدة القسطنطينية، أو التي حلت محلها في الحقوق والالتزامات وهذه الدول هي (بريطانيا، ألمانيا، فرنسا، النمسا والمجر، إيطاليا، هولندا، إسبانيا، تركيا، روسيا ويمثلها «الاتحاد السوفيتي») بالإضافة إلى مصر ودول أخرى باعتبارها من مستخدمي القناة، وهي (أستراليا، نيوزلندا، إندونيسيا، اليابان، سيلان، الهند، باكستان، إيران، اليونان، السويد، النرويج، الدانمارك، البرتغال، أثيوبيا، الولايات المتحدة) فيما رفضت الحكومة اليونانية في 11 أغسطس أن تشترك في المؤتمر وفي 12 أغسطس أعلنت الحكومة المصرية رفضها الاشتراك في هذا المؤتمر، ووافقت الهند على الاشتراك بشرط إلا يمس اشتراكها الحقوق والسيادة المصرية، ولا يتخذ المؤتمر أي قرار نهائي إلا بموافقة مصر، ووافقت الحكومة السوفيتية مع المطالبة بتوجيه الدعوة إلى مجموعة أخرى من الدول منها الدول العربية والدول الاشتراكية. انعقد المؤتمر فيما بين 16 و 23 أغسطس 1956، ونال خلاله المشروع الأمريكي المقدم للتصويت أغلبية الأصوات، والذي تضمن اقتراحاً بإقامة منظمة دولية تقوم على نمط الوكالات المتخصصة التابعة للأمم المتحدة لتشرف على إدارة القناة، وعارضت هذا المشروع كل من (الهند والاتحاد السوفيتي وإندونيسيا وسيلان)، وتم عرض المشروع على مصر ورفضه عبد الناصر، وإزاء هذا الرفض، أعلن رئيس وزراء إنجلترا في مجلس العموم، إنشاء هيئة جديدة باسم هيئة المنتفعين سيكون لها طابع مؤقت وستكون مسؤولة عن تنسيق المرور في القناة، وتحصيل رسوم المرور. وانعقد في لندن مؤتمر فيما بين 19 و21 سبتمبر، لوضع القانون الأساسي لتلك الهيئة، وأصدر مجلس الأمن قراره في 13 أكتوبر 1956 الذي تألف من شطرين، أولهما يتضمن مبادئ ستة تكون أساساً للمفاوضات التي تجرى مستقبلاً، أما الشطر الثاني فيتضمن الاعتراف بهيئة المنتفعين التي ستكلف بالإشراف على القناة، إلا أنه لم يفز حين الاقتراع عليه إلا بتسعة أصوات واعتراض صوتين كان منهما صوت الاتحاد السوفيتي المتمتع بحق الفيتو. وأمام فشل السياسة الاستعمارية في تحقيق مآربها عن طريق الضغط الدبلوماسي، دبرت لاستعمال القوة العسكرية.

#### الرد العسكري والعدوان الثلاثي

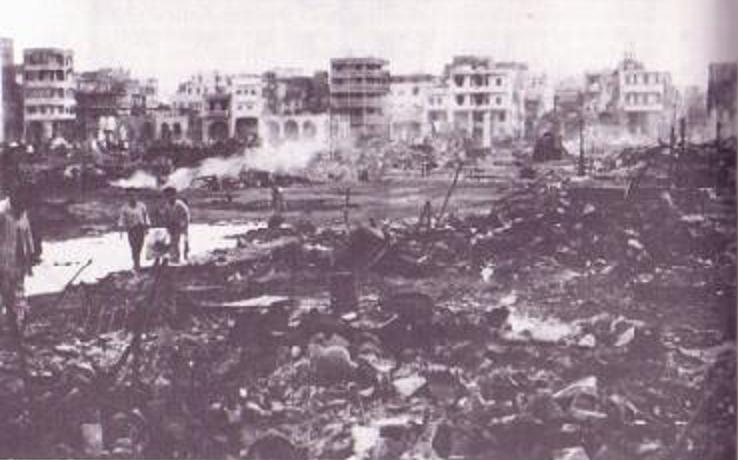
آثار العدوان على بورسعيد.

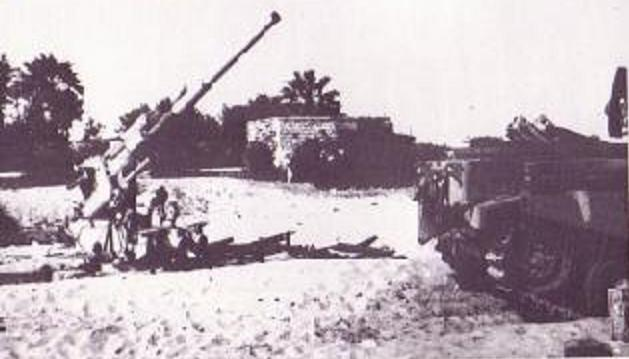
سلاح مصري مضاد للطائرات.

قامت كل من بريطانيا وفرنسا وإسرائيل بتدبير مؤامرة ثلاثية على مصر أطلق عليها المصريون العدوان الثلاثي وأطلق عليها الغرب حرب السويس، على إثرها بدأ هجوم إسرائيلي مفاجئ يوم 29 أكتوبر 1956، تلاه تقديم كل من بريطانيا وفرنسا إنذارا لمصر يطالب بوقف القتال بين الطرفين، والقوات الإسرائيلية ما زالت داخل الأراضي المصرية ويطلب من مصر وإسرائيل الانسحاب عشرة كيلو مترات عن قناة السويس وقبول احتلال بورسعيد والإسماعيلية والسويس بواسطة بريطانيا وفرنسا، من أجل حماية الملاحة في القناة، واختتم الإنذار بأنه إذا لم يصل الرد في خلال 12 ساعة، فإن الدولتين ستعملان على تنفيذ ذلك، وأعلنت مصر فوراً أنها لا يمكن أن توافق على احتلال إقليم القناة، وأبلغت مجلس الأمن الذي عجز عن إصدار قرار بسبب استخدام بريطانيا وفرنسا حق الفيتو. وفي اليوم التالي للإنذار البريطاني الفرنسي في 31 أكتوبر، هاجمت الدولتان مصر وبدأت غاراتها الجوية على القاهرة، وعلى منطقتي القناة والإسكندرية. وأصبحت مصر تحارب في جبهتين، جبهة إسرائيل على الحدود، وجبهة الاستعمار البريطاني الفرنسي في الداخل، الذي يهدد باحتلال القناة. فأصدر جمال عبد الناصر الأوامر بسحب جميع القوات المصرية من صحراء سيناء إلى غرب قناة السويس، وتُركت وحدات انتحارية لتواجه اليهود في سيناء. وبدأت عملية غزو مصر من جانب القوات البريطانية والفرنسية من بورسعيد، التي تم ضربها بالطائرات والقوات البحرية، ولكنها لم تستسلم. وحركت مقاومة بورسعيد الضارية للقوات البريطانية والفرنسية العالم ضدهما. واتخذت الدول العربية موقفاً مندداً بالعدوان وقامت بنسف أنابيب البترول، ومنعوا وصوله إلى بريطانيا وفرنسا، واتخذت الجمعية العامة للأمم المتحدة قرارا في 2 نوفمبر بإيقاف القتال، وافقت مصر عليه، ورفضته كل من بريطانيا وفرنسا وإسرائيل. وفي اليوم التالي وجه الاتحاد السوفيتي إنذارا إلى بريطانيا وفرنسا، وأعلن عن تصميمه على محو العدوان بالقوة، إذا لم تتراجع الدولتان عن موقفهما، كما استهجن رد الفعل الأمريكي العدوان على مصر، فأدى هذا الضغط الدولي مجتمعاً إلى وقف التغلغل البريطاني الفرنسي، وقبولهما وقف إطلاق النار ابتداء من 7 نوفمبر، وتلا ذلك انسحاب القوات الفرنسية والبريطانية من بورسعيد في 22 ديسمبر 1956، وبدأت بعد ذلك عملية تطهير القناة التي انتهت في 11 أبريل 1957، وتكلفت 8.5 مليون دولار. وكان من النتائج القانونية لتلك المغامرة العسكرية، قطع العلاقات الدبلوماسية من جانب مصر مع كل من فرنسا وبريطانيا في 31 أكتوبر 1956، ووضع الممتلكات الإنجليزية والفرنسية تحت الحراسة، وإلغاء اتفاقية 19 أكتوبر 1954 بين مصر وإنجلترا في 1 يناير 1957 بأثر رجعي يمتد إلى تاريخ وقوع العدوان.

#### مفاوضات التعويض

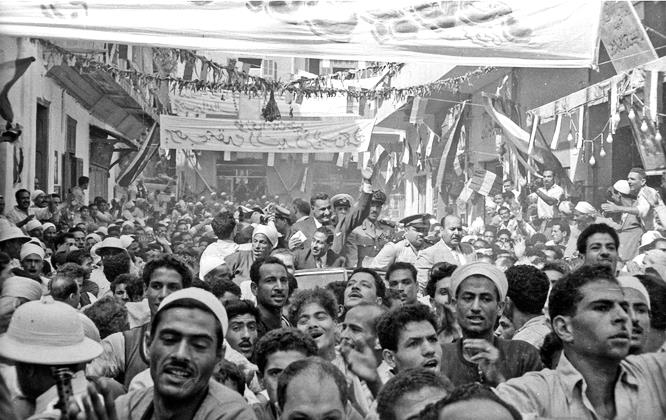
جمال عبد الناصر مع الحشود المصرية المؤيدة خلال إحياء ذكرى حرب السويس.

عقب تأميم القناة والعدوان الثلاثي خاضت الحكومة المصرية مفاوضات مع الشركة القديمة لقناة السويس عام 1958 لتعويض المساهمين في شركة القناة، وخاض الجانبان مفاوضات شديدة التوتر في أول لقاء رسمي بين مسئولين مصريين وفرنسيين منذ الحرب. وتعذر التوصل لاتفاق خلال المفاوضات فلم تكن مصر تريد أن تدفع إلا تعويضات صورية وكانت فرنسا ممثلة في الشركة تريد استرداد كل شيء من مصر، وعند جولة المفاوضات الأولي في روما في فبراير 1958 كانت المفاوضات تتم بانعزال كل فريق في غرفة ويقوم بدور الوسيط بينهما خبراء من البنك الدولي، وانتهت الجولة بفشل ذريع، وتعبيراً عن حسن النوايا قبل الوفد الفرنسي القيام بجولة ثانية بالقاهرة نزولاً على دعوة من جمال عبد الناصر، وحدث هذا بالفعل في مايو من نفس العام، وبدأت الأجواء تقل توتراً ولكن بقي الخلاف على ما هو عليه. وتم التوقيع النهائي على الاتفاق بين الحكومة المصرية والشركة القديمة لقناة السويس بمدينة جنيف في 13 يوليو 1958، واتفق الطرفان على أن تتنازل الحكومة المصرية عن أسلوب التعويض الذي ذكر في قانون التأميم، وهو قيمة الأسهم حسب سعر الإقفال السابق على تاريخ العمل بقانون التأميم في بورصة باريس، وقبول مبدأ التعويض الجزافي، على أن تتنازل أيضا عن ممتلكات الشركة الموجودة خارج مصر، وتتعهد الشركة القديمة لقناة السويس أن تدفع الديون التي تمت خارج مصر، وأن تتحمل معاشات الموظفين المقيمين خارج مصر، وأن تتنازل عن مطالبة الحكومة المصرية بالمكاسب التي كان ينتظر أن تجنيها في الإثني عشر سنة الباقية على مدة الامتياز، وتتعهد الحكومة المصرية بأن تتحمل جميع ديون الشركة القديمة لقناة السويس في مصر وتتحمل معاشات الموظفين المقيمين في مصر، وأن تدفع مبلغاً جزافياً للشركة القديمة لقناة السويس، بقدر بمبلغ 28,300,000 جنيه مصري تسددها مصر بالدولار الأمريكي، على أن يقسم المبلغ على أربع أقساط ويخصم منه ما حصلته الشركة القديمة لقناة السويس من رسوم المرور منذ تاريخ التأميم حتى وقوع العدوان على مصر، وتم التصالح بإعادة العلاقات الدبلوماسية بين مصر وفرنسا. أما المفاوضات المصرية الإنجليزية فقد انتهت بإبرام اتفاقية في القاهرة بتاريخ 28 فبراير 1959 وعادت العلاقات الدبلوماسية بين مصر وإنجلترا في 1 ديسمبر 1959.

### حرب أكتوبر

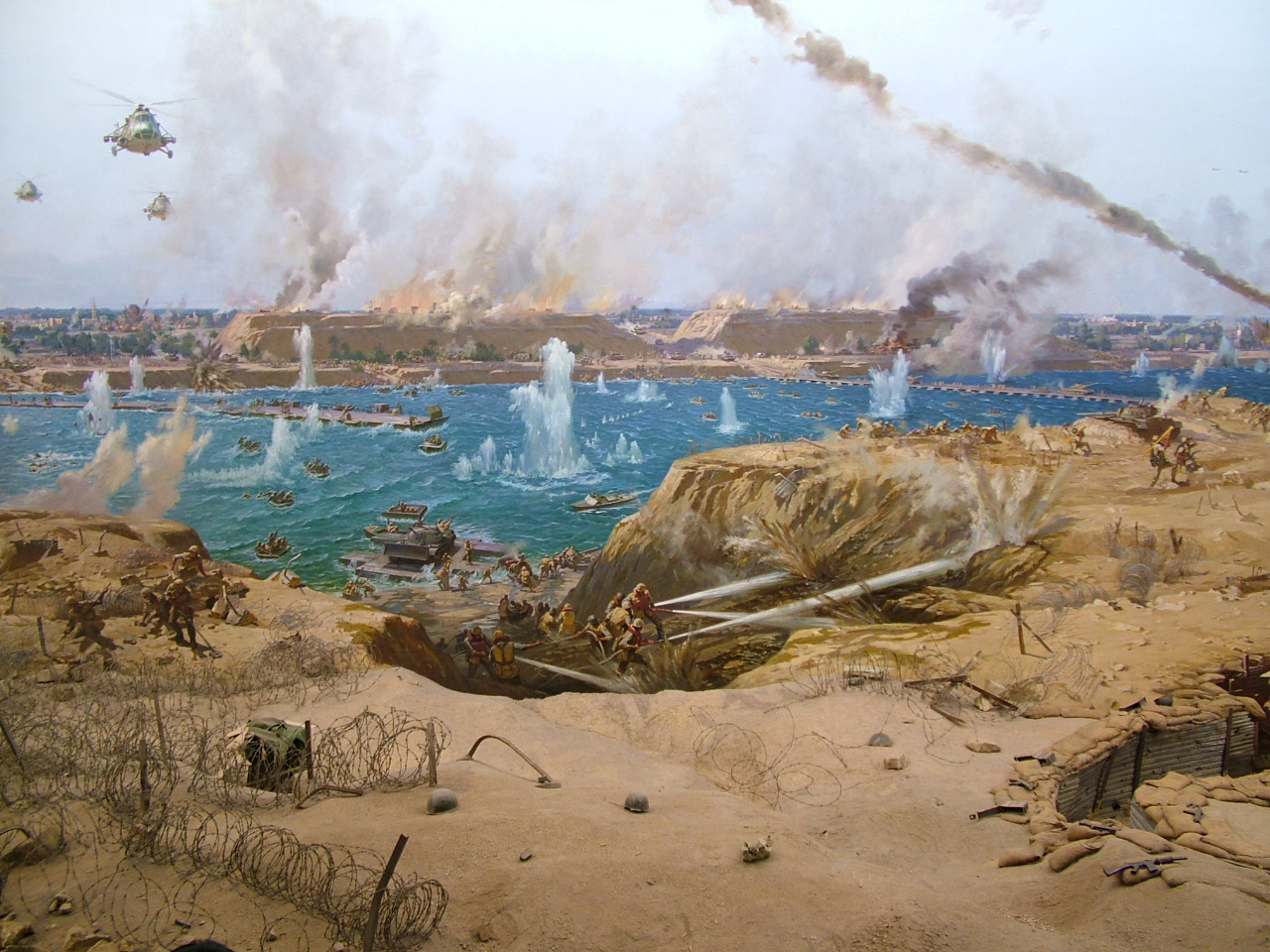
الجيش المصري يعبر قناة السويس خلال حرب أكتوبر.

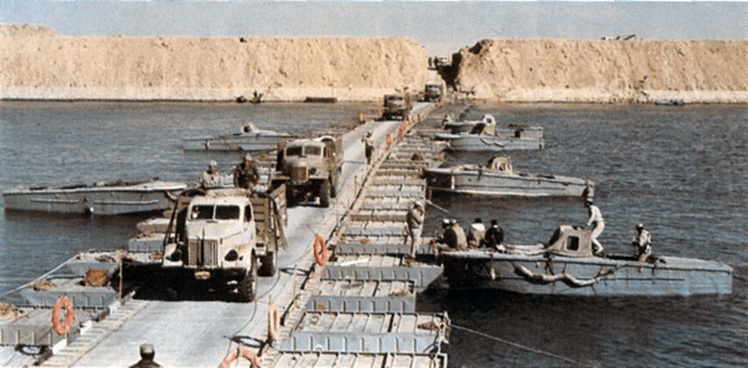
القوات المسلحة المصرية تعبر قناة السويس.

عقب حرب 1967 احتلت القوات الإسرائيلية شبه جزيرة سيناء حتى الضفة الشرقية لقناة السويس. وارتكزت إستراتيجية القوات الإسرائيلية الدفاعية لحدودهم الجنوبية على مانع مائي ضخم وهو قناة السويس. ولمنع القوات المصرية من عبور قناة السويس والاستحواذ على الضفة الشرقية، أقاموا خطاً دفاعياً شديد التحصين عرف بخط بارليف نسبة إلى الجنرال الإسرائيلي حاييم بارليف، وهو خط دفاعي يهدف إلى إحباط أي محاولة هجومية مصرية عبر القناة. فمثل عبور القناة تحدي ضخم أمام القوات المصرية نظراً للعقبات التي وضعتها القوات المحتلة والتي تمثلت في المانع المائي الموجود بطبيعة الحال وتياراته المائية الشديدة، وسد ترابي هائل أقامته إسرائيل ملاصقاً للحافة الشرقية للقناة وشيدت داخله تحصينات مزودة بجميع أنواع الأسلحة والنيران، بالإضافة إلى الموانع وحقول الألغام المحيطة، ثم حاجز اللهب الحارق المغطي لسطح القناة.

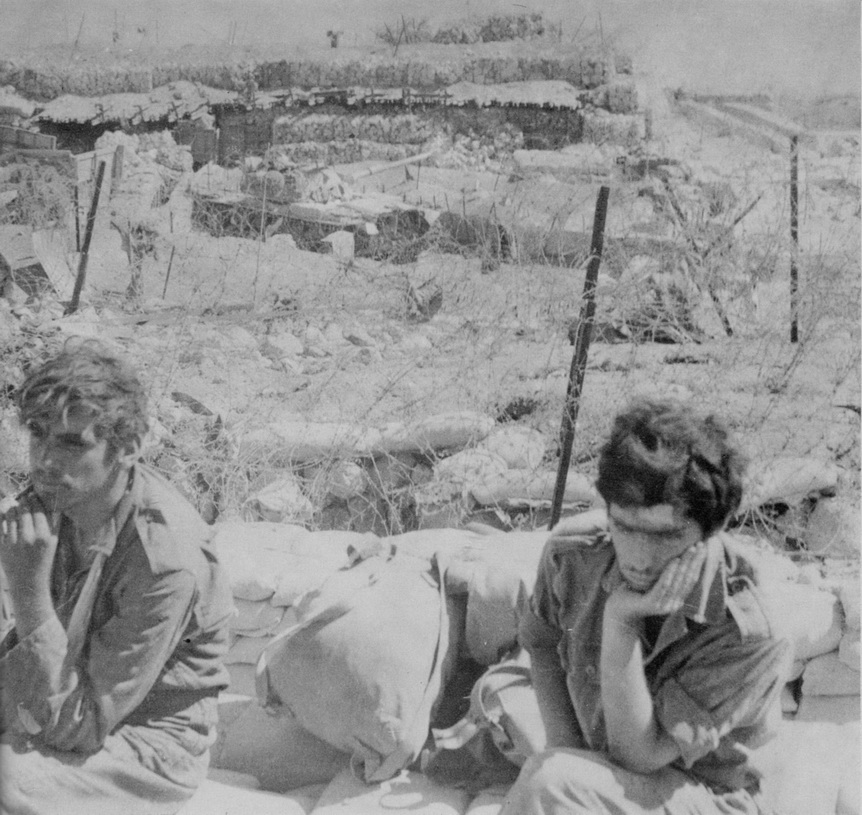
أسرى إسرائيليون داخل خط بارليف.

أقيم خط بارليف على الحافة الشرقية لقناة السويس على بعد عشرات من السنتيمترات من مياهها، على امتداد 170 كم، تحتوي 22 موقع حصين، وتضم 31 نقطة قوية، بحيث يتكون كل موقع حصين من 1 إلى 3 نقاط قوية منتشرة على امتداد الخط من جنوب بورفؤاد إلى جنوب بورتوفيق، وتبلغ مساحة النقطة الواحدة 4000 متر، وهي عبارة عن منشأة هندسية معقدة ومتكاملة تتكون من عدة طوابق، حيث يبدأ أول هذه الطوابق في باطن الأرض، ويصل آخرها إلى قمة السد الترابي الذي يتراوح ارتفاعه بين 18 و25 متر. وتضم النقطة القوية مرابض النيران ووشم الأسلحة المختلفة المبنية من الأسمنت المقوي بقضبان السكك الحديدية وألواح الصلب، وتغطيها من الخارج طبقات ضخمة ومتدرجة من الكتل الحجرية الموضوعة داخل شبكات من الصلب، والتي يبلغ وزن المجموعة الواحدة منها عدة أطنان. وجهزت المسافات الواقعة على السد الترابي بين النقط القوية وبعضها على قمة السد الترابي بمرابض للدبابات بفاصل 100 متر بين كل مريض، وبلغ عددها 300 مربض.
في يوم 6 أكتوبر 1973 قامت القوات المصرية بشن هجوم مباغت على القوات الإسرائيلية المحتلة بالضفة الشرقية للقناة، وعبر القناة 8,000 من الجنود المصريين، ثم توالت موجتا العبور الثانية والثالثة ليصل عدد القوات المصرية على الضفة الشرقية بحلول الليل إلى 60,000 جندي، في الوقت الذي كان فيه سلاح المهندسين المصري يفتح ثغرات في الساتر الترابي باستخدام خراطيم مياه شديدة الدفع. وأنجزت القوات المصرية في يوم 7 أكتوبر عبورها لقناة السويس، وانتهت أسطورة خط بارليف الدفاعي. وواصل سلاح المهندسين تدعيم الكباري فوق مجرى القناة لعبور فرق المشاة، فأقام جسرين امتد الأول من القنطرة شمالاً إلى الدفرسوار جنوباً وامتد الثاني من البحيرات المرة شمالا إلى بورتوفيق جنوباً.

### تطهير المجرى الملاحي
توقفت الحياة تماما بالمجرى الملاحي ومرافق قناة السويس لثماني سنوات كاملة وذلك إبان حرب 1967 من 5 يونيو 1967 وحتى 22 أكتوبر 1973، وتحول المجري الملاحي للقناة ومنشآت الإدارة في الإسماعيلية والإدارات المساعدة في السويس وبورسعيد إلى سلسلة من الخرائب والأطلال التي لا تصلح لشيء، وأصبح مجرى القناة بحيرة كبيرة من الألغام والقنابل من كل الأنواع والأحجام، أما ضفتا القناة فكانت تحوي على الأقل مليون لغم، مما جعل تطهير القناة وإصلاح منشآتها وبناء وحداتها من جديد وإعادة حركة الملاحة تحدي ضخم أمام مصر والإدارة المصرية للقناة. وبدأت أعمال التطهير بعد عشرة أيام فقط من توقف القتال، حيث جرت أول عملية استطلاع لمعرفة حقيقة ما حدث للقناة وتحديد حجم الخسائر والبحث عن نقطة بداية العمل.

#### العوائق
تمثلت العوائق بداية في 10 عوائق كبيرة غارقة بين الكيلو 9 من القطاع الشمالي بالقرب من بورسعيد والكيلو 158 أقصى القطاع الجنوبي عند السويس وهي السفينة الإسماعيلية، والسفينتان مكة 2.1 والكرامة 23، والقاطرة منجد، والكراكة ناصر، والقيسون الخرساني، والكراكة 15 سبتمبر، والقاطرة بارع، والناقلة مجد، والكراكة 22، و120 قطعة أخرى من العوائق المتوسطة وهي عبارة عن صالات ولنشات ومعديات وقطع سيارات عسكرية، بالإضافة إلى 500 عائق صغير من بقايا الطائرات وانفجارات القنابل وأجسام حديدية وأحجار وكتل خرسانية وغيرها.

#### سد الدفرسوار
تمثلت أكبر العوائق بالقناة وأخطرها في سد الدفرسوار الخرساني الذي أقامته إسرائيل وسدت به المجري الملاحي في مدخل البحيرات المرة حتى يكون الوسيلة الفعالة لتأمين انسحاب قواتها من الغرب إلى الشرق، وتكون من 8 آلاف متر من الأتربة والأحجار فوق منسوب المياه و12 ألف كتلة خرسانية زنة الواحدة 4 أطنان و3504 كتل حجر طبيعي تصل زنة الواحدة منها أكثر من 5 أطنان و19 ألف متر من الصالات الحديدية المحملة بالأحجار، ثم كانت هناك تلال الرمال التي أقامتها القوات الإسرائيلية على الضفة الشرقية بطول القناة على ارتفاع ما بين 18 إلى 20 مترا، بالإضافة إلى عشرات الآلاف من القنابل والألغام والخسائر في منشآت المرفق الملاحي والمعدات البحرية.

#### التطهير
كانت البداية في ديسمبر 1973 حينما بدأت الأيدي المصرية في انتشال العوائق والمعدات الغارقة بعد صدور الأمر بعودة أجهزة هيئة القناة من مواقع التهجير في القاهرة والإسكندرية، وأسندت هذه العملية للسواعد المصرية بعد أن طلبت الشركات الأجنبية 50 ألف دولار عن كل يوم عمل وتقدم فريق الإنقاذ البحري ليطلب القيام بكل مسئوليات رفع وانتشال العوائق المتوسطة والصغيرة بل والاشتراك بصورة فعالة مع الشركة الأمريكية التي ستتولى رفع العوائق الـ 10 الغارقة في القناة. وبعد دراسات طويلة استقر الرأي على إسناد العملية للفريق الوطني الذي لم يكن يزيد على 25 رجل، وكان أول تكليف لهذا الفريق هو انتشال 3 سفن وناقلات من مدخل القناة الجنوبي لإعداده لدخول سفن التطهير، وجاءت النتائج سريعة حيث تم انتشال ناقلة المياه الكونجو وسفينة الإنفاد الجمل وقاطرة أخرى كبيرة في وقت قياسي أقل من الزمن المتفق عليه وبتكاليف أقل بحوالي مليون و200 ألف جنيه عما كانت تطلبه الشركات الأجنبية وبمعدات أقل. ثم توالت إنجازات الفريق حتى بلغت جملة ما قام هذا العدد البسيط من البشر بانتشاله وحده 35 ألف طن من القطع الغارقة تشمل 120 عائق متوسط وما بين 560 إلى 600 عائق صغير و99 عائق من غاطس السويس وحده. وفي فبراير 1974 بدأت مشاركة القوات البحرية في عمليات تطهير القناة من الألغام حيث تم تشكيل فريق عمل من 100 رجل من ذوي الكفاءة العالية قاموا بتنفيذ 95% من عمليات التفجير تحت الماء أو على الشاطئ وانتشلوا 420 من الحطام والبقايا التي دارت عبر وفوق القناة وأمضوا 180 ألف ساعة تحت قاع القناة ونفذوا واحدة من أكبر وأسرع عمليات التطهير في العالم، فيما تولى رجال سلاح المهندسين في القوات المسلحة إزالة 680 ألف من كل الأنواع خلال أوسع عملية تطهير لضفتي القناة.
أما إزالة سد الدفرسوار فكان يمثل العائق رقم 1 وكان وراءه إرادة وتصميم 200 من المهندسين والعمال المصريين المتخصصين، واستطاع الرجال بقيادة الخبير بالقناة المهندس شلبي جابر بركات باستخدام ما تيسر حشده من معدات في تلك الظروف العصيبة، وخلال ما لا يزيد على 6 أشهر حولوا هذا السد المنيع إلى تلال من الخرسانة والخردة على الشاطئ الغربي للقناة، بتكاليف لم تزد وقتها على 238 ألف جنيه، وبيعت الخردة الناتجة بحوالي 100 ألف جنيه، أي أن التكاليف الفعلية لم تزد على 138 ألف جنيه، وحقق الرجال بذلك وفر 4 ملايين جنيه كانت ستتقاضاها الشركات الأجنبية لو نفذت المشروع.
فيما قامت كل من أمريكا وفرنسا وبريطانيا عن طريق قوتهم العلمية وخبرتهم العملية في مجال الكشف عن الألغام والقنابل والبحث عنها وتفجيرها بتقديم المعدات الإلكترونية المتقدمة لمصر للعمل في هذه المجالات، واستطاعت مع القوات البحرية المصرية وسلاح المهندسين المصري ومن خلال 3 عمليات خطيرة هي قمر السحاب، وقمر الأرض، ونجم قمر الأرض، وخلال شهور قليلة أن تعلن للعالم أن قناة السويس هي أنظف مجرى ملاحي في العالم. وعادت حركة الملاحة للقناة بعد أن وصل حجم خسائر العالم خلال مرحلة توقف الملاحة في القناة وخلال ثماني سنوات ما يعادل 1700 مليون دولار سنويا تحملتها الدول التي تعتمد على قناة السويس. وفي 5 يونيو 1975 قام الرئيس محمد أنور السادات بافتتاح القناة للعمل وأراد بهذا التاريخ أن يستبدل ذكرى حرب 1967 بذكرى يوم سعيد في حياة المصريين بإعادة الملاحة للقناة في هذا اليوم.

## النزاعات السياسية حول القناة

### الاتفاقيات

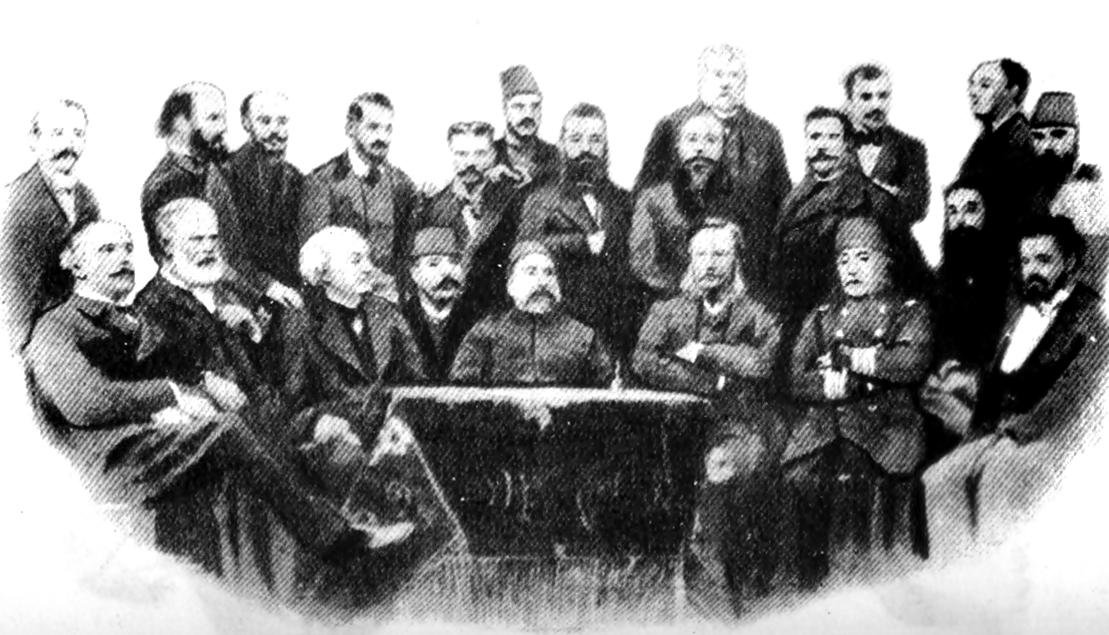
اتفاقية القسطنطينية.

في 30 نوفمبر 1854 صدر فرمان من الباب العالي بمنح الامتياز الأولي لفرديناند دي لسبس بحق إنشاء شركة لشق قناة السويس، وقد عدلت بعض أحكام هذا الفرمان بآخر صدر في 5 يناير 1856، وبدأ العمل في حفر القناة في 25 أبريل 1859، وسرعان ما وقعت بعض الخلافات بين الشركة والباب العالي، ثم سويت بإبرام اتفاقية جديدة في 22 فبراير 1866 والتي حددت الشروط النهائية لوضع شركة قناة السويس. وتم افتتاح القناة للملاحة في 17 يناير 1869، ومرت فيها جميع سفن العالم، دون أي عقبة ودون الحاجة إلى اتفاقية دولية لضمان حق المرور بالقناة، إلا أنه بعد الاحتلال الإنجليزي لمصر عام 1882، في أعقاب الثورة العرابية، اجتمعت الدول الكبرى في باريس عن طريق لجنة دولية عام 1885، لوضع وثيقة دولية لضمان حرية الملاحة في قناة السويس، لكن لم تستطع الدول المجتمعة أن تتفق على أحكام هذه الاتفاقية، وذلك حتى اجتمعت في القسطنطينية في أكتوبر 1888، حيث استطاعت أن تتفق ووقعت على اتفاقية خاصة بضمان حرية المرور في القناة ووقع عليها كل من (بريطانيا العظمى، فرنسا، النمسا، المجر، إسبانيا، إيطاليا، هولندا، روسيا، تركيا التي وقعت الاتفاقية نيابة عن مصر).
أعلنت الحكومة البريطانية في مؤتمر القسطنطينية عن تحفظها على الاتفاقية، لأن مبادئها تتعارض مع ما يقتضيه وضعها في مصر أثناء مدة الاحتلال، وفيما بعد سحبت إنجلترا هذا التحفظ في التصريح الفرنسي البريطاني الصادر في 18 أبريل 1904، والمعروف باسم الاتفاق الودي، وأصبحت اتفاقية القسطنطينية هي الميثاق الأساسي لحرية المرور في قناة السويس، والتي أشير إليها في أغلب المواثيق الدولية التي أبرمت بين الدول الكبرى عامة، وبين مصر وإنجلترا خاصة مثل (معاهدة فرساي، معاهدة لوزان، معاهدة سان جرمان، معاهدة ريانون، المعاهدة المصرية البريطانية في 26 أغسطس 1936، اتفاقية الجلاء بين مصر وبريطانيا في 19 أكتوبر 1954).

## تعطل الملاحة في القناة

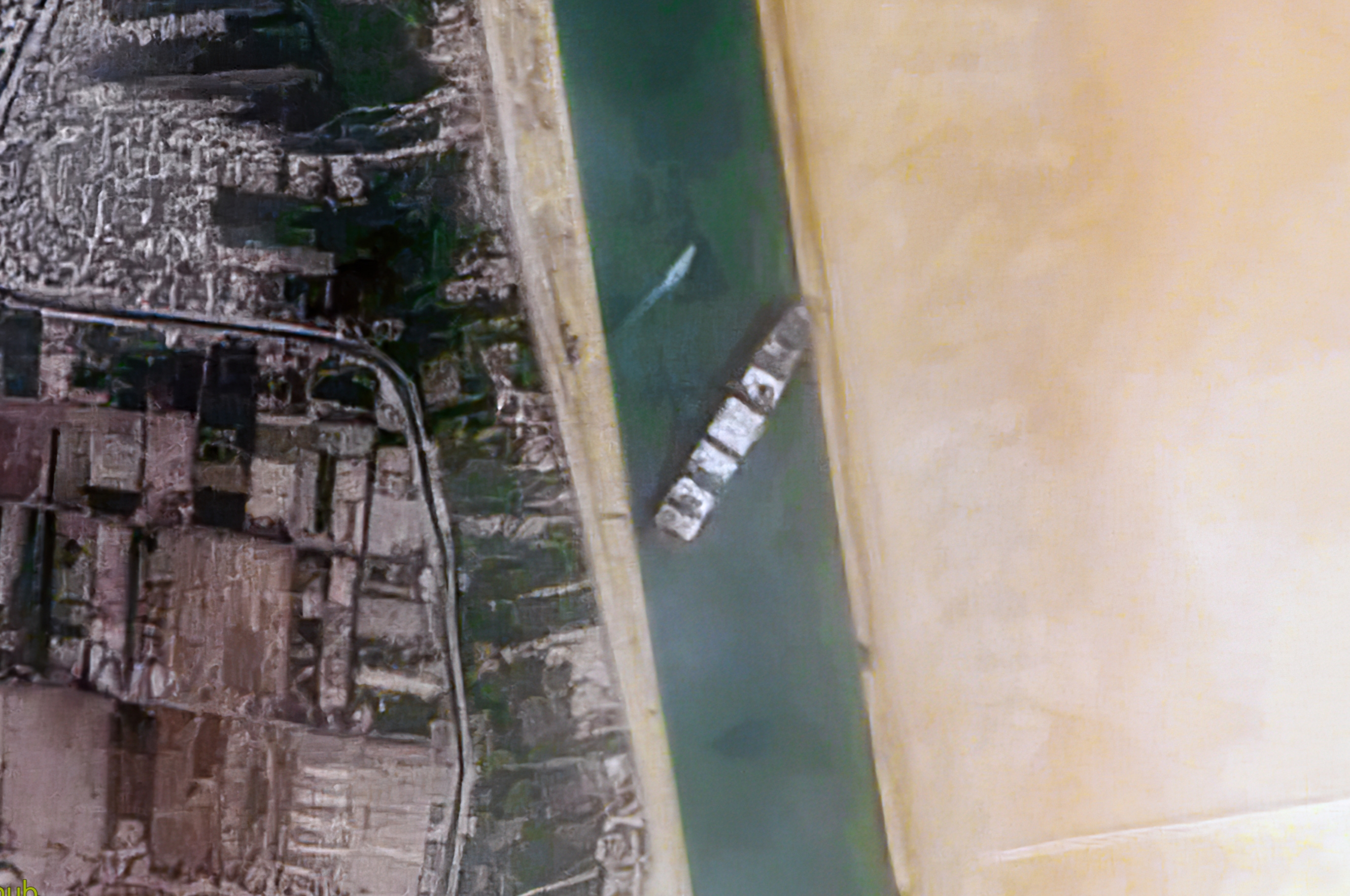
تعطل قناة السويس 2021.

تعطلت الملاحة في قناة السويس عدة مرات لأسباب مختلفة:
- التعطل الأول: لمدة يومين في عام 1882 إبان الاحتلال الإنجليزي لمصر في أعقاب الثورة العرابية.[37]
- التعطل الثاني: لمدة 11 يوماً عندما اصطدمت كراكة مع سفينة في 10 يونيو 1885 وأدّى ذلك إلى غرق الكراكة.[37]
- التعطل الثالث: لمدة 10 أيام عندما اصطدمت سفينتان في 2 سبتمبر 1905 عند الكيلو 18 ما أدّى إلى اشتعال النار في إحداهما.[37]
- التعطل الرابع: لمدة يوم واحد عام 1915 خلال الحرب العالمية الأولى بسبب غرق عدد من السفن في بوغاز بورسعيد.[37]
- التعطل الخامس لمدة 76 يوم خلال الحرب العالمية الثانية.[37]
- التعطل السادس: بسبب غرق إحدى السفن في سبتمبر 1952 عند الكيلو 85 في القطاع الشمالي بالقرب من مدينة بورسعيد.[37]
- التعطل السابع: لمدة خمسة أشهر عقب العدوان الثلاثي على مصر عام 1956، وأعيد فتحها في عام 1957.[37]
- التعطل الثامن: لمدة 8 سنوات بعد حرب يونيو 1967 مع إسرائيل منذ 5 يونيو 1967 وحتى 4 يونيو 1975.[37]
- التعطل التاسع: لمدة 6 أيام بسبب جنوح السفينة «إيفر غيفن» البالغ طولها 400 متر وعرضها 59 متر بحمولة 224 ألف طن وذلك في 23 مارس 2021.[38]

## تأمين القناة

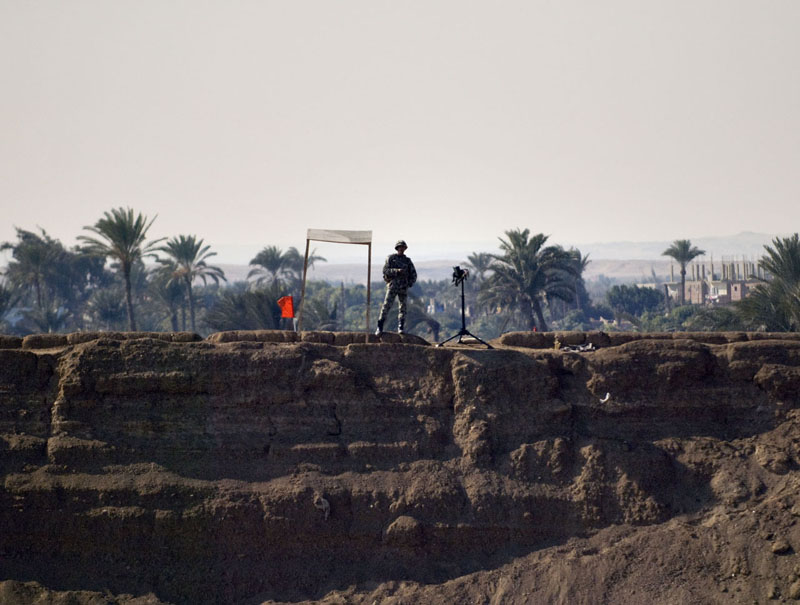
جندي مصري يقوم بحراسة المجرى الملاحي للقناة.

يتولى تأمين المحور الملاحي للقناة الجيش الثالث الميداني عن طريق قوات تأمين قناة السويس والمنشآت الاقتصادية وقطاع السخنة والقطاع الريفي وقوات تأمين قطاع السويس وذلك في النطاق الخاص به بدءاً من نهاية نطاق الجيش الثاني وحتى جنوب المخرج الجنوبي للقناة بطول 52 كم إلى جانب التأمين الداخلي للمجرى الملاحي، وذلك بالتنسيق مع قوات الجيش الثاني وحرس الحدود والقوات البحرية والقوات الجوية والدفاع الجوي والشرطة العسكرية من خلال مركز القيادة المشترك لقوات تأمين المجرى الملاحي. كما تتعاون قوات الجيش مع قوات الشرطة التي يمثلها مديرية أمن السويس، ومديرية أمن الإسماعيلية، ومديرية أمن بورسعيد. وتتمثل عملية التأمين في حراسة ضفتي القناة بمسافة معينة وبشكل مستمر، بخلاف وجود تأمين من داخل مجرى القناة نفسه، بالإضافة لنشر القوات الأمنية للأكمنة الثابتة والمتحركة لتأمين محاور القناة، وتحقيق حالات الاشتباه للعابرين بين الضفة الشرقية والضفة الغربية، والقيام بحملات تمشيطية يومية على المزارع المتاخمة للمجرى الملاحي، وتأمين المحاور البرية الرئيسية التي تربط سيناء بمحافظات القناة والقاهرة والدلتا ومنع الدخول إليها وقت اللزوم إلا بتصاريح للمقيمين بها. ويتم التأمين عن طريق استخدام الطائرات واللنشات والمدرعات والمجنزرات وقوات المشاة التي تتعدى 4 آلاف جندي متواجدين بالضفتين الشرقية والغربية للقناة، وباستخدام أجهزة الكشف عن المفرقعات للسيارات المترددة على محاور عبور القناة البرية والمعديات البحرية، وكاميرات المراقبة بعمق 3 كم على شاطئي القناة في اتجاه صحراء سيناء والمناطق الزراعية المتاخمة لساحل القناة بالجناين والقنطرة غرب وفايد والبحيرات المرة، وإنشاء التجهيزات الهندسية كالسواتر والحواجز على ضفتي القناة، وإقامة أسوار خرسانية، وأبراج مراقبة لضمان عبور السفن للمجرى الملاحي بأمان تام. كما يتم إزالة المنازل المتاخمة للمجرى الملاحي، وتعويضهم بمنازل أخرى في مناطق أبعد عن ضفتي القناة بالاتفاق مع شيوخ القبائل، بهدف كشف الأرض المتاخمة لضفتي القناة، بحيث لا توجد إلا أراض مفتوحة سواء زراعية أو صحراوية لإقامة سياج أمني بعمق نحو 3 إلى 4 كم.

## الحياة البحرية في القناة

### الهجرة اللسبسية

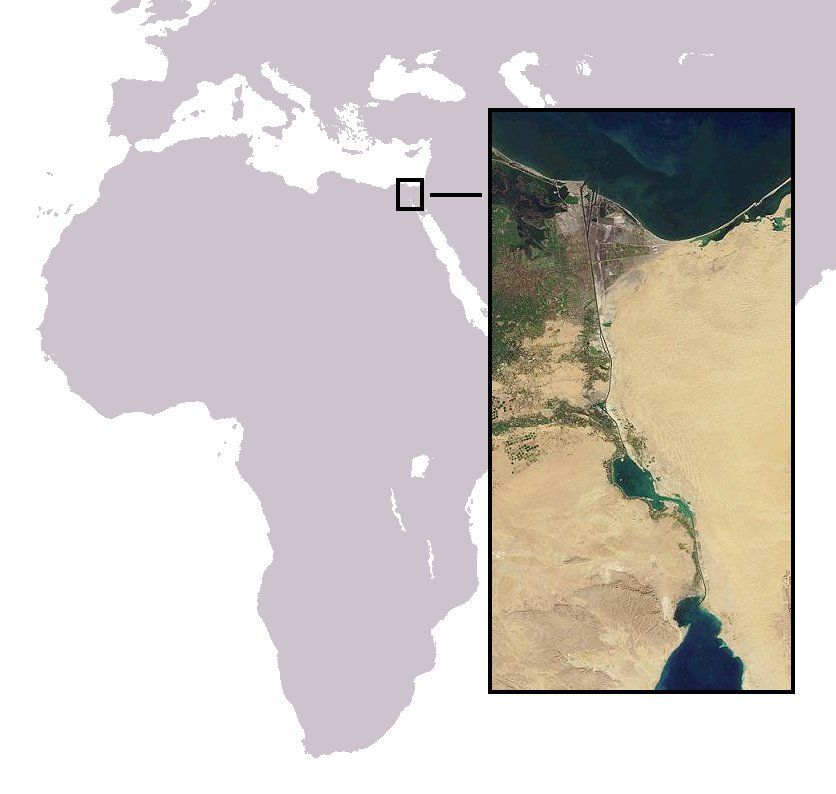
هجرة العديد من الأنواع البحرية عبر قناة السويس فيما يسمى بالهجرة اللسبسية.

الهجرة اللسبسية أو الدلسبسية هي الهجرة التي حدثت لبعض الكائنات البحرية النباتية والحيوانية من البحر الأحمر إلى البحر المتوسط والعكس من خلال قناة السويس عقب حفرها عام 1869، وأطلق عليها هذا الاسم نسبة لدي لسبس، وكانت الأسماك من بين المجموعات التي هاجرت من البحر الأحمر إلى شرق البحر المتوسط واستوطنته، ونجحت في الوصول إلى بعض المناطق في الغرب، وسجل تقريباً عدد 30 نوع من أسماك البحر الأحمر التي هاجرت إلى البحر المتوسط ومن أشهر هذه الأنواع السيجان والبربوني، فيما سجل نحو 62 نوع أسماك هاجرت من المحيط الأطلنطي إلى داخل المتوسط من الشمال، على الجانب الآخر استطاع 5 أنواع فقط من أسماك البحر المتوسط عبور قناة السويس والعيش في البحر الأحمر.
ويسير غزو الكائنات في معظم الأحيان تبعا لتيارات المياه إلى الشمال بحر الأحمر، والتي تسافر متطفلة على هياكل السفن أو سابحةً عبر القناة. وبعد ذلك تدفع التيارات المائية التي تتحرك عكس اتجاه عقارب الساعة هذه الكائنات إلى الشاطئ الشرقي، ومع مرور الوقت قطع بعضها ثلثي المسافة إلى جبل طارق. ويشمل الوافدون الجدد مجموعة متنوعة من الرخويات والأسماك والقشريات وأنواعا أخرى. وكان في قناة السويس حاجز طبيعي داخل الممر المائي، يتمثل في البحيرات المرة والتي توجد بها مياه شديدة الملوحة عرقلت مرور الكائنات البحرية، لكن على مدار قرن من تطور القناة، فقدت هذه البحيرات تأثيرها. ويشتمل إقليم قناة السويس على عدة محميات طبيعية بمناطق أشتوم الجميل، وبحيرة الملاحة، والأراضي الرطبة، والزرانيق.

### البحيرات المرة

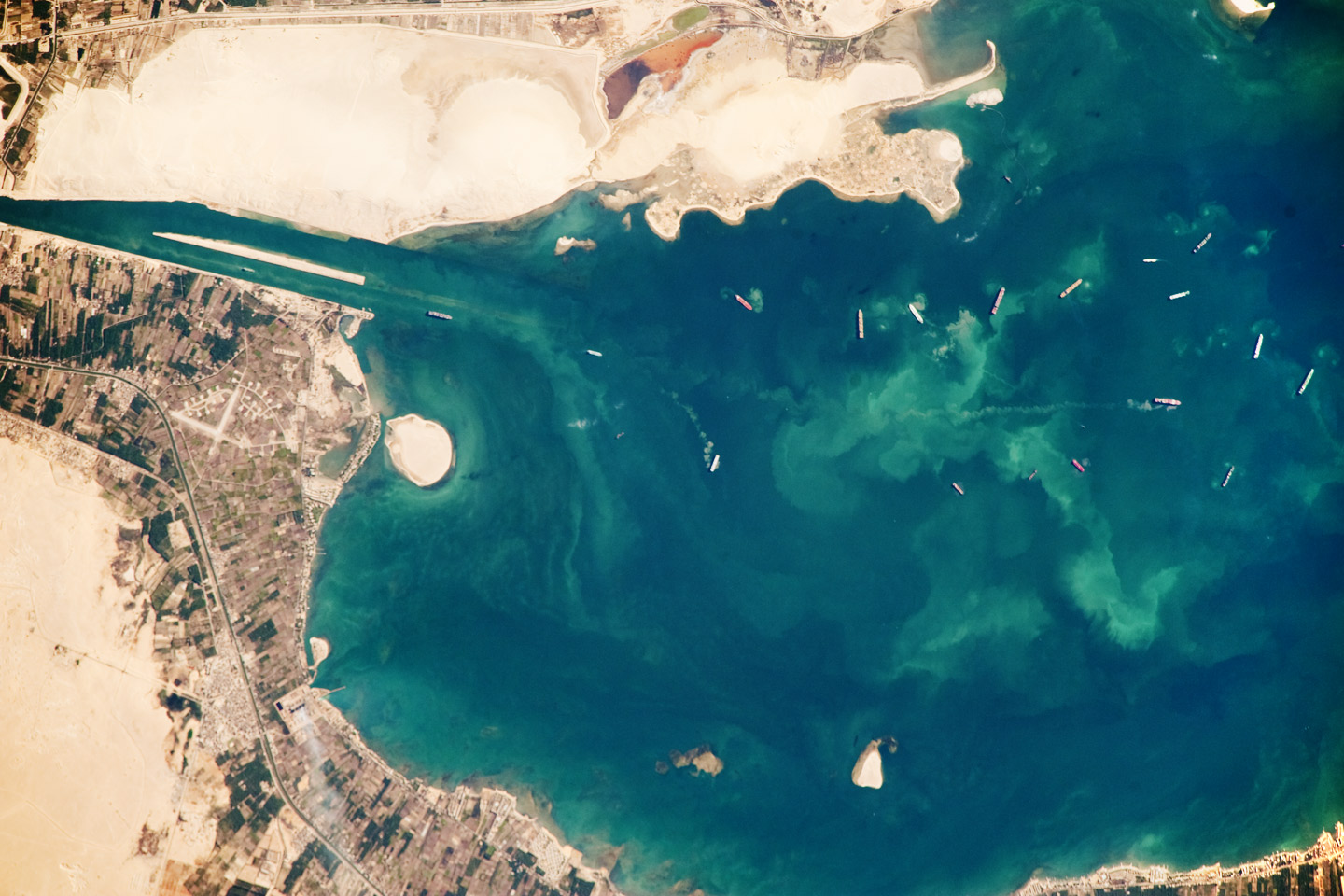
سفن راسية بالبحيرات المرة.

البحيرات المرة هي بحيرات مياه مالحة تقع بين الجزء الشمالي والجنوبي من قناة السويس في محافظة الإسماعيلية، ومكونة من بحيرتان كبرى وصغرى، وتبلغ مساحتها مجتمعة حوالي 250 كم، وتضم مسطحات مائية تمتد لمسافة 50 كم من الدفرسوار شمالاً وحتي جزيرة كبريت جنوباً، وتبلغ مساحة البحيرات الصغري نحو 9 آلاف و525 فدان (الفدان المصري ويساوي 4200.83 متر مربع)، كما تبلغ مساحة البحيرات الكبري 46 ألف و190 فدان. تمثل البحيرات حاجزاً للقناة، مقللة من أثر تيارات المد والجزر. وتعتبر البحيرات المرة من الركائز الأساسية للتنمية السياحية بمحافظة الإسماعيلية بالإضافة إلى قطاع الصيد والثروة السمكية والإستزراع السمكي، إلا أنها تعرضت بدرجة كبيرة للتلوث بسبب المصارف التي تصب فيها وحوادث التلوث البترولي للسفن العابرة للقناة، مما أدى إلى اتخاذ الحكومة المصرية لإجراءات عاجلة للحد من التلوث، مثل استكمال أعمال إنشاء محطات رفع الصرف الصحي وإلزام جميع الجهات التي لها منشآت واقعة على البحيرات المرة بإقامة محطات لمعالجة مخلفات الصرف الصحي قبل الدخول على الشبكة العمومية للصرف.

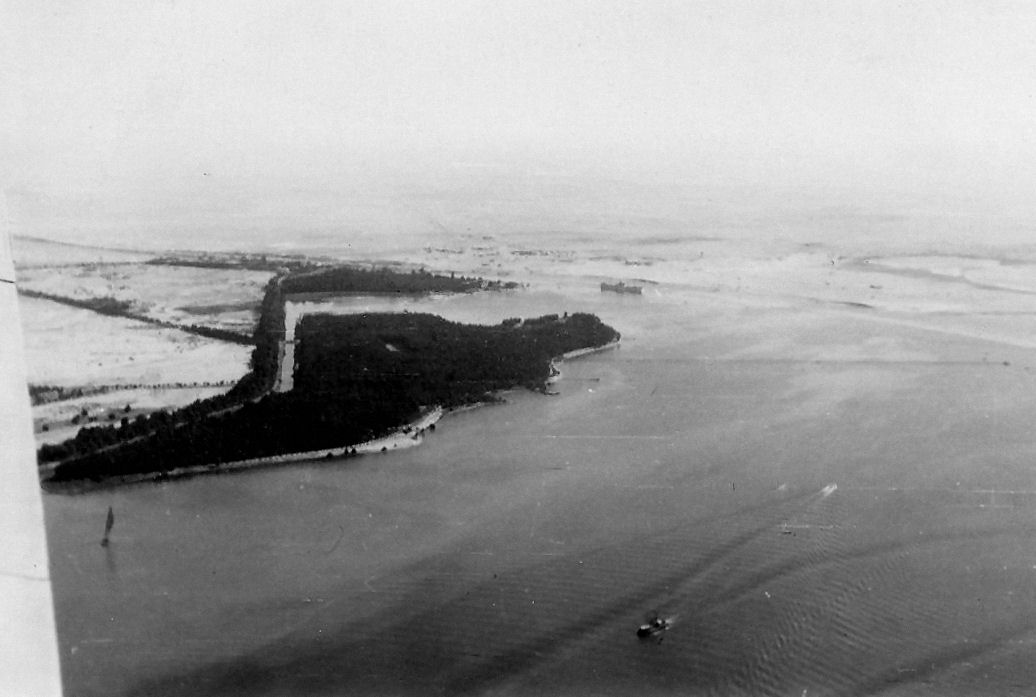
بحيرة التمساح.

### بحيرة التمساح
بحيرة التمساح هي إحدى البحيرات التي تمر بها قناة السويس، والتي تشكل حوضاً طبيعياً مساحته نحو 1900 فدان. تعتبر البحيرة بيئة طبيعية متميزة ذات إمكانات إنتاجية وسياحية مهمة يمكن أن تنتج كميات مناسبة من الأسماك سنوياً، كما أن منظر البحيرة الهادئة والطقس الدافئ الجاف بالمنطقة على مدار العام جعل منها مركزاً رئيسياً للتنزه والرحلات. يطل على البحيرة ساحل جزيرة الفرسان التي يقع بها أحد المتنزهات الخاصة برئاسة الجمهورية المصرية. وبالرغم من ذلك تعرضت البحيرة للتلوث إثر حركة المرور بالقناة، ووصول نحو مليون متر مكعب يومياً من مياه الصرف الزراعي والصحي إليها، مما دعا الحكومة المصرية للتصدي لتلك المشكلة بإجراء عملية تكريك وتطهير للبحيرة بتكلفة وصلت إلى 50 مليون جنيه مصري مما أدى إلى تحسن خواص مياه البحيرة.

## الجهات المشرفة على القناة ومحورها

### شركة قناة السويس

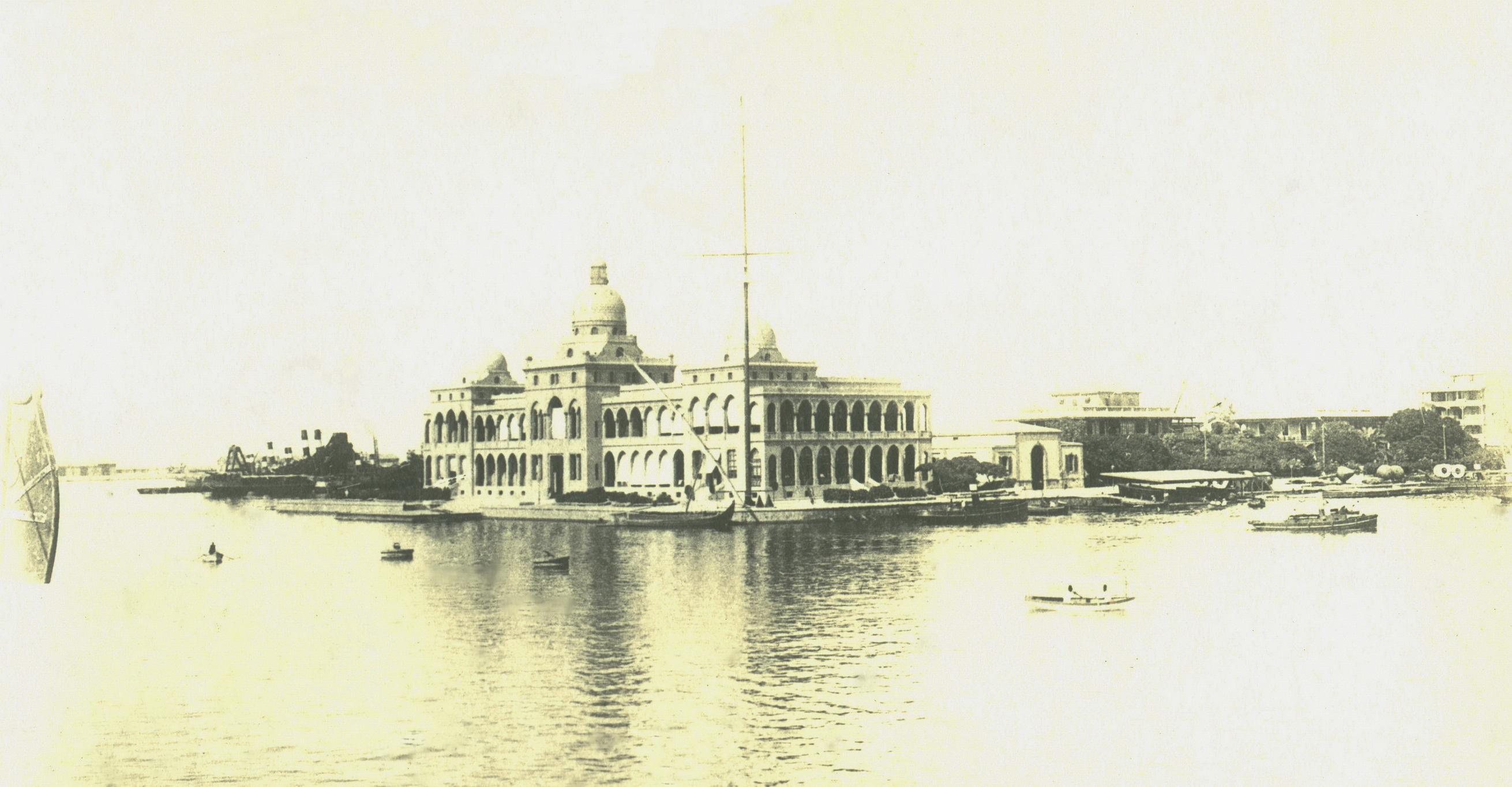
المقر المحلي لشركة قناة السويس في بورسعيد عام 1900.

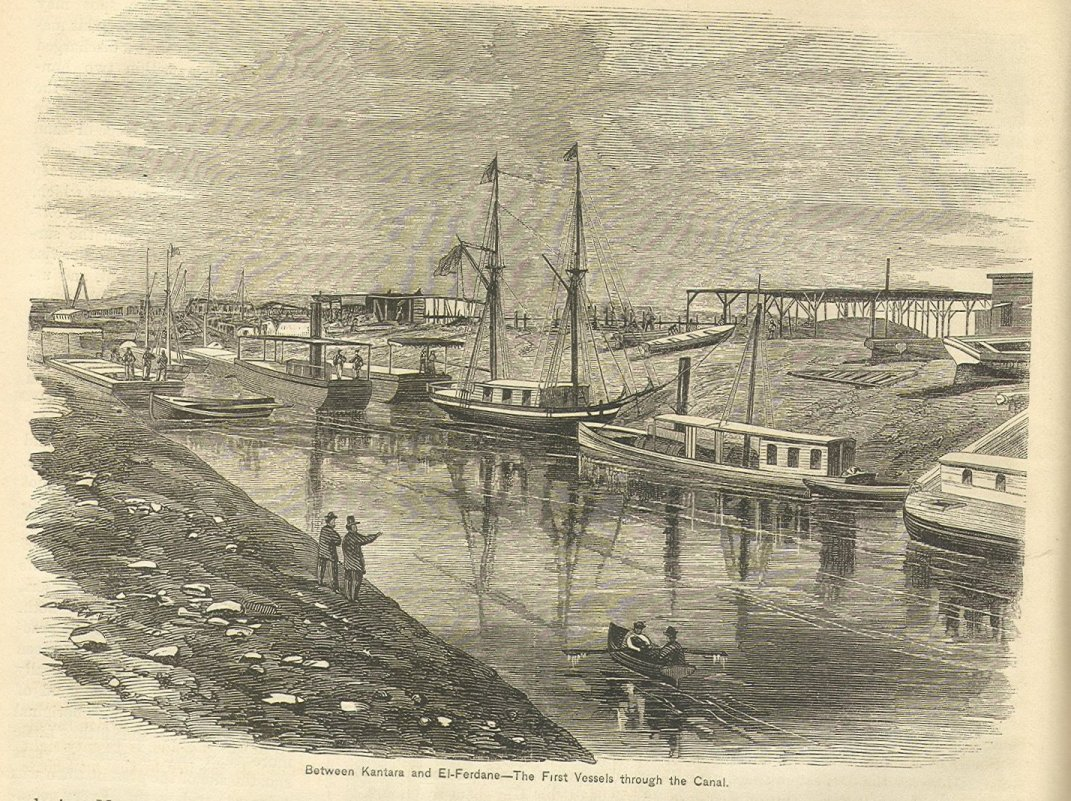
واحدة من إحدى عمليات عبور القناة في القرن التاسع عشر.

شركة قناة السويس البحرية هي شركة أنشئها الفرنسي فرديناند دي لسبس عقب منحه فرمان من قبل محمد سعيد باشا بامتياز شق قناة السويس وإدارتها، وتم فتح باب الاكتتاب في أسهم الشركة في 5 نوفمبر 1858، وكان الحفل الأول في 25 أبريل 1859 ببورسعيد عندما دشن دي لسبس حفر القناة بأول ضربة فأس في الأرض إيذاناً ببدء الحفر بالطليعة الأولى من العاملين بالشركة التي كان قوامها مائة من دمياط زاد عددهم خلال سبعة أشهر إلى 330 ومعهم 80 عامل أجنبي ليصل العدد إلى 1700 عامل. واستمرت الشركة قائمة تحت إدارة فرنسية بدءاً من فرديناند دي لسبس وحتى تأميم الشركة في يوليو 1956 وتحولها إلى الملكية والإدارة المصرية تحت اسم هيئة قناة السويس.

#### رؤساء شركة قناة السويس
- فرديناند دي لسبس (1855 - ديسمبر 1894).[52]
- جول جيشار (ديسمبر 1894 - يوليو 1896).[52]
- أوغست لويس (أغسطس 1896 - 1913).[52]
- تشارلز جونار (مايو 1913 - 1927).[52]
- لويس دي رواج (أبريل 1927 - مارس 1948).[52]
- فرانسوا شارل رو (أبريل 1948 - يوليو 1956).[52]

### هيئة قناة السويس

شعار هيئة قناة السويس.

هيئة قناة السويس أو (بالإنجليزية: SCA - Suez Canal Authority)‏ هي هيئة عامة ذات شخصية اعتبارية مستقلة أنشئت في 26 يوليو 1956، وترفع تقاريرها لرئيس الوزراء المصري. تمتلك الهيئة جميع الصلاحيات التي تمكنها من تشغيل وإدارة قناة السويس دون أن يحد من سلطاتها القوانين والأنظمة الحكومية. تقوم الهيئة بإدارة وتشغيل واستخدام وصيانة وتطوير قناة السويس، ويوكل لها وحدها وحصرياً مهام الحفاظ على سريان قواعد الملاحة في القناة، وتطبيق القواعد واللوائح الأخرى التي تحافظ على سريان العمل بالقناة بانتظام وكما يجب. ويجوز للهيئة عند الحاجة إنشاء أو تشجيع أو المشاركة في المشاريع المرتبطة بالقناة، ولها في سبيل الوفاء بالتزاماتها وواجباتها الحصول على كل السلطات ذات الصلة، وبالخصوص سلطات التملك والاستحواذ على الأراضي والعقارات أو تأجيرها من ممتلكيها أو تأجير ممتلكاتها من الأراضي والعقارات للغير، وذلك في سبيل خدمة الهدف المنول للقناة، أو خدمة العاملين بها، أو إنشاء المشاريع والمرافق المتعلقة بالقناة التي تهدف إلى تسيير الأعمال بها بسلاسة مثل محطات المياه والكهرباء. وللهيئة مجلس إدارة يصدر بتعيين رئيسه وأعضائه وبإعفائهم من مناصبهم وبتحديد مرتباتهم ومكافآتهم قرار من رئيس الجمهورية. وتفرض الهيئة رسوم على الملاحة والمرور عبر القناة كما تَحصل على رسوم نظير الإرشاد والقطر والرسو وما إلى ذلك وفقاً لما تقضي به القوانين واللوائح. وللهيئة ميزانية مستقلة يُتبَع في وضعها القواعد المعمول بها في المشروعات التجارية، وتبدأ سنتها المالية في أول يوليو وتنتهي في آخر يونيو من كل عام. ولا يجوز للهيئة اتخاذ أي إجراء من شأنه أن يتعارض مع أحكام اتفاقية القسطنطينية عام 1888 فيما يتعلق بحرية الملاحة بالقناة، كما لا يجوز لها إعطاء أي امتياز لسفينة أو شخص غير معطى في نفس الظروف للسفن أو الأشخاص الآخرين العابرين للقناة، ولا يحق لها التمييز ضد بعض العملاء لصالح عملاء آخرين.

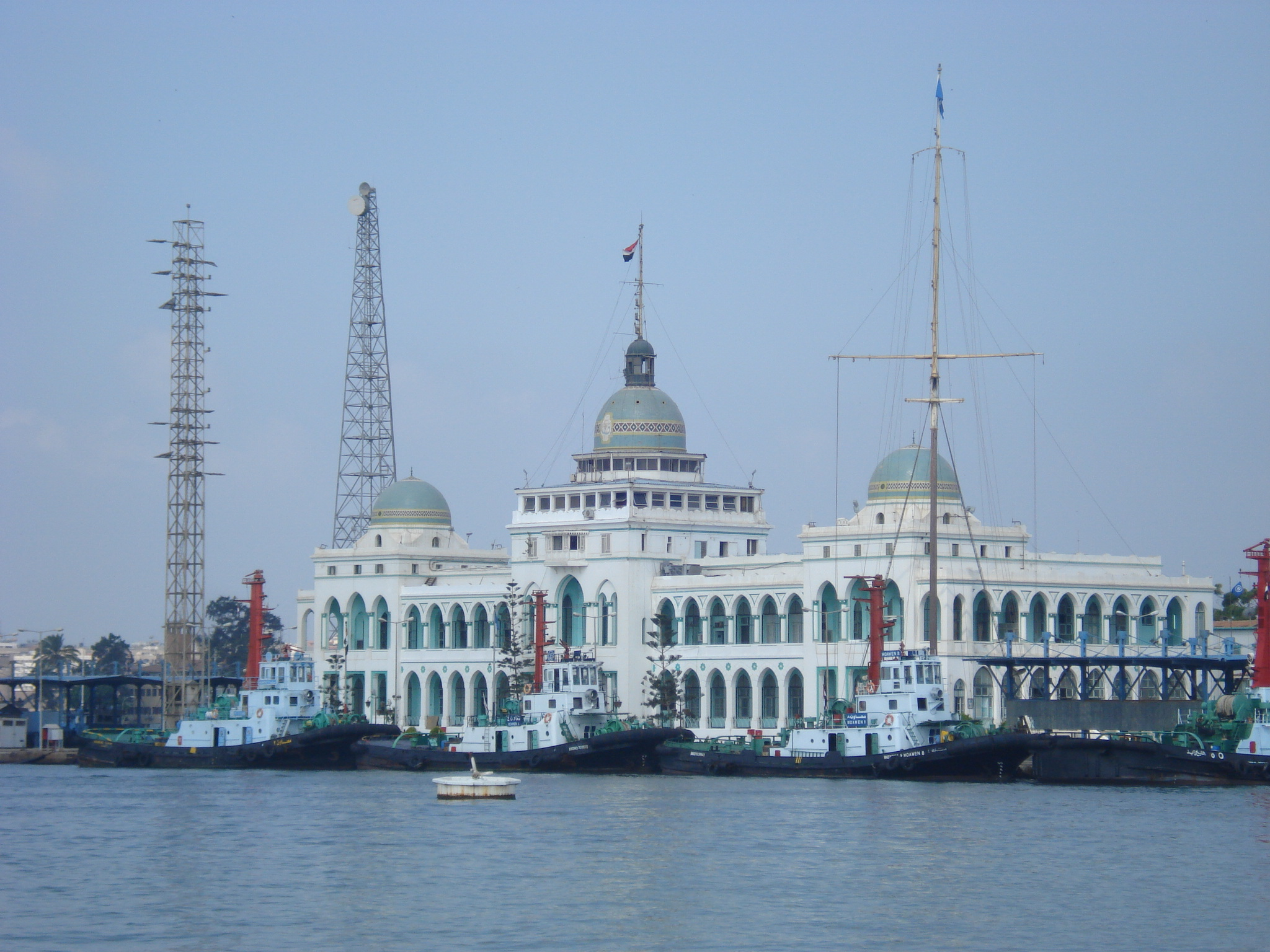
المقر المحلي لهيئة قناة السويس في بورسعيد.

#### رؤساء الهيئة
- محمد حلمي بهجت (يوليو 1956 - يوليو 1957).[52]
- محمود يونس (يوليو 1957 - أكتوبر 1965).[52]
- مشهور أحمد مشهور (أكتوبر 1965 - ديسمبر 1983).[52]
- محمد عزت عادل (يناير 1984 - ديسمبر 1995).[52]
- أحمد فاضل (يناير 1996 - أغسطس 2012).[52]
- مهاب مميش (أغسطس 2012 - أغسطس 2019).[52]
- أسامة ربيع (أغسطس 2019 - حتى الآن).[52][53]

### الهيئة العامة للمنطقة الاقتصادية لقناة السويس
الهيئة العامة لتنمية المنطقة الاقتصادية لقناة السويس أو (بالإنجليزية: SCZone - General Authority for the Suez Canal Economic Zone)‏، هي هيئة حكومية أنشأت وفقاً لأحكام قانون المناطق الاقتصادية الخاصة رقم 82 لسنة 2003، وعين أول مجلس إدارة لها في نوفمبر 2015 لتتولى إدارة وتنفيذ مشروع محور قناة السويس بصفة منفصلة عن هيئة قناة السويس. تمتلك الهيئة صلاحيات وسلطات كاملة على محور قناة السويس في كل ما يتعلق بكافة الأنشطة والمشروعات المقامة داخل الإطار الجغرافي للمشروع دون تدخل من المحافظات التي تقع في نطاقها تلك المشروعات. ولها سلطة الولاية وصلاحية كافة الوزارات والمحافظات والهيئات داخل الحدود الجغرافية للمنطقة الاقتصادية دون المساس باختصاصات الوزارات السيادية والتي تشمل الدفاع والداخلية والعدل والخارجية.

#### رؤساء الهيئة
- أحمد درويش (نوفمبر 2015 - أبريل 2017).[57]
- مهاب مميش (أبريل 2017 - أغسطس 2019).[58]
- يحيى زكي (أغسطس 2019 - حتى الآن).[59]

## حفظ تاريخ القناة

متحف بورسعيد الحربي.

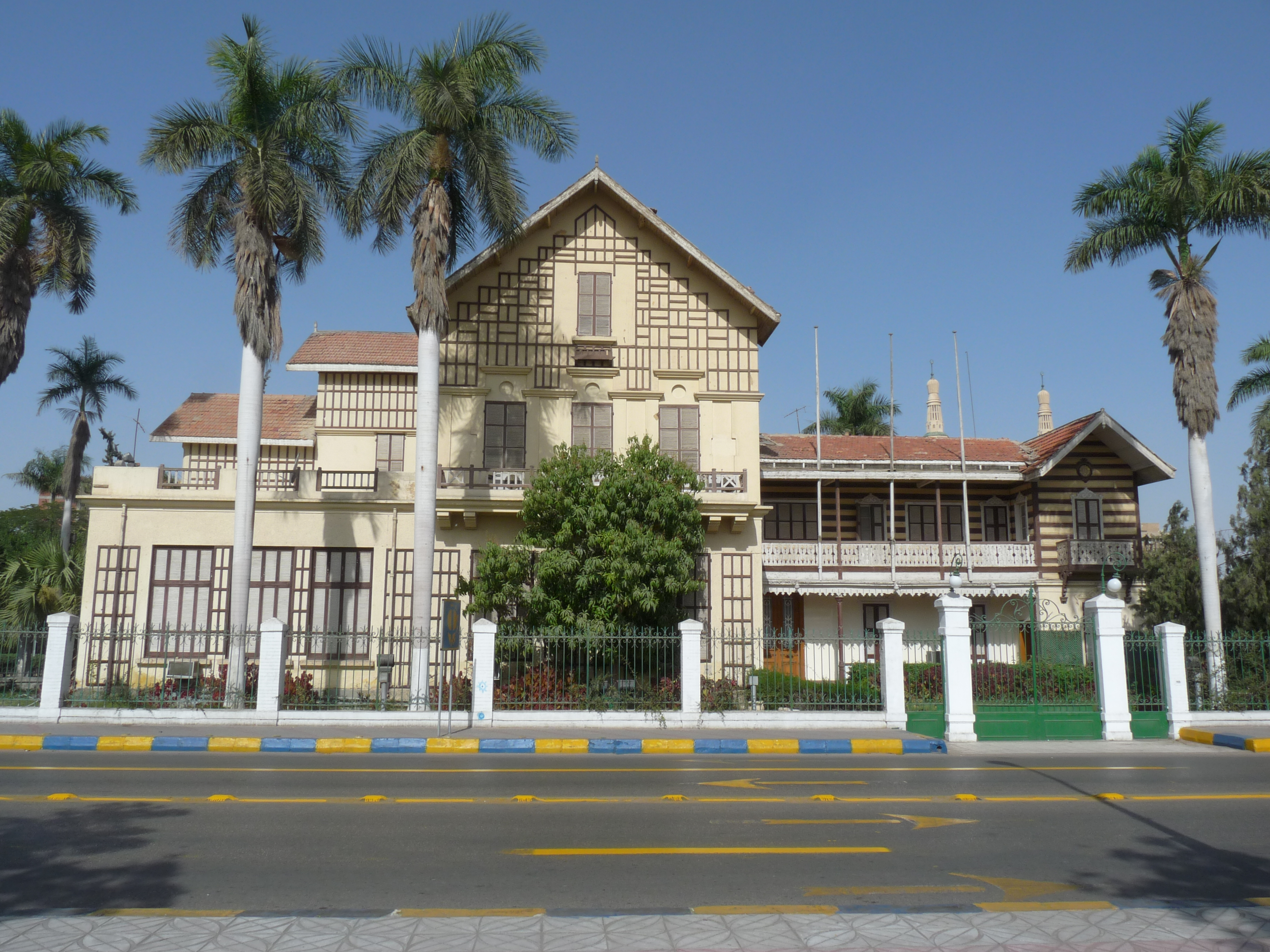
منزل فرديناند دي لسبس بالإسماعيلية المقام به متحف قناة السويس.

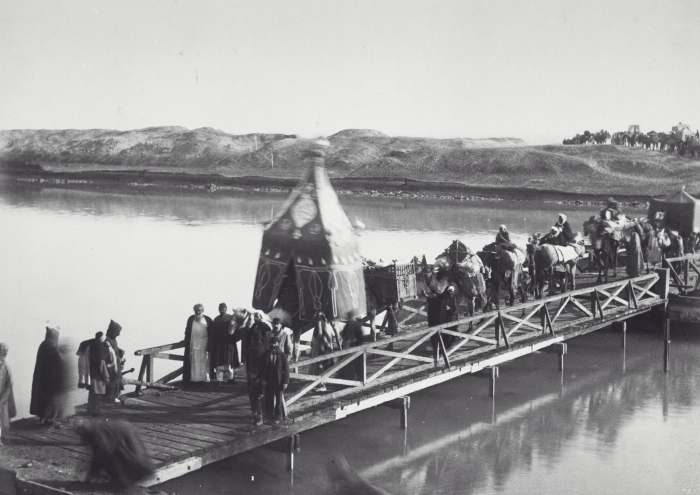
المحمل يعبر قناة السويس.

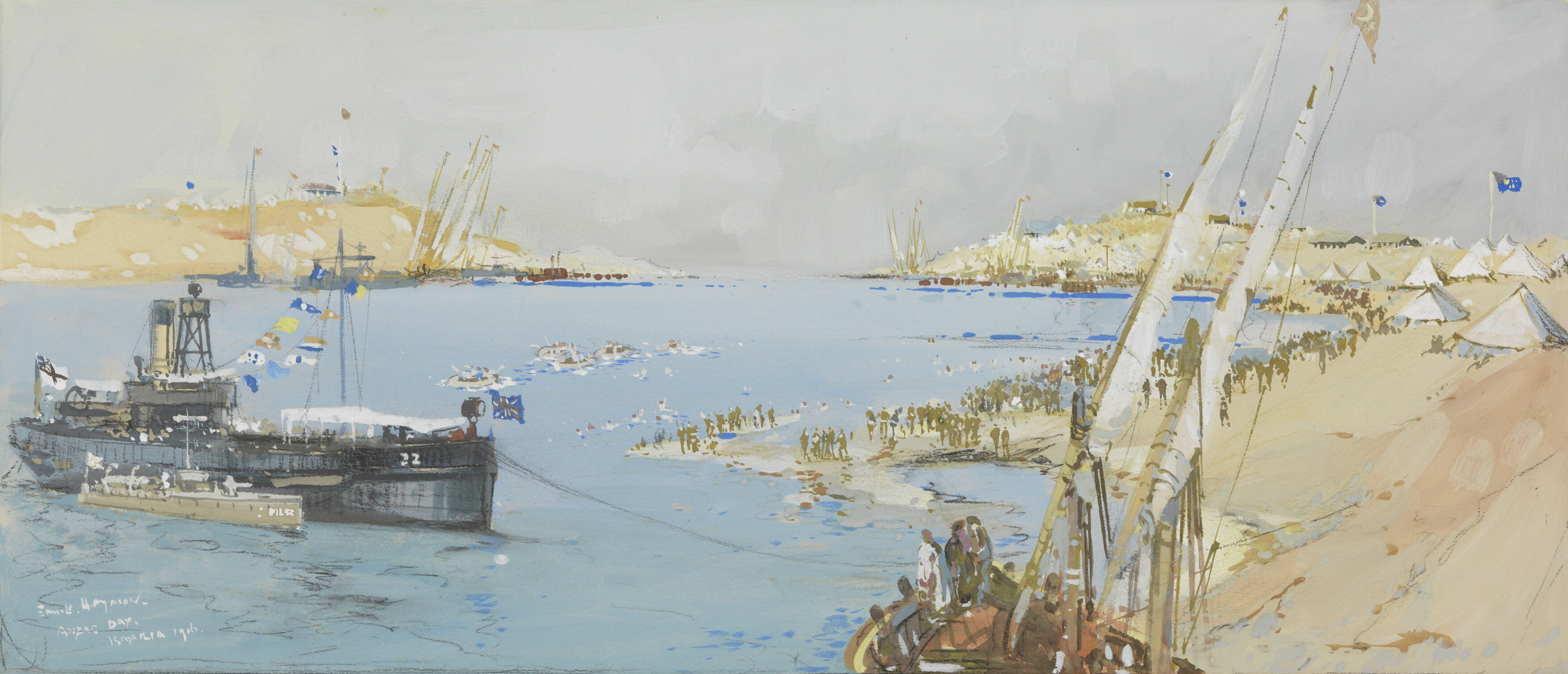
لوحة فنية لمعدية تعبر قناة السويس.

### متحف بورسعيد الحربي
متحف بورسعيد الحربي هو أحد المتاحف التابعة للقوات المسلحة المصرية ويخضع لإشراف إدارة المتاحف العسكرية. يحتوي المتحف قاعة خاصة بقناة السويس تحتوي أعمال فنية عن قصة قناة السويس ووثائق تخص المشروع ومراحل تنفيذه وحتى افتتاحه وتوثيق لدور القناة في تاريخ مصر السياسي والعسكري والافتصادي.

### متحف السويس القومي
متحف السويس القومي هو متحف قومي تم بناءه على الضفة الغربية للمجرى الملاحي لقناة السويس بمنطقة حوض الدرس ببورتوفيق، بتكلفة إجمالية بلغت 60 مليون جنيه مصري. تم افتتاح المتحف في 29 سبتمبر 2014، ويضم 500 قطعة أثرية نادرة تحكي قصة مدينة السويس ابتداءً من عصور ما قبل التاريخ وحتى العصر الحديث، بالإضافة إلى تاريخ قناة السويس، كما يضم قاعة المحمل التي تحكي تاريخ السويس باعتبارها أهم المحطات التي ينطلق منها الحجيج إلى الأراضي المقدسة، وتم تزويده بأحدث وسائل التقنية لتأمين والحفاظ على الآثار.

### متحف قناة السويس
متحف قناة السويس هو مشروع إنشاء متحف لتاريخ قناة السويس بمدينة الإسماعيلية. بدأت فكرته من قبل جان بول كالون رئيس الجمعية الفرنسية لأصدقاء قناة السويس، ليصبح رمز للعلاقات الممتازة بين مصر وفرنسا، مع إمكانية إنشاء أماكن بالمتحف تخصص للماكينات القديمة والحديثة التي استخدمت وتستخدم في حفر وتوسيع وصيانة القناة. وفي 17 نوفمبر 2013 قام كل من وزير الثقافة ووزير الآثار ورئيس هيئة قناة السويس بوضع حجر الأساس للمتحف الذي سوف يتضمن الوثائق التاريخية التي تحكي تاريخ إنشاء قناة السويس، على أن يقام المتحف داخل مبنى يعود إلى القرن التاسع عشر ويعتبر تحفة معمارية نادرة. ويقوم على المشروع إحدى الشركات الفرنسية بالتعاون مع جامعة القاهرة لوضع خطة لتحويل المبنى الأثري إلى متحف وثائق من خلال السيناريو المتحفي، الذي يحكي تاريخ إنشاء قناة السويس والأحداث التاريخية التي مرت بها القناة.

### الجمعية الفرنسية لأصدقاء قناة السويس
الجمعية الفرنسية لأصدقاء قناة السويس هي جمعية فرنسية تمتلك أندر وأقيم الأرشيفات عن قناة السويس من وثائق ومخطوطات ولوحات والتي قامت بجمعها من جامعة فرنسا، وبعض الكنائس، ومقر إدارة القناة القديم في باريس. تقوم الجمعية بالعديد من أنشطة التبادل العلمي والثقافي مع المؤسسات الثقافية المصرية أو ذات الصلة بقناة السويس، حيث قامت في 12 مارس 2003 بإهداء مؤسسة الأهرام لوحتين نادرتين من لوحات افتتاح قناة السويس للفنان الفرنسي ريو يعود تاريخهما إلى القرن التاسع عشر، وقامت في 1 يناير 2012 بإهداء دار الكتب المصرية مجموعة من الكتب التاريخية التي تتحدث عن مصر، ونابليون بونابرت، وإنشاء قناة السويس، والتي تخص السيد جون إدوارد كوابي أحد المهندسين الفرنسيين الذين عملوا بشركة قناة السويس في مصر، ثم غادر عام 1956، وتتويجاً لدور الجمعية الثقافي قامت بالاشتراك مع وزارة الثقافة المصرية بتنفيذ مشروع تحويل استراحة ديليسبس لمتحف عالمي ومركز بحثي ثقافي لقناة السويس.

### جريدة قناة السويس
جريدة قناة السويس هي صحيفة أسبوعية أنشأها الدكتور مصطفى الحفناوي عام 1951 عقب رفض الصحف المصرية نشر المقالات التي أعدها عن قناة السويس، والتي رغب أن يوضح فيها حقيقة تاريخ القناة ومشاكلها والنزاعات التي نشأت حولها، وتلاه بإصدار كتابه الشهير قناة السويس ومشكلاتها المعاصرة، مما أزعج إدارة القناة وقتها تحت رئاسة فرانسوا شارل رو.

## المحطات البحرية لدخول القناة

### خليج السويس

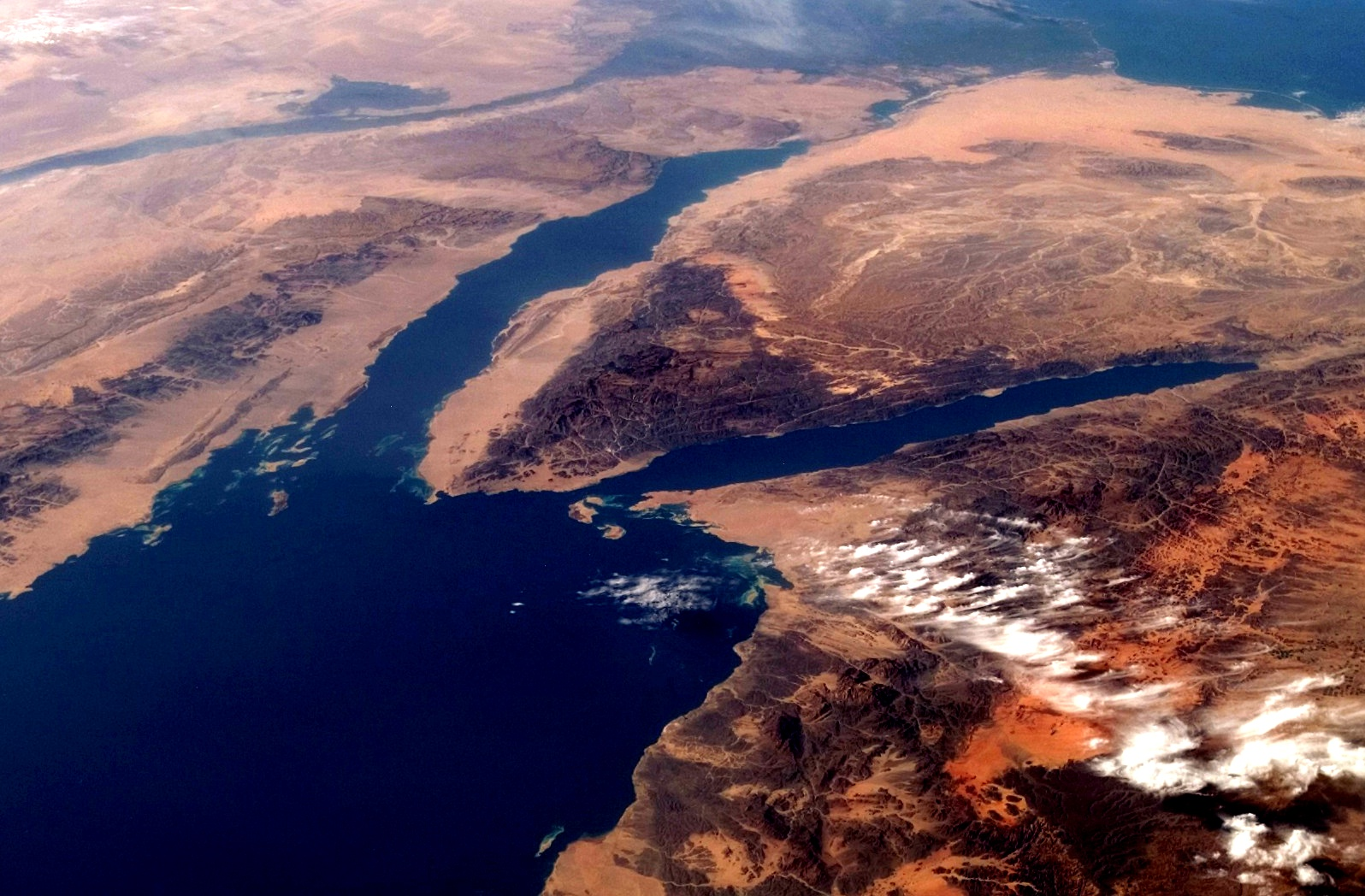
خليج السويس شمال غرب البحر الأحمر.

خليج السويس هو الفرع الغربي من شمال البحر الأحمر وهو صدع صغير يعود تاريخه لـ 40 مليون سنة، ويفصل بينه وبين خليج العقبة الذي يمثل الفرع الشرقي من شمال البحر الأحمر شبه جزيرة سيناء. سمي بهذا الاسم نسبة إلى مدينة السويس المصرية التي ينتهي عندها الخليج، ومنه تبدأ الحركة الملاحية المتجهة إلى قناة السويس من الطرف الشمالي للبحر الأحمر إلى داخل البحر المتوسط. ويبلغ طوله من أقصى جنوبه حتى المدخل الجنوبي لقناة السويس شمال البحر الأحمر 175 ميل ويتوسط بين موقعه في الغرب وبين موقع خليج العقبة في الشرق شبه جزيرة سيناء ليصبح الشريط الفاصل بين قارتي أفريقيا وآسيا. ويعتبر خليج السويس من أغنى المواقع المصرية بالثروات الطبيعية.

### باب المندب

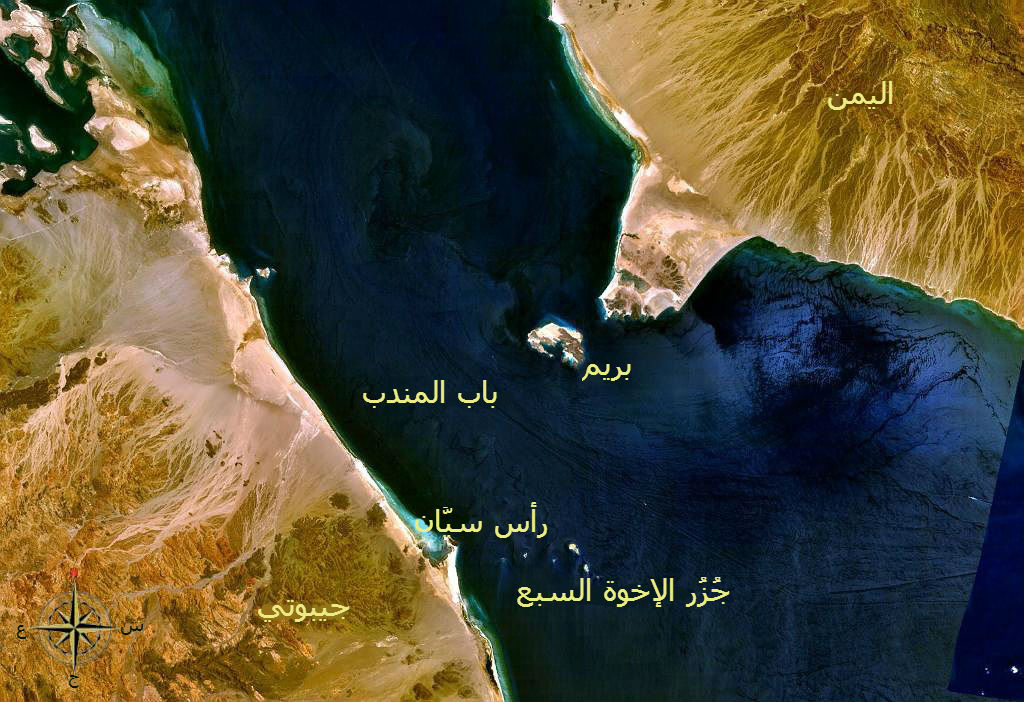
باب المندب.

مضيق باب المندب هو أحد أهم الممرات المائية في العالم، حيث يربط بين البحر الأحمر وخليج عدن الذي تمر منه كل عام 25 ألف سفينة تمثل 7% من الملاحة العالمية، وتزيد أهميته بسبب ارتباطه بقناة السويس ومضيق هرمز. وتقدر كميات النفط العالمية التي تمر عبر المضيق بنحو 5% إلى 6% أي نحو 4 ملايين طن، تمر يومياً عبر المضيق باتجاه قناة السويس ومنها إلى بقية أنحاء العالم. وتنامت أهمية باب المندب عقب حفر قناة السويس وربط البحر الأحمر بالبحر المتوسط. ليتحول المضيق إلى أحد أهم ممرات النقل والمعابر بين الدول الأوروبية المطلة على البحر المتوسط، والدول المطلة على المحيط الهندي وشرق أفريقيا. ويسمح عرض وعمق القناة الغربية للمضيق لشتى أنواع السفن وناقلات النفط بعبور الممر بيسر على محورين متعاكسين متباعدين. ويقع المضيق تحت سيطرة دولة اليمن لامتلاكها جزيرة بريم، إلا أن عدد من القوى الكبرى تمتلك قواعد عسكرية قربه وحوله وذلك لأهميته العالمية في التجارة والنقل، إذ تملك كل من الولايات المتحدة وفرنسا قواعد في جيبوتي على الضفة الغربية لمضيق باب المندب. وخلال حرب أكتوبر عام 1973 أغلقت القوات البحرية المصرية، بالتنسيق مع السلطات اليمنية، مضيق باب المندب لحصار إسرائيل بحرياً. وإبان الأزمة اليمنية عقب الإطاحة بالرئيس اليمني علي عبد الله صالح، تزايدت التوترات من محاولات المتمردين الحوثيين تعطيل حركة الملاحة الدولية في المضيق بعدما سيطروا على جزء كبير من الموانئ والقواعد اليمنية الواقعة على البحر الأحمر وخليج عدن، إلا أن القوات البحرية المصرية أحكمت عملية الحصار البحري على المضيق لإعاقة أي تقدم للعناصر الحوثية ناحية باب المندب.

## رسوم عبور القناة

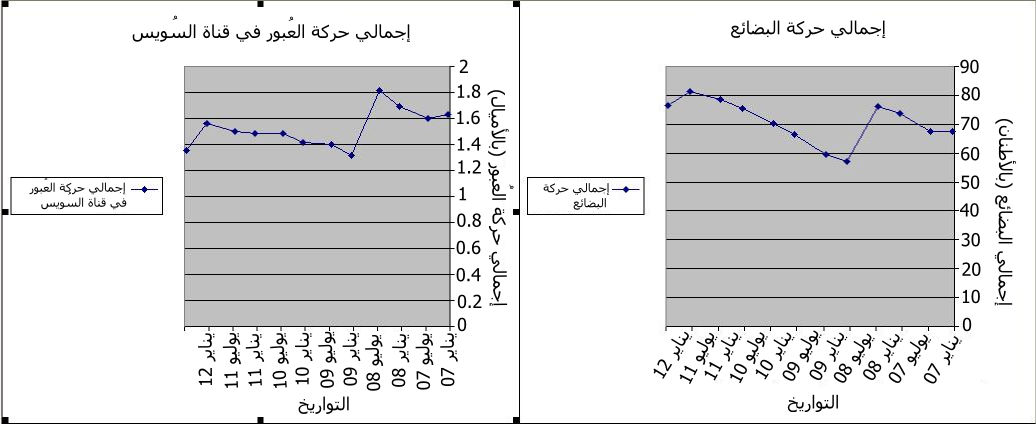
رسم بياني لحركة المرور بالقناة خلال الفترة من 2007 - 2012.

يتم تحصيل رسوم عبور قناة السويس بوحدة حقوق السحب الخاصة (بالإنجليزية: SDR - Special drawing rights)‏ «سلة العملات» وليس بعملة واحدة لضمان استقرار عائدات القناة في حالة وجود أي تذبذب في أسعار العملة. وتضم هذه السلة أربعة عملات رئيسية يستحوذ الدولار الأمريكي فيها على نسبة 44,9%، يليه اليورو الأوروبي بنسبة 37,4%، والين الياباني بنسبة 9,4%، ثم الجنيه الاسترليني بنسبة 11,3%، ويؤدي ارتفاع قيمة وحدة حقوق السحب الخاصة التي تحصل بها رسوم العبور إلى انتعاش ملحوظ في عائدات القناة. يقوم بتحديد الرسوم لجنة مسئولة تابعة لهيئة قناة السويس بناءً على دراسة ظروف السوق والمتغيرات الاقتصادية، ونمو حركة التجارة العالمية المنقولة بحراً، ونوع السفينة وحجمها وحالتها ونوع البضائع المشحونة، والنظر في مكسب السفينة العابرة، ومقارنة تكلفة عبور السفينة من خلال قناة السويس مع غيرها من الطرق البديلة، بهدف رفع عدد المستفيدين المحتملين لعبور القناة لزيادة عائداتها التي تمثل 5% من إيرادات الدخل القومي المصري.
| العام | إجمالي عدد السفن | صافي الحمولة | حركة البضائع | سفن الحاويات |
| ----- | ---------------- | ------------ | ------------ | ------------ |
| 1927  | 5545             | 28962        | 29523        | --           |
| 1937  | 6635             | 36491        | 32776        | --           |
| 1938  | 6171             | 34418        | 28779        | --           |
| 1949  | 10420            | 68811        | 81055        | --           |
| 1958  | 17842            | 154479       | 139173       | --           |
| 1966  | 21250            | 274250       | 201893       | --           |
| 2004  | 16850            | 621230       | 520990       | 5928         |
| 2005  | 18193            | 671785       | 571006       | 6555         |
| 2006  | 18664            | 742700       | 628600       | 6974         |
| 2007  | 20384            | 848162       | 710098       | 7718         |
| 2008  | 21415            | 910100       | 722984       | 8156         |
| 2009  | 17228            | 734500       | 559200       | 6080         |
| 2010  | 17993            | 846389       | 646064       | 6852         |
| 2011  | 17798            | 928879       | 691800       | 7178         |
| 2012  | 17298            | 928452       | 739911       | 9332         |
| 2013  | 16596            | 915467       | 754461       | 6014         |

| العام المالي | إجمالي الإيرادات | نسبة الزيادة/الانخفاض بالتقريب | العام المالي | إجمالي الإيرادات | نسبة الزيادة/الانخفاض بالتقريب |
| ------------ | ---------------- | ------------------------------ | ------------ | ---------------- | ------------------------------ |
| 1999/1998    | 1.765 مليار      | [ 80 ]                         | 2015/2014    | 5.372 مليار      | 1.1% (زيادة)                   |
| 2000/1999    | 1.868 مليار      | 5.9% (زيادة)                   | 2016/2015    | 5.100 مليار      | 4.5%- (انخفاض)                 |
| 2001/2000    | 1.945 مليار      | 4.1% (زيادة)                   | 2017/2016    | 4.900 مليار      | 3.9%- (انخفاض)                 |
| 2002/2001    | 1.876 مليار      | 3.5%- (انخفاض)                 | 2018/2017    | 5.600 مليار      | 14.2% (زيادة)                  |
| 2003/2002    | 2.309 مليار      | 23% (زيادة)                    | 2018/2019    | 5.750 مليار      | 2.6% (زيادة)                   |
| 2004/2003    | 2.819 مليار      | 22% (زيادة)                    | 2019/2020    | 5.720 مليار      | 0.5% (انخفاض)                  |
| 2005/2004    | 3.100 مليار      | 9.9% (زيادة)                   | 2020/2021    | 5.840 مليار      | 2% (زيادة)                     |
| 2006/2005    | 3.246 مليار      | 4.7% (زيادة)                   | 2022/2021    | 7 مليار          | 19.2% (زيادة)                  |
| 2007/2006    | 4.159 مليار      | 28.1% (زيادة)                  | 2023/2022    | 9.4 مليار        | 34.2% (زيادة)                  |
| 2008/2007    | 5.113 مليار      | 22.9% (زيادة)                  | 2024/2023    | 7.2 مليار        | 23.4%- (انخفاض)                |
| 2009/2008    | 4.700 مليار      | 8%- (انخفاض)                   |              |                  |                                |
| 2010/2009    | 4.541 مليار      | 3.3%- (انخفاض)                 |              |                  |                                |
| 2011/2010    | 5.053 مليار      | 11.3% (زيادة)                  |              |                  |                                |
| 2012/2011    | 5.100 مليار      | 0.9% (زيادة)                   |              |                  |                                |
| 2013/2012    | 5.200 مليار      | 1.9% (زيادة)                   |              |                  |                                |
| 2014/2013    | 5.310 مليار      | 2.1% (زيادة)                   |              |                  |                                |

## خصائص القناة الملاحية

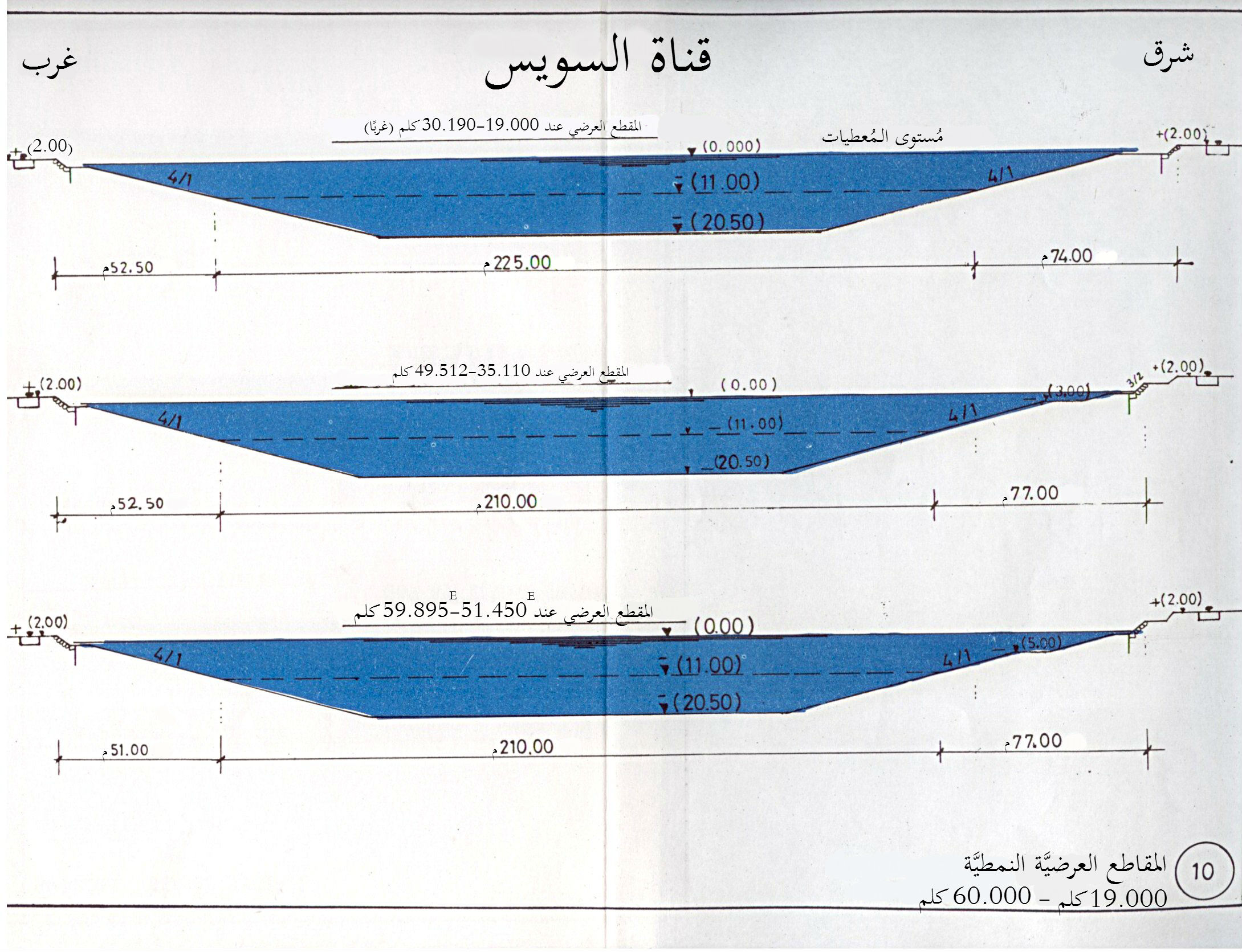
مثال لمقطع عرضي في قناة السويس.

يمر عبر القناة ما بين 8% إلى 12% من حجم التجارة العالمية المنقولة بحراً و35% من حجم التجارة من وإلى موانئ البحر الأحمر والخليج العربي، و20% من حجم التجارة من وإلى موانئ الهند وجنوب شرق آسيا، و39% من حجم التجارة من وإلى منطقة الشرق الأقصى. تتميز القناة بأنها أطول قناة في العالم بدون أهوسة، وتعمل فيها الملاحة فيها ليلاً ونهاراً بنسبة حوادث ضئيلة جداً، ومن الممكن توسيعها وتعميقها في أي وقت طبقاً لتطور أحجام السفن، كما تستخدم إدارة القناة نظم المراقبة الإلكترونية للملاحة بما في ذلك شبكات رادار حديثة. وتحقق القناة وفراً كبيراً في المسافة للسفن والناقلات التي تعبرها مقارنةً بالطرق البديلة (رأس الرجاء الصالح) وكمثال: تبلغ المسافة بين ميناء جدة (المملكة العربية السعودية) وميناء كونستانزا (بالبحر الأسود) 11771 ميل عن طريق رأس الرجاء الصالح، بينما تبلغ هذه المسافة 1698 ميل فقط عن طريق قناة السويس، وبذلك تحقق القناة وفراً في المسافة يبلغ حوالي 86%. كما تبلغ نسبة التوفير في المسافة بين طوكيو (اليابان) وميناء روتردام (هولندا) 23% بالمقارنة مع طريق رأس الرجاء الصالح.

## مراحل تطوير القناة

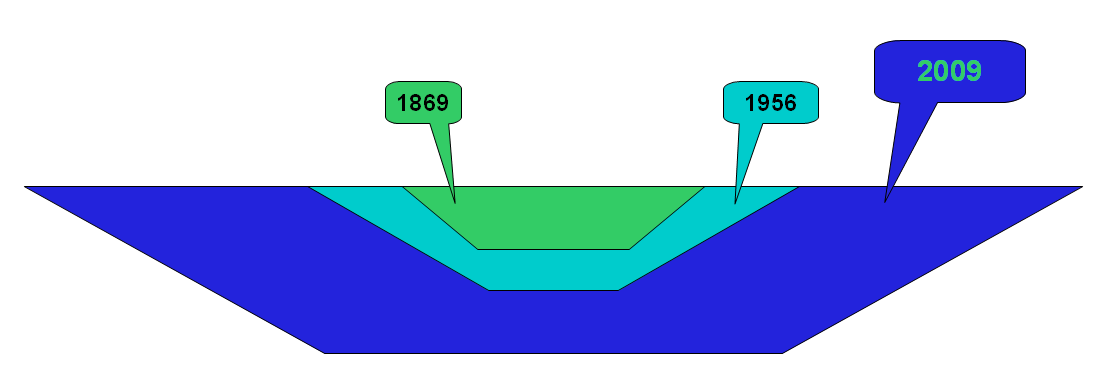
عمق المجرى الملاحي للقناة.

| العام | الطول الكلي | طول التفريعات | العرض عند 11 م عمق | عمق القناة | أقصى غاطس للسفن | مساحة القاطع المائي | أقصى حمولة ساكنة |
| ----- | ----------- | ------------- | ------------------ | ---------- | --------------- | ------------------- | ---------------- |
| 1869  | 164 كم      | --            | --                 | 8 متر      | 22 قدم          | 304 متر             | 5000 طن          |
| 1956  | 175 كم      | 27.7 كم       | 60 متر             | 14.0 متر   | 35 قدم          | 1200 متر            | 30000 طن         |
| 1962  | 175 كم      | 27.7 كم       | 89 متر             | 15.5 متر   | 38 قدم          | 1800 متر مربع       | 60000 طن         |
| 1980  | 189.80 كم   | 77 كم         | 160/175 متر        | 19.5 متر   | 53 قدم          | 3250/3600 متر       | 150000 طن        |
| 1994  | 189.80 كم   | 77 كم         | 170/190 متر        | 20.5 متر   | 56 قدم          | 3600/4000 متر       | 170000 طن        |
| 1996  | 189.80 كم   | 77 كم         | 180/200 متر        | 21 متر     | 58 قدم          | 3850/4300 متر       | 185000 طن        |
| 2001  | 191.80 كم   | 79 كم         | 195/215 متر        | 22.5 متر   | 62 قدم          | 4350/4800 متر       | 210000 طن        |
| 2010  | 193.30 كم   | 80.5 كم       | 205/225 متر        | 24 متر     | 66 قدم          | 4800/5200 متر       | 240000 طن        |

### القطاعات والتفريعات والتوسعات
يبلغ الطول الكلي للقناة 193.3 كم تنقسم إلى عدة أقسام تتمثل في: من الشمندورة المضيئة إلى فنار بورسعيد، ومن منطقة الانتظار إلى المدخل الجنوبي، ومن بورسعيد إلى الإسماعيلية، ومن الإسماعيلية إلى بورتوفيق، مروراً بمناطق الدفرسوار وجزيرة البلاح وبحيرة التمساح والبحيرات المرة وجزيرة كبريت. طول التفريعات 80.5 كم، فيما يبلغ عرض صفحة الماء (شمال/جنوب) 280/345 متر، ويصل عمق القناة إلى 24 متر، وأقصى غاطس مصرح به لعبور السفن 66 قدم، مساحة القطاع المائي 4800/5200 متر، أقصى حمولة ساكنة 240000 طن، السرعة المسموح بها للناقلات المحملة 13 كم/ساعة، السرعة المسموح بها للناقلات الفارغة 14 كم/ساعة.
يبلغ طول المجرى الملاحي للقناة 162 كم «بدون البواغيز» مع متوسط أعماق يصل إلى 24 متر، وينقسم المجرى الملاحي للقناة إلى 3 قطاعات رئيسية:
- القطاع الشمالي: يمتد من علامة كم 0 حتى علامة كم 50 ترقيم قناة.
  - يمتد الجزء المزدوج من هذا القطاع بطول 17 كم (من علامة كم 0 حتى علامة كم 17 ترقيم قناة).
  - يمتد الجزء الغير مزدوج من هذا القطاع بطول 33 كم (من علامة كم 17 حتى علامة كم 50 ترقيم قناة) وهو جزء مستقيم بدون أي منحنيات ويبلغ عرض هذا الجزء عند سطح المياه 351 متر وعرض القاع 121 متر، ويمتاز بالسرعة المحدودة للتيارات البحرية التي تصل إلى 2 عقدة فقط. ويمر فوق هذا القطاع كوبري السلام.
- قطاع قناة السويس الجديدة: وهو قطاع مزدوج بالكامل بطول 72 كم (من علامة كم 50 حتى علامة كم 122 ترقيم قناة). وتم لاحقاً تنفيذ عملية ازدواج للجزء المتصل بقناة السويس الجديدة بطول 10 كم (من علامة كم 122 حتى علامة كم 132 ترقيم قناة) في منطقة البحيرات المرة الصغرى، كما يجري توسيع وتعميق الجزء الٱخر من هذا القطاع بطول 30 كم (من علامة كم 132 حتى علامة كم 162 ترقيم قناة) ليصل عرض القناة في هذا الجزء عند سطح المياه إلى 323 متر والعرض عند القاع إلى 167 متر بعمق يصل إلى 27 متر.
- القطاع الجنوبي: وهو قطاع غير مزدوج بطول 40 كم (من علامة كم 122 حتى علامة كم 162 ترقيم قناة).[101]

### التفريعات
هي المناطق المزدوجة من القناة بخلاف قناة السويس الجديدة والتي تسمح بالملاحة في الاتجاهين ويبلغ طولها 80.5 كم طبقاً للترقيم الكيلو متري لشمندورات البداية والنهاية بكل تفريعة.
- تفريعة بورسعيد بطول 40.1 كم وتم حفرها عام 1980 (ازداد طولها عدة مرات)
- تفريعة البلاح بطول 8.9 كم وتم حفرها عام 1955
- تفريعة التمساح بطول 4.3 كم وتم حفرها عام 1980
- تفريعة الدفرسوار بطول 8.4 كم وتم حفرها عام 1980
- تفريعة البحيرات المرة بطول 11.8 كم وتم حفرها عام 1955
- تفريعة كبريت بطول 7.0 كم وتم حفرها عام 1955.[103]

#### قناة السويس الجديدة

قناة السويس الجديدة.

طابع بريدي صدر احتفالاً بافتتاح أعمال مشروع قناة السويس الجديدة.

هي تفريعه جديدة لقناة السويس بطول 35 كم بالإضافة إلى توسيع وتعميق تفريعات البحيرات المرة والبلاح بطول 37 كم ليصبح الطول الإجمالي للمشروع 72 كم (من علامة كم 50 حتى علامة كم 122 ترقيم قناة). تهدف التفريعة إلى تلافي المشكلات القديمة لقناة السويس من توقف قافلة الشمال لمدة تزيد عن 11 ساعة في منطقة البحيرات المرة، وتسمح باستيعاب قناة السويس للسفن العملاقة بغاطس 65 قدم، مما سيساهم في زيادة دخل القناة مستقبلاً. بلغت تكلفة التفريعة 4 مليار دولار أمريكي وتمت عمليات الحفر من خلال الهيئة الهندسية للقوات المسلحة، والتي استعانت بـ17 شركة وطنية مدنية تعمل تحت إشرافها.
بدأت مرحلة الحفر الجاف بالمشروع في 7 أغسطس 2014، وانتهت خلال 9 شهور، ثم بدأت مرحلة الحفر المائي (التكريك) وانتهت برفع 258.8 مليون متر مكعب من الرمال المشبعة بالمياه. وافتتح المشروع في 6 أغسطس 2015.

#### توسعات المنطقة الجنوبية
في مايو 2021 تم تدشين مشروع توسعات جديدة في المنطقة الجنوبية لقناة السويس، وتحديدا في المنطقة التي شهدت جنوح الناقلة إيفر غيفين.
تتضمن خطة التطوير إنشاء قناة ازدواجية بمنطقة البحيرات من الكيلو 122 للكيلو 132 ترقيم قناة السويس، وكذلك توسعة قناة السويس من الكيلو 132 للكيلو 162 توسعة 40 متر جهة الشرق، وتعميق من 166 قدم لـ72 قدم، وبذلك يتم إنشاء قناتين جدد بطول 10 كيلو متر لتحسين الملاحة ومنع تأثير الرياح والأمواج والتيارات الملاحية على السفن المارة، وزيادة الطاقة الاستيعابية للقناة.

#### الازدواج الكامل للقناة
في 2024 أعلن رئيس هيئة قناة السويس عمل دراسات مبدأية لتنفيذ الازدواج الكامل لقناة السويس للمسار الفردي المتبقي في القناة بطول حوالي 80 كم (50 كم في الشمال و30 كم في الجنوب)، وجاري عمل دراسات الجدوى للمشروع.

### قناة بورسعيد
هي مشروع لرفع 17 مليون متر مكعب رمال بطول 9,5 كم وعرض 6.5 ميل بحري للوصول إلى عمق 16 متر داخل البحر خلال 7 أشهر، وذلك في إطار التخطيط لتطوير ميناء شرق بورسعيد بهدف رفع تصنيفه ليصبح من ضمن أفضل 10 موانئ على مستوى العالم، عن طريق تسهيل دخول وخروج السفن بمعزل عن قوافل عبور قناة السويس على مدار 24 ساعة، وتفادي توقف السفن عند الدخول والخروج بسبب اشتراك قناة الدخول مع المجري الملاحي الخارجي.

## نظام المرور

### النظام القديم
طبقاً لنظام الملاحة القديم كانت السفن تمر بنظام القوافل، وهي مجموعة من السفن تسير بسرعة واحدة، والفواصل بينها متساوية تقريباً وتدخل القناة ثلاث قوافل يومياً، قافلتان من الشمال وقافلة من الجنوب، وتخضع كل قافلة لنظام محدد من حيث موعد دخول القناة والسرعات المسموح بها. تبدأ قافلة الشمال الأولى في دخول القناة من جهة بورسعيد من الساعة الواحدة بعد منتصف الليل وحتى الساعة الخامسة صباحاً حيث تسير السفن متتابعة في اتجاه واحد، وتصل قافلة الشمال إلى البحيرات الكبرى لتبدأ السفن في الانتظار في منطقة غرب البحيرات المرة أو شرقها حتى مرور قافلة الجنوب، وتنطلق قافلة الجنوب القادمة من خليج السويس في المجرى الملاحي في اتجاه الشمال وبالتالي لا يسمح لأي سفن قادمة من الشمال بالمرور حتى عبور كل السفن القادمة من الجنوب، ومع مرور آخر سفن قافلة الجنوب من البلاح تبدأ أولى سفن قافلة الشمال الأخرى في المرور بالمجرى الملاحي باتجاه الجنوب. وتبدأ قافلة الشمال في دخول قناة السويس من جهة بورسعيد حيث يستقبلها المرشدون ليقوموا بإرشاد القافلة خلال رحلتها في مجرى القناة، وتنطلق قافلة الشمال في اتجاه السويس، وتستمر في العبور مروراً بالإسماعيلية حتى الوصول إلى منطقة البحيرات المرة الكبرى لتستقبل على المخطاف انتظاراً لمرور قافلة الجنوب، وتنتظر كل سفينة من سفن قافلة الشمال في البحيرات المرة في المكان المخصص لها طبقاً لعمق الغاطس، وتنقسم منطقة البحيرات المرة إلى شرق الممر الملاحي الأكثر عمقاً وغرب الممر الملاحي، وتدخل السفن العملاقة ذات الغاطس فوق 45 قدم جهة مناطق الانتظار الشرقية (Area E01, Area E02, Area E03)، والتي لا تستوعب أكثر من 8 سفن عملاقة ذات الغاطس فوق 45 قدم، وتنتظر قافلة الشمال من 8 إلى 10 ساعات في انتظار مرور قافلة الجنوب القادمة من خليج السويس، والتي تمر بلا توقف. وتبدأ قافلة الجنوب في دخول القناة من بورتوفيق الساعة السادسة صباحاً وتستمر في العبور المباشر لمدة 11 ساعة بلا توقف متجهة شمالاً إلى بورسعيد.

### النظام ازدواجي المرور
مع افتتاح قناة السويس الجديدة متضمنة توسيع وتعميق تفريعات البحيرات المرة والبلاح بإجمالي طول قدره 72 كم، أصبحت القناة تسمح بالعبور المباشر لمتوسط عدد 49 سفينة في كلا الاتجاهين وقل زمن عبور جميع السفن للقناة إلى 11 ساعة بدلاً من 18 ساعة، كما سمحت بعبور السفن ذات غاطس حتى 66 قدم في كلا الاتجاهين دون توقف، لترتفع قدرة قناة السويس في عبور السفن مختلفة الحمولات من 49 سفينة يومياً في المتوسط لتصل إلى 97 سفينة يومياً في المتوسط.

## محور قناة السويس
تعود فكرة مشروع المحور لنهاية السبعينيات عندما طرحه المهندس حسب الله الكفراوي وزير الإسكان حينها على الرئيس أنور السادات، لكن المشروع لم يخرج للنور، ثم أعيد طرح المشروع على الرئيس حسني مبارك، لكن أيضا لم يخرج المشروع للنور ولم تتخذ أي خطوات تنفيذية تجاهه. في عام 2012 قدمت جماعة الإخوان المسلمين مشروع تنمية محور قناة السويس ضمن مشروعهم المسمى مشروع النهضة أثناء انتخابات الرئاسة المصرية 2012. وفي عام 2013 أقامت حكومة الدكتور هشام قنديل مؤتمراً صحفياً في عهد الرئيس محمد مرسي أعلنت فيه أنه سيتم الاتفاق مع المكتب الاستشاري الذي سيتولى تنفيذ المخطط العام للمشروع والتعاقد معه بحلول الأول من سبتمبر 2013، حيث سبق أن تم الطرح الأول لتنفيذ المخطط العام في نهاية أبريل 2013، ومدة تنفيذ المخطط العام ستكون 9 أشهر. في 5 أغسطس 2014 أعلن الرئيس عبد الفتاح السيسي عن البدء فعلياً في إنشاء مجرى ملاحي جديد لقناة السويس وتعميق المجرى الملاحي الحالي وتنمية محور قناة السويس بالكامل، بهدف تعظيم دور إقليم قناة السويس كمركز لوجستي وصناعي عالمي متكامل اقتصادياً وعمرانياً ومتزن بيئياً، ويسعى إلى جعل الإقليم محوراً مستداماً ينافس عالمياً في مجال الخدمات اللوجستية والصناعات المتطورة والتجارة والسياحة. يضم الإقليم ثلاث محافظات هي بورسعيد والسويس والإسماعيلية، ويتوافر به إمكانيات جذب في مجالات النقل واللوجستيات، والطاقة، والسياحة، والاتصالات وتكنولوجيا المعلومات والزراعة والعقارات. وفي 6 أغسطس 2015 تم افتتاح مشروع قناة السويس الجديدة للعمل واستقبال الناقلات البحرية بنظام المرور المزدوج

### موانئ محور القناة
وتتمثل في كل من:
- ميناء شرق بورسعيد على المدخل الشمالي الشرقي للتفريعة الشرقية لقناة السويس.[121][122]
- ميناء غرب بورسعيد على المدخل الشمالي لقناة السويس ويعتبر أحد أهم الموانئ المصرية نظرا لموقعة المتميز على مدخل أكبر ممر ملاحي في العالم.[122][123]
- ميناء السخنة على المدخل الجنوبي لقناة السويس على البحر الأحمر مما يجعله يملك ميزة إستراتيجية للتعامل مع البضائع العابرة خلال أكثر الممرات المائية التجارية ازدحاما وحيوية في العالم.[122][124]
- ميناء السويس أو بورتوفيق على ساحل البحر الأحمر بالمدخل الجنوبي لقناة السويس في مصر.[125]
- ميناء الأدبية على الشاطئ الغربي لخليج السويس وعلى مسافة حوالي 17 كم من مدينة السويس.[122][126]

## إقليم القناة
هو مصطلح يطلق على ثلاث محافظات مصرية هي محافظة السويس، وتقع شرق الدلتا شمال خليج السويس على المدخل الجنوبي لقناة السويس، يحدها شمالاً محافظة الإسماعيلية ومحافظة شمال سيناء، ويحدها جنوباً محافظة البحر الأحمر، ويحدها شرقاً محافظة جنوب سيناء، ويحدها غرباً محافظة القاهرة ومحافظة الجيزة. ومحافظة الإسماعيلية، وتقع على الحد الشرقي لجمهورية مصر العربية في منتصف قناة السويس، وتنقسم إلى قسمين، قسم غربي في أفريقيا، وقسم شرقي في قارة آسيا، يحدها من الشرق سيناء وقناة السويس التي تخترق بحيرة التمساح والبحيرات المرة، ومن الغرب الحدود الشرقية للدلتا على امتداد فرع دمياط، ومن الجنوب الطريق الواصل بين السويس والقاهرة، ومن الشمال بورسعيد وبحيرة المنزلة. ومحافظة بورسعيد، وتقع في الطرف الشمالي الشرقي لجمهورية مصر العربية، على رأس قناة السويس، يحدها شمالاً البحر المتوسط، وجنوباً محافظة الإسماعيلية، ومن الغرب محافظة دمياط ومن الشرق محافظة شمال سيناء.

### الطرق البرية حول إقليم القناة
يشتمل إقليم القناة شبكة طرق ممتدة ومتشابكة تساهم بشكل واسع في تنمية الإقليم بالكامل وتربط بين جميع مدنه، وتتمثل طرق الشبكة الرئيسية في: طريق القاهرة/الإسماعيلية الصحراوي، طريق القاهرة/السويس الصحراوي، طريق القاهرة/بورسعيد (محور الشرق الإقليمي)، طريق الإسماعيلية/بورسعيد، طريق شادر عزام (طريق موازي لترعة السلام)، طريق 36 الحربي، طريق الصالحية، طريق القاهرة/الإسماعيلية الزراعي، طريق الفردان/فاقوس، الطريق الدائري الإقليمي، الطريق الدولي الساحلي.

## ربط ضفتي القناة

### كوبري السلام

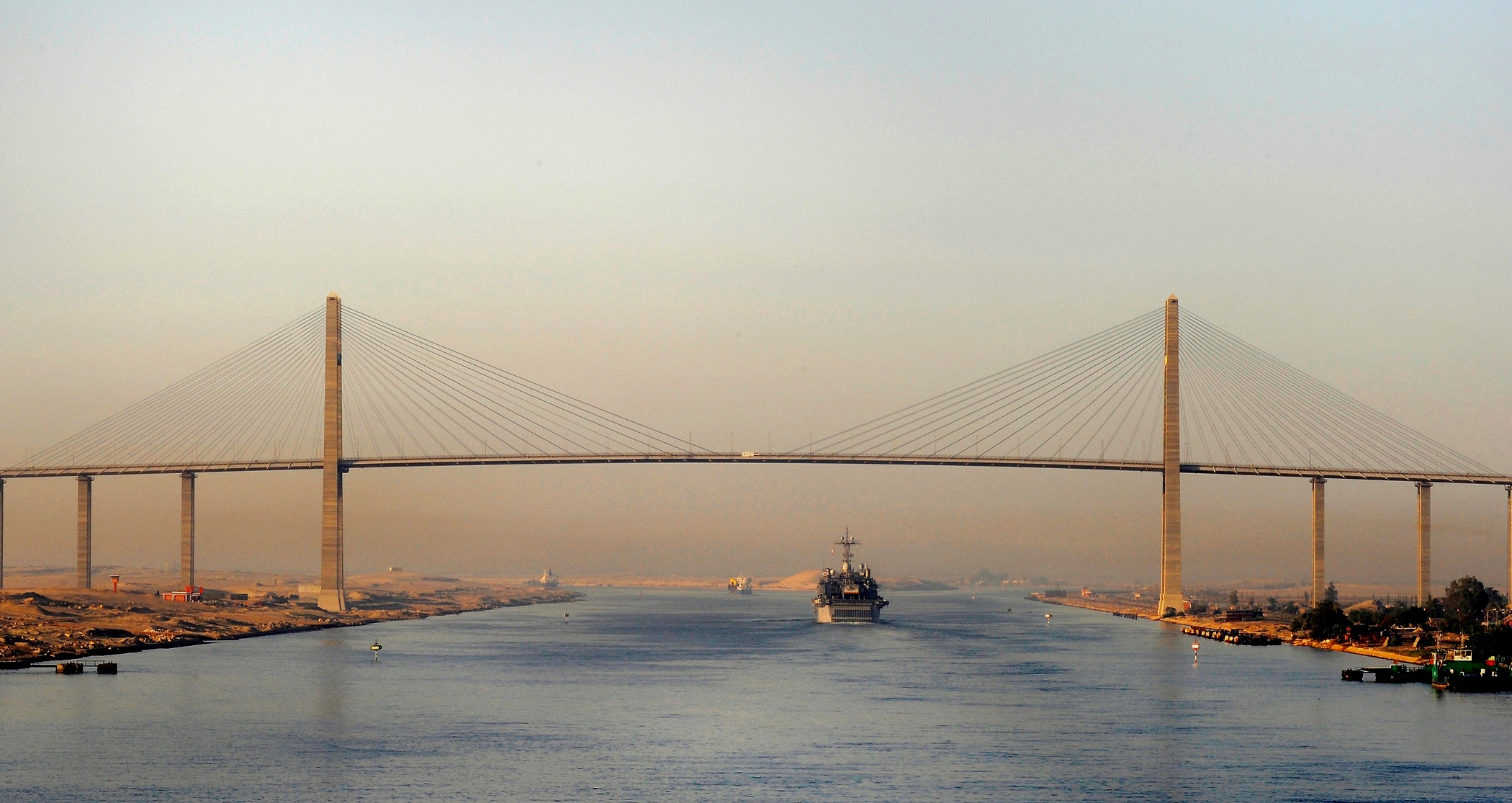
كوبري السلام للسيارات العابر لقناة السويس.

كوبري السلام هو أطول جسر معلق للسيارات داخل مصر، يربط بين قارتي آسيا وأفريقيا ماراً فوق المجرى الملاحي لقناة السويس. بدأ أنشاؤه في أكتوبر 1997 وتم افتتاحه في أغسطس 2001 ليساهم في تسريع وتيرة التنمية بسيناء عن طريق نقل حركة المرور والنقل منها وإليها وربطها بباقي محافظات مصر. يصل الجسر بين مدينتي القنطرة شرق والقنطرة غرب، ويقع جهة الجنوب من مدينة القنطرة شمال الإسماعيلية على بعد 20 كم من كوبري الفردان. يبلغ طوله 9,5 كم بارتفاع 70 متر فوق سطح البحر، ويبلغ عرض فتحته الملاحية 404 متر مما يسمح بأي توسعات مستقبلية لقناة السويس، ويصل ميله الرئيسي إلى 3,3%، وحمولته التصميمية حتى 90 طن، ويبلغ ارتفاع برجيه الرئيسيين 154 متر فوق سطح الأرض، ويوفر حارتي مرور بكل اتجاه بسرعة مرورية قدرها 80 كم/ساعة. تم تنفيذ المشروع بتكاليف إجمالية بلغت 680 مليون جنيه مصري بتمويل مشترك بنسبة 60% من الحكومة اليابانية و40% من الحكومة المصرية.

### الكباري العائمة
- كوبري النصر بمنطقة الرسوة في بورسعيد، وافتتح في 28 ديسمبر 2016.[133][134]
- كوبري الشهيد أحمد منسي بمنطقة نمرة 6 في الإسماعيلية، وافتتح في 23 ديسمبر 2017.[135][136]
- كوبري الشهيد أبانوب صابر بمنطقة القنطرة، وافتتح في 23 ديسمبر 2017.[135]
- كوبري الشهيد اللواء طه زكي بجنوب الإسماعيلية، وافتتح في 5 مايو 2019.[137]
- كوبري الشهيد أحمد عمر الشبراوي بمنطقة الشط في السويس، وافتتح في 5 مايو 2019.[138]

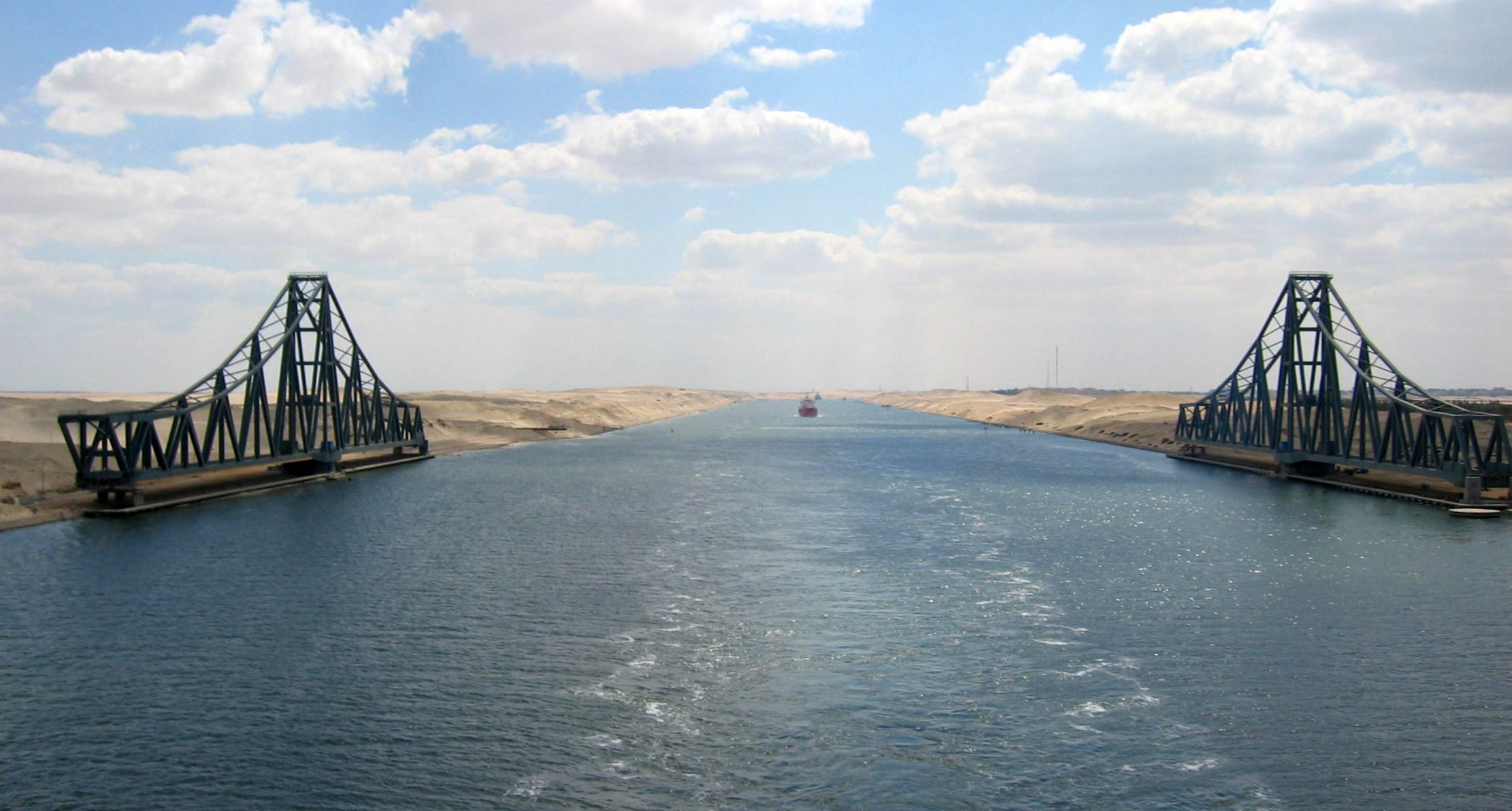
كوبري الفردان لقطارات السكك الحديدية العابر لقناة السويس.

### السكك الحديدية
- كوبري الفردان: هو جسر معدني متحرك للسكك الحديدية تم إنشاءه للمرة الأولي في عام 1920 بطول 70 متر واستمر حتى عام 1942. وأعيد إنشاؤه للمرة الثانية في عام 1943 بطول 150 متر ودام حتى عام 1952. وتكرر إنشاؤه للمرة الثالثة في عام 1952 بطول 210 متر وبقي حتى عام 1963. وتجدد إنشاؤه للمرة الرابعة في عام 1963 بطول 316 متر وظل حتى عام 1967. وافتتحت نسخته الخامسة الحديثة في نوفمبر 2001.[131][139] ونتيجة لازدواج قناة السويس في منطقة الكوبري بعد انتهاء مشروع قناة السويس الجديدة، يجري حالياً مشروع لرفع كفائته ليشمل مسارين للسكك الحديدية ومسارات للمركبات والمشاة وإعادة تأهيله ليمر فوق ممري القناة.[140]

### الأنفاق

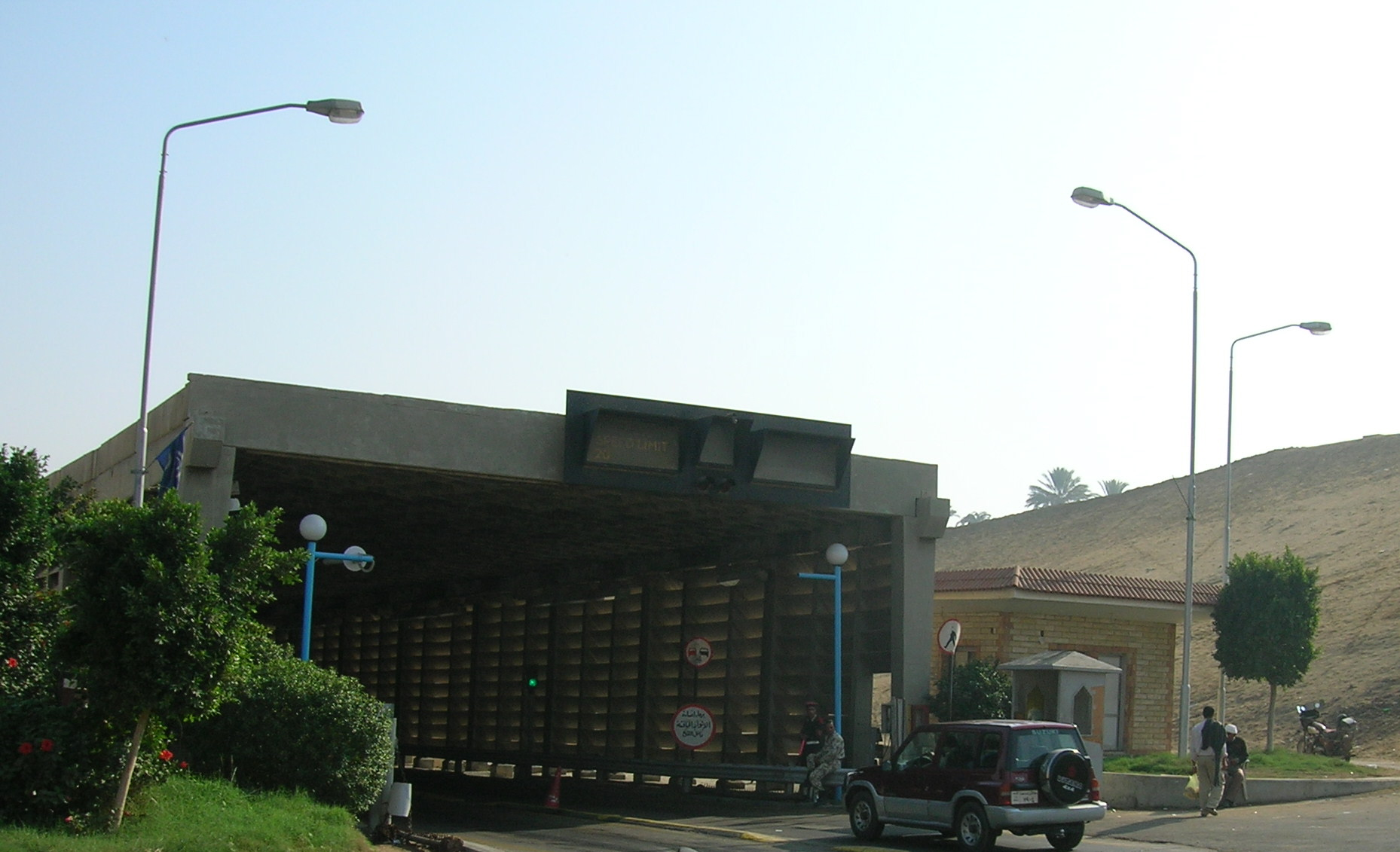
المدخل الغربي لنفق الشهيد أحمد حمدي.

تتضمن الأنفاق التي تمر أسفل القناة أنفاق تعمل فعلياً ومشاريع جارية بإجمالي 8 أنفاق موزعة على مدن (بورسعيد، الإسماعيلية، فايد «أيو سلطان»، السويس)
- أنفاق تعمل حالياً:
  - نفقي 3 يوليو بجنوب بورسعيد: هما عبارة عن نفقين (شمالي وجنوبي) للسيارات بجنوب بورسعيد تم افتتاحهما في نوفمبر 2019. يخدم كل نفق اتجاه مروري واحد بعدد حارتين مرورتين، ويبلغ طول كل منهما 3920 متر، ويرتبط كل نفقين متجاورين بأربع أنفاق عرضية للطوارئ.[141][142]
  - نفقي تحيا مصر شمال الإسماعيلية: هما عبارة عن نفقين (شمالي وجنوبي) للسيارات بشمال الإسماعيلية تم افتتاحهما في مايو 2019. يخدم كل نفق اتجاه مروري واحد بعدد حارتين مرورتين، ويبلغ طول كل منهما 5820 متر، ويرتبط كل نفقين متجاورين بأربع أنفاق عرضية للطوارئ.[141][143]
  - نفقي الشهيد أحمد حمدي بالسويس:
    - النفق الجنوبي (1): هو أول نفق للسيارات يمر تحت قناة السويس وتم افتتاحه عام 1983 بطول نفقي 1.64 كم، وطول كلي 4.20 كم بالمداخل والمخارج، وقُطر 10.40 متر، ليستوعب 300 مركبة في الساعة لكل اتجاه، ويبلغ منسوب أعمق نقطة في النفق 51 متر تحت سطح البحر. سمي النفق تيمناً باسم الشهيد اللواء أحمد حمدي نائب مدير سلاح المهندسين الذي استشهد في 14 أكتوبر 1973 أثناء مد جسور عبور قناة السويس أمام الجيش الثالث الميداني خلال حرب أكتوبر.
    - النفق الشمالي (2): هو نفق موازي لنفق الشهيد أحمد حمدي (1)، وتمر الحركة في النفق (1) من الغرب للشرق والنفق (2) من الشرق للغرب.[144][145][146]
- أنفاق جاري إتمامها:
  - نفقين بمنطقة أبو سلطان بمدينة فايد التابعة لمحافظة الإسماعيلية.[147]

## مشاريع الري حول القناة

### ترعة السلام
ترعة السلام هي أحد مشاريع التنمية العملاقة داخل سيناء، حيث تساهم في إضافة نحو 620 ألف فدان للرقعة الزراعية المصرية. تمتد الترعة وفروعها بطول 262 كم، وتقع المرحلة الأولى منها غرب قناة السويس بطول 87 كم من مأخذها على النيل فرع دمياط وحتي قناة السويس لتخدم زماماً قدره نحو 220 ألف فدان، وتمر الترعة في مسارها بخمس محافظات هي دمياط والدقهلية والشرقية والإسماعيلية وبورسعيد وقد تم الانتهاء من أعمال البنية الأساسية لهذه المرحلة بتكلفة إجمالية بلغت 300 مليون جنيه مصري.

### ترعة الشيخ جابر الصباح
هي المرحلة الثانية من مشروع ترعة السلام وتمتد شرق قناة السويس من السحارة العابرة أسفل القناة بطول 86.5 كم وبإجمالي طول الترعة وفروعها 175 كم لنقل مياه النيل إلى داخل سيناء، وتم الانتهاء من تنفيذها عام 2001 بقدرة تصريفية للسحارة تصل إلى 160 م3/الثانية وبتكلفة إجمالية 188 مليون جنيه مصري. وتخدم الترعة مساحة 400 ألف فدان بسيناء وتم الانتهاء من أعمال حفر وتبطين الترعة والأعمال الصناعية عليها بطول 86.5 كم وحماية جسورها.

### ترعة الإسماعيلية
ترعة الإسماعيلية أو «ترعة السويس الحلوة» قديماً، هي قناة ري أنشئت في عهد الخديوي إسماعيل عام 1860 وسميت باسمه. يبدأ مسار الترعة من النيل عند شبرا على بعد 7 كم شمال القاهرة، وتجري نحو الشمال الشرقي مخترقة الشرقية في الجنوب الغربي حتى الإسماعيلية، ثم تتفرع إلى فرعين، فرع يتجه شمالاً إلى بورسعيد، والآخر يتجه جنوباً إلى السويس وينتهي عند خليجها. يبلغ طول الترعة من النيل إلى بحيرة التمساح 136 كم، وطول فرع بورسعيد نحو 90 كم، فيما يبلغ طول فرع السويس نحو 87 كم، وتضم أكثر من 26 كوبري وهويس.

### سحارة سرابيوم
سحارة سرابيوم هي أكبر مشروع لنقل مياه النيل أسفل مجرى قناة السويس بتكلفة تبلغ 175 مليون جنيه، وذلك لخدمة منطقة شرق السويس والبحيرات والإسماعيلية الجديدة، وهو عبارة عن أربعة خطوط مواسير بقطر داخلى 3.2 متر، وخارجى 4 أمتار، وبطول 400 متر لكل خط مواسير، وعلى عمق 60 متر تحت سطح الأرض وتحت قاع القناة بـ 16 متر، وتستهدف رى واستصلاح 100 ألف فدان بشرق القناة.

## المشاريع المنافسة للقناة

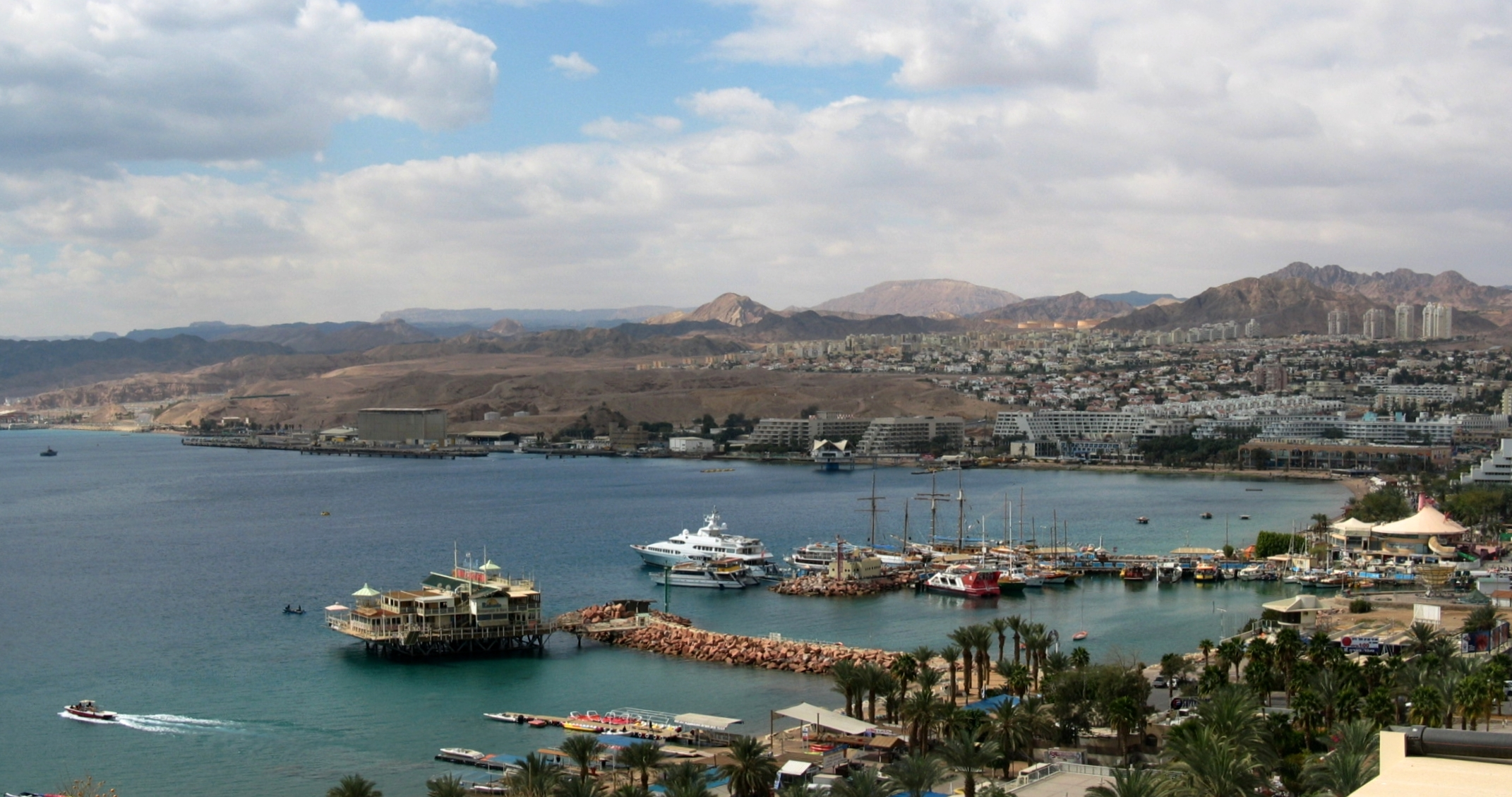
مدينة إيلات على البحر الأحمر.

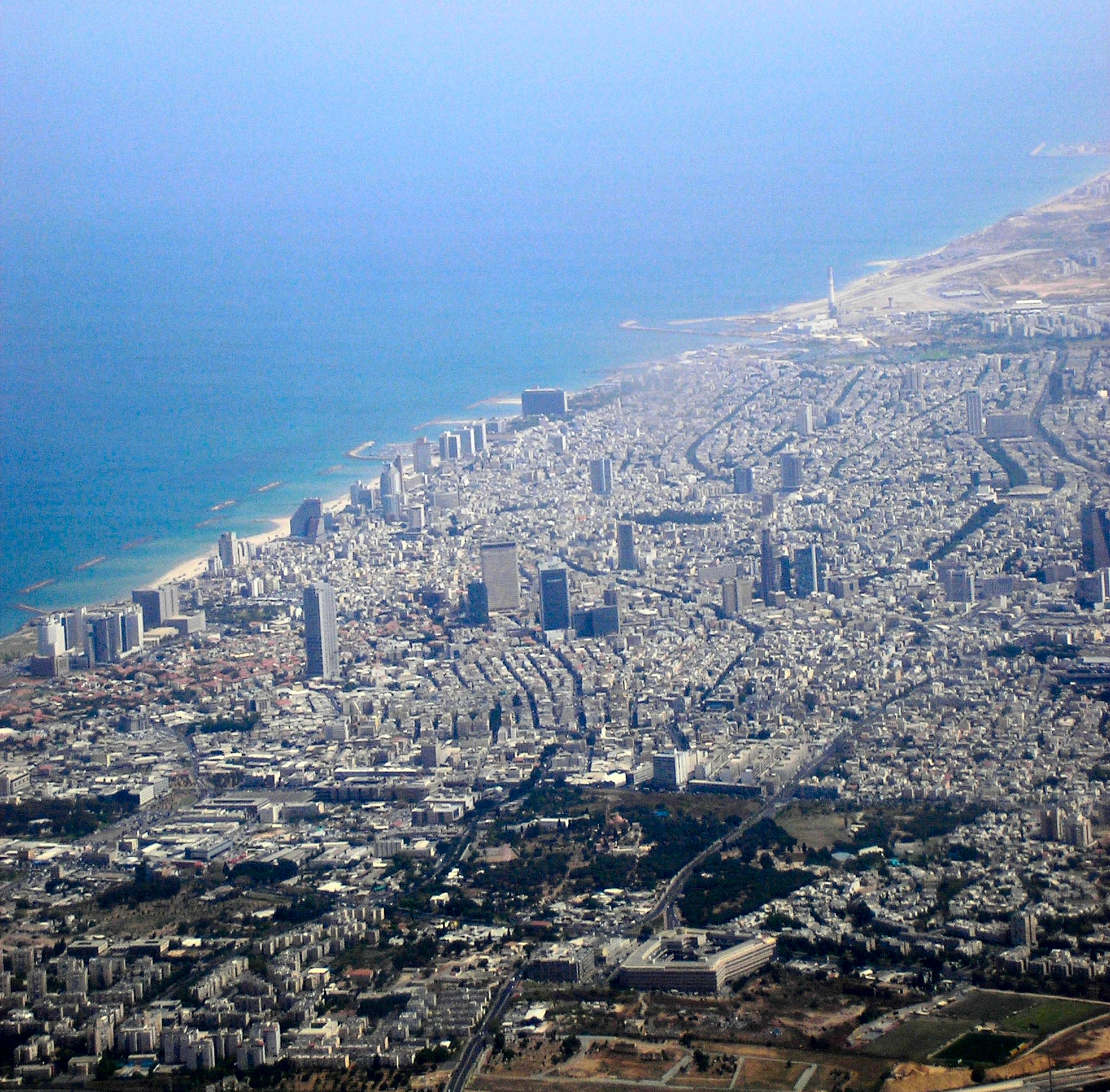
مدينة تل أبيب على البحر المتوسط.

### قناة البحرين الإسرائيلية
قناة البحرين أو قناة البحر الميت هي مشروع تم توقيع الإتفاق عليه في ديسمبر 2013 بين كل من الأردن وفلسطين وإسرائيل في مقر البنك الدولي، يقضي بإنشاء قناة لربط البحر الأحمر بالبحر الميت. يتضمن المشروع مد أربعة أنابيب بين البحرين يصل طولها إلى 180 كم لنقل 100 مليون متر مكعب من المياه سنوياً من البحر الأحمر إلى البحر الميت، وإقامة محطة تحلية للمياه في مدينة العقبة بالأردن لتوزيع المياه المحلاة على الأطراف الثلاثة. لا يوجد للقناة بتصميمها الحالي أي أثر على قناة السويس إلا أن اتفاق حفر القناة أثار إقتراحات سابقة عن إمكانية إنشاء قناة تحت اسم قناة بن غوريون أو قناة عسقلان تخدم القادمين من خليج العقبة في اتجاه إيلات على البحر الأحمر ثم حفر قناة من إيلات إلى حيفا أو أشدود على البحر المتوسط، مسافتها 522 كيلومتراً. ولكن تكلفة مشروع بهذا الحجم باهظة جداً ولم يعلن عن أي خطوات جادة تجاه تنفيذه.

### خط السكك الحديد الإسرائيلي
خط السكك الحديد الإسرائيلي هو مشروع أعلنت عنه إسرائيل عام 2013 يهدف إلى إنشاء خط سكك حديد يربط بين البحر المتوسط والبحر الأحمر، يبدأ من ميناء إيلات الواقع على البحر الأحمر وينتهي عند ميناء حيفا أو أشدود المطلين على البحر المتوسط، تقوم فكرة المشروع على شحن ونقل البضائع والركاب لتكون بديلاً لقناة السويس، ويمتد لمسافة 350 كم، حيث سيربط البحرين في مدة زمنية لا تزيد على ساعتين. إلا أن تكلفة الشحن والنقل والوقت لن تضاهي قناة السويس حيث يلزم لنقل حاوية بضائع واحدة بحجم 40 قدم عربة سكة حديد خاصة، ومقارنة بسفينة شحن واحدة تنقل 19 ألف حاوية، يجب توفير 19 ألف عربة سكة حديد لنقل كل تلك الحاويات من سفينة واحدة، ثم تفريغ الحمولة في حيفا أو أشدود، ثم تحميل البضاعة ثانية من خلال أوناش على المراكب، وهو ما يحتاج إلى وقت وتكلفة عالية، على عكس قناة السويس.

### خط السكك الحديد الإيراني
هو مشروع للسكك الحديدية تشترك فيه شركات من إيران وأذربيجان وروسيا، للربط بين شمال إيران وأذربيجان. وهو القطاع الذي يعتبر جزءاً مهماً جداً من ممر طريق بحر الشمال والذي من دون وجوده سيكون مستحيلاً تنفيذ المشروع برمته. لذلك يحظى هذا القطاع من المشروع باهتمام كبير خاصة في مجال التعاون بين كل من الدول الثلاث. وتبلغ مسافة خط السكة حديد من أذربيجان وحتى بحر قزوين حوالي 165 كم. إلا أن المشروع تقابله عدة سلبيات تتمثل في مروره عبر مناطق جبلية صعبة التضاريس، والضغوط الدولية التي تمارس على الدول المار بها الخط لمنعها من المشاركة في هذا المشروع، للحيلولة دون تعزيز مكانتها الدولية وتطوير اقتصادها خاصة دولة إيران. ومن المتوقع أن يؤثر هذا المشروع بالسلب على قناة السويس، باعتبارها تشكل شرياناً لنقل شحنات البضائع والنفط من منطقة جنوب شرق آسيا ومنطقة الخليج العربي إلى دول شمال البحر المتوسط وأوروبا والولايات المتحدة. غير أن هذا التأثير المحتمل مازال محل تساؤل، نظراً للصعوبات التي يقابلها مشروع طريق بحر الشمال.

### خطوط أنابيب البترول

ميناء جيهان التركي لنقل النفط.

تعتبر ناقلات النفط العميل الثالث بالنسبة للسفن المارة بقناة السويس، حيث تأتي سفن الحاويات في المرتبة الأولى، ثم سفن بضائع الصب في المرتبة الثانية. وتمثل ناقلات النفط نحو 19.6% من أعداد السفن المارة بقناة السويس فيما تمثل حمولتها 22% من إجمالي الحمولات المارة بالقناة. وتراجعت مكانة ناقلات النفط من العميل رقم واحد لقناة السويس في الستينات إلى المركز الثالث حالياً، بسبب انخفاض كميات البترول الخليجي المتجه لأوروبا خلال العقدين الأخيرين، من متوسط 400 مليون طن سنوياً إلى 130 مليون طن سنوياً، ويرجع ذلك لتعدد البدائل من بترول بحر الشمال وقزوين ومنطقة البحر الأسود، وتزايد الطلب الآسيوي على نفط الخليج في منطقة شرق وجنوب شرق آسيا. ويستوعب المجرى الملاحي للقناة ناقلات النفط العملاقة، التي تزيد حمولتها على 220 ألف طن بقدرة على اجتذاب نحو 64% من سفن الأسطول العالمي لناقلات النفط بكامل حمولتها. في حين تمثل خطوط أنابيب النفط الموجودة بالمنطقة العربية منافساً قوياً لقناة السويس وعلى حجم تجارة النفط المارة بها، والتي تتمثل في خمسة خطوط أنابيب بخلاف خط أنابيب البترول المصري «سوميد»، تصل طاقتها إلى نحو 362.5 مليون طن سنوياً، وفي حالة تشغليها بكامل طاقتها تؤثر بشكل كبير على كميات النفط المنقولة عبر قناة السويس، خاصة أن نقل النفط عبر خطوط الأنابيب أرخص بكثير من النقل البحري.
وتتمثل تلك الخطوط في:

خط أنابيب كركوك–بانياس بين العراق وسوريا

- خط أنابيب العراق (كركوك) ـ تركيا (جيهان)
- خط إسرائيل (إيلات) ـ فلسطين (عسقلان).
- خط أنابيب العراق (كركوك) ـ سوريا (بانياس).
- خط أنابيب العراق ـ لبنان.

#### خط سوميد

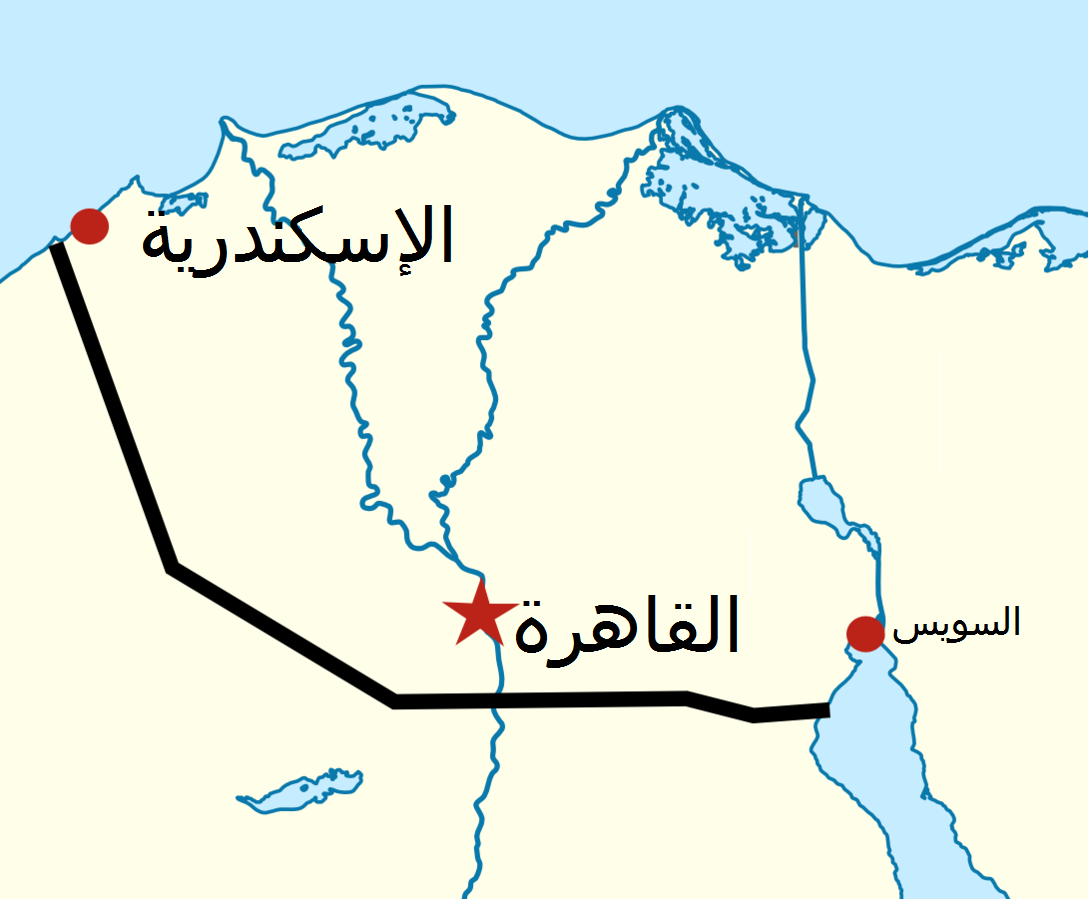
خط سوميد.

سوميد هو خط أنابيب بترول تم إنشاءه عام 1977، يمتد من العين السخنة على خليج السويس إلى سيدي كرير على ساحل البحر المتوسط بالإسكندرية وهو مشروع مكمل لقناة السويس لنقل البترول من منطقة الخليج العربي إلى ساحل البحر المتوسط. وهو مملوك للشركة العربية لأنابيب البترول «سوميد» والتي تساهم فيها شركات من مصر والإمارات والكويت والسعودية وقطر. ويتألف خط سوميد من خطي أنابيب متوازيين طول كل منهما 320 كم، وبسعة 9 آلاف طن/ساعة، وقطره 42 بوصة وهذه الخطوط مدفونة تحت الأرض ومغطاه بطبقة عزل لحماية الخط من التآكل، ويصل سُمك الأنبوب عند العين السخنة إلى 30 مم ويقل تدريجياً حتى سمك 8 مم قي سيدي كرير، وبعض الأماكن كالتي تحت نهر النيل يصل السمك إلى 60 مم. تصل طاقة الخط إلى 120 مليون طن بترول خام سنوياً، في حين تصل حمولة ناقلات النفط العابرة للقناة إلى 140 مليون طن، ضمن عملية تكامل بين خط سوميد وبين القناة، حيث يتم استخدامه لنقل كميات النفط العربي المتجهة لأوروبا والولايات المتحدة داخل ناقلات النفط، والتي لا تستطيع عبور قناة السويس بكامل حمولتها لزيادة غاطسها عن غاطس القناة فتستخدم الخط لتخفيف حمولتها في العين السخنة ومن ثم استرداده في سيدي كرير متجهة إلى دول الغرب.

## الطرق المنافسة للقناة

### طريق رأس الرجاء الصالح

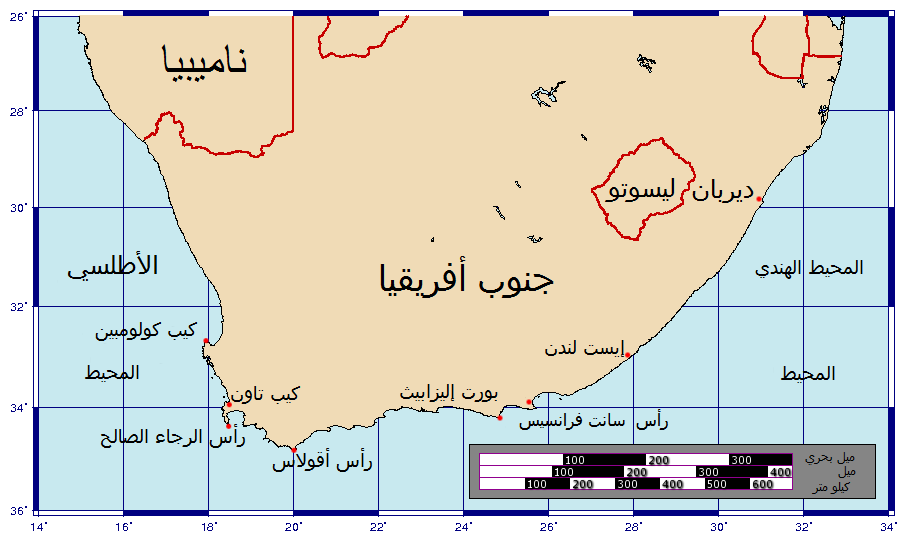
خارطة توضح موقع رأس الرجاء الصالح ورأس أقولاس.

طريق رأس الرجاء الصالح أو (بالإنجليزية: Cape of Good Hope)‏ هو طريق بحري تجاري يمر برأس أقولاس، واكتُشف في نهايات القرن الخامس عشر، مرت به قديماً السفن التجارية بين الهند وشرق آسيا ودول أوروبا، وذلك هروباً من سيطرة دولة المماليك في مصر على طريق التجارة البحري القديم القصير، الذي كان جزء منه يجري على اليابسة قبل حفر قناة السويس، وفضلت الممالك الأوروبية آنذاك أن تسلك طريق رأس الرجاء الصالح الأطول والأخطر، متحملة فقدان جزء كبير من التجارة، وذلك عقب فرض دولة المماليك رسوماً باهظة على المرور بأراضيها وتحكمهم بالطريق، وانتشار قطاع الطرق وهلاك الكثير من القوافل نتيجة ضعف قبضة دولة المماليك في ذلك الوقت. ويقع رأس الرجاء الصالح الذي يمثل رأس من اليابسة بالقرب من مدينة كيب تاون في جنوب أفريقيا على بعد 150 كم غرب أقصى نقطة في جنوب قارة أفريقيا، والتي تسمى برأس أقولاس.

### طريق بحر الشمال

طريق قناة السويس (الأحمر) والطريق البديل من خلال طريق بحر الشمال (الأزرق).

طريق بحر الشمال هو ممر شحن بحري يربط بين القارتين الآسيوية والأوروبية ويمر عبر كل من روسيا وإيران والهند، ويمثل منافسة قوية لطريق قناة السويس. بدأ تاريخ الطريق التجاري من آسيا عبر بحر قزوين وروسيا وصولاً إلى أوروبا منذ عدة قرون، إلا أن هناك محاولات لإحياء هذا الطريق باستخدام أحدث الوسائل التقنية، بهدف نقل الشحنات والبضائع بالترانزيت من الهند وإيران ودول الخليج العربي، عبر بحر قزوين إلى روسيا، ومنها إلى شمال وغرب أوروبا. يقوم المشروع الحديث على أساس الاتفاقية الموقعة بين كل من روسيا والهند وإيران عام 2000 بشأن ممر النقل الدولي "الشمال – الجنوب"، وقد انضمت إلى المشروع عدة بلدان عربية منها سلطنة عمان وسوريا، ومن الدول المتوقع أن تنضم إليه بعض دول دول الخليج العربي، مما سيترتب عليه زيادة تداول الشحنات بين بلدان الشرقين الأدنى والأوسط، وكذلك الهند من جهة وبين أوروبا من الجهة الأخرى. وطبقاً لتقدير الوقت والمسافة بن كل من طريق بحر الشمال وقناة السويس، يمثل الطريق بديلاً واقعياً للقناة، لاستغراق الشحنات المنقولة بواسطته من المحيط الهندي والخليج العربي عبر إيران وبحر قزوين وروسيا إلى بلدان شمال وشرق أوروبا وقتاً أقصر من طريق قناة السويس.
يشكل المشروع في حال إتمامه قطباً اقتصادياً جديداً، حيث يدخل في هذا المحور دول جنوب آسيا (الهند وباكستان)، ودول آسيا الوسطى (تركمانستان وأوزباكستان وكازاخستان وأذربيجان)، بالإضافة إلى جورجيا، كما ستتأثر به أفغانستان وتركيا، ثم أوكرانيا، وبعد ذلك غرباً إلى روسيا البيضاء وبولندا وألمانيا، وشرقاً إلى مدن وسط وشرق روسيا، وشمالاً وغرباً إلى دول البلطيق الثلاث (إستونيا ولاتفيا ولتوانيا). وسيتشكل بذلك وضع فريد من نوعه لأن منطقة قزوين ستتحول إلى مركز تجمع لممرات النقل الدولية، إضافة إلى أهميتها النفطية بالنظر لما يحويه بحر قزوين وسواحله من احتياطي ضخم من النفط والغاز.
إلا أنه رغم هذه المزايا التي يحققها مشروع فإنه لا يزال بعيد الإنجاز، بسبب المشاكل والصعوبات الاقتصادية التي تقابل تنفيذه والتي تتمثل في، المشاكل السياسية بين الدول التي يمر بها الطريق. وتكون الطريق من عدة محطات برية وأخرى بحرية والصعوبات المناخية التي تكمن في الطريق والمتمثلة في مياه القطب الشمالي المتجمدة والتي تعيق مرور السفن التجارية إلا من خلال الكاسحات، كما أن المشروع تصحبه صعوبات سياسية عديدة تنطلق من تخوف الدول الأوروبية والولايات المتحدة من وجود تنسيق للسياسات في مجال الطاقة بين كل من روسيا وإيران ودول أخرى منتجة للغاز والنفط وغيرها من خامات الطاقة، وتأثير التغيرات الاقتصادية التي سيحدثها المشروع على الموازين الدولية وخرائط النفوذ في العالم.

## أقوال مأثورة
- فرديناند دي لسبس[167]:21

| قناة السويس | باسم شركة قناة السويس العالمية البحرية وتنفيذا لقرار مجلس إدارتها نضرب أول معول في هذه الأرض ليفتح أبواب الشرق لتجارة الغرب وحضارته عن طريق مدخل الشرق | قناة السويس |

- الرئيس المصري جمال عبد الناصر[168]

| قناة السويس | تؤمم الشركة العالمية لقناة السويس البحرية شركة مساهمة مصرية | قناة السويس |

- الرئيس المصري محمد أنور السادات[169]

| قناة السويس | باسم مصر نفتح قناتنا شريانا للرخاء .. شريانا للسلام .. شريانا للمحبة | قناة السويس |

## وصلات خارجية
- الموقع الرسمي